# Porto Alegre
Porto Alegre ([ˈpoɾtu aˈlɛɡɾi] pronúnciaⓘ) é a capital e a cidade mais populosa do estado brasileiro do Rio Grande do Sul. Com uma área de quase 500 km², encontra-se sobre um terreno diversificado, com morros, baixadas e um grande lago: o Guaíba. Está a 2 027 km da capital nacional, Brasília. 
A cidade foi constituída a partir da chegada de casais açorianos em meados do século XVIII. No século XIX contou com o influxo de muitos imigrantes alemães e italianos, recebendo também espanhóis, africanos, poloneses e libaneses. Desenvolveu-se com rapidez e hoje abriga quase 1,4 milhão de habitantes dentro dos limites municipais e mais de 4 milhões na Região Metropolitana, a quinta mais populosa do Brasil e a maior concentração urbana da Região Sul.  
Recebeu numerosos prêmios e títulos assinalando-a como uma das cidades mais ricas do mundo, com uma alta qualidade de vida (na média), alto nível de alfabetização, baixa taxa de desemprego, e como uma das melhores capitais brasileiras para morar, trabalhar, fazer negócios, estudar e se divertir. Além disso, Porto Alegre é um polo regional de atração de migrantes em busca de melhores condições e oportunidades e tem uma infraestrutura em vários aspectos superior às demais capitais do Brasil. Ganhou destaque internacional através da instituição do Orçamento Participativo, sediou as primeiras edições do Fórum Social Mundial e foi escolhida como uma das sedes da Copa do Mundo de 2014. Também tem uma cultura ampla e diversificada, contando com duas das principais universidades brasileiras, tem intensa atividade em todas as áreas das artes, esportes e ciências, muitas vezes com projeção nacional, além de possuir ricas tradições folclóricas, um significativo patrimônio histórico em edificações centenárias e numerosos museus.
Por outro lado, Porto Alegre é uma cidade muito desigual, apresentando zonas bem estruturadas e com elevados indicadores socioeconômicos, mas também tem outras extremamente precarizadas e com populações vulneráveis e desassistidas, especialmente nas periferias. A população de baixa renda de modo geral, e também as mulheres, os negros, indígenas e minorias, foram historicamente e continuam discriminados, têm representação política desproporcional, menos oportunidades, menos acesso aos bens de consumo, aos serviços e às vantagens da plena cidadania. A cidade enfrenta muitos outros desafios, entre eles sérios problemas ambientais, elevados índices de criminalidade, declínio na qualidade da educação escolar pública, uma situação de crise crônica no sistema de saúde, progressiva erosão nas estruturas de governança democrática, e em 2024 era a sexta cidade brasileira com mais alto custo de vida e estava entre as 163 mais caras do mundo.

## História

### Origens
A região do atual município de Porto Alegre já era habitada pelo homem 11 mil anos atrás. Por volta do ano 1000, os povos indígenas tapuias que habitavam a região foram expulsos para o interior do continente devido à chegada de povos do tronco linguístico tupi provenientes da Amazônia. No século XVI, quando chegaram os primeiros europeus à região, a mesma era habitada por um desses povos do tronco tupi, os carijós. Os carijós viriam a ser escravizados pelos colonos de origem portuguesa de São Vicente.
Porto Alegre estabeleceu-se como cidade somente no século XVIII. Até então, o território do Rio Grande do Sul ainda pertencia legalmente aos espanhóis devido ao Tratado de Tordesilhas (1494), mas, desde o século XVII, os portugueses já começavam a dirigir esforços para a sua conquista e foram progressivamente penetrando no território pelo nordeste, chegando através do Caminho dos Conventos (uma extensão da Estrada Real) à região da Vacaria dos Pinhais, e dali descendo para Viamão. A penetração foi realizada por bandeirantes que vinham em busca de escravos índios e por tropeiros que caçavam os grandes rebanhos de gado bovino, mulas e cavalos que viviam livres no estado. Mais tarde, os tropeiros passaram a se radicar no sul, transformando-se em estancieiros e solicitando a concessão de sesmarias. A primeira delas foi outorgada em 1732 a Manuel Gonçalves Ribeiro na Parada das Conchas, onde hoje é Viamão. Outra via de penetração foi através do litoral, fundando-se, em 1737, uma fortaleza onde hoje é Rio Grande, com o objetivo dar assistência à Colônia do Sacramento, no Uruguai.

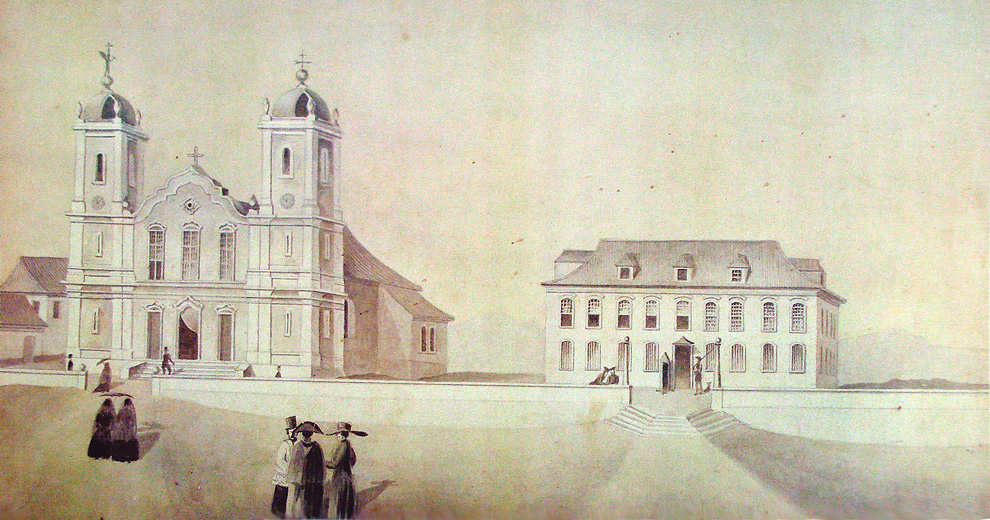
A antiga Matriz e o Palácio do Governador, os dois primeiros edifícios importantes da cidade, erguidos a partir da década de 1770. Aquarela de Herrmann Wendroth, c. 1851

Depois da assinatura do Tratado de Madrid (1750), o rei de Portugal determinou que fosse reunido um grupo de 4 000 casais dos Açores para povoar o sul, mas efetivamente foram transportados apenas cerca de mil casais, que se espalharam pelo litoral entre Osório e Rio Grande, e um pouco pelo interior. Cerca de 500 pessoas se fixaram em 1752 à beira do Lago Guaíba, no chamado Porto de Viamão, o primeiro nome da futura Porto Alegre. Os conflitos locais entre portugueses e espanhóis, porém, não foram contidos pelo tratado. Rio Grande foi invadida por espanhóis em 1763, a população portuguesa fugiu e o governo da Capitania do Rio Grande de São Pedro se mudou às pressas para Viamão. O Porto de Viamão foi elevado a freguesia, com o nome de Freguesia de São Francisco do Porto dos Casais, em 26 de março de 1772, hoje estabelecida como data oficial da fundação da cidade. Em vista da sua melhor situação geográfica e estratégica, em 25 de julho de 1773 o governador da Capitania, Marcelino de Figueiredo, determinou a transferência da capital de Viamão para lá, quando a freguesia já tinha cerca de 1 500 habitantes.
Com a paz entre Portugal e Espanha conseguida no Tratado de Santo Ildefonso (1777), a posse da terra foi regularizada e começou-se a organizar a administração. Foi erguido o Palácio de Barro, primeira sede de governo, um cemitério, uma prisão, um pequeno teatro e a Igreja Matriz. Ruas foram calçadas, foi criado um serviço postal, o comércio começou a florescer, a atividade do porto se intensificou e a pequena urbe assumiu suas funções definitivamente como capital da Capitania, crescendo rapidamente. Em 1798 tinha 3 000 habitantes e, em 1814, já possuía 6 000.

### Século XIX

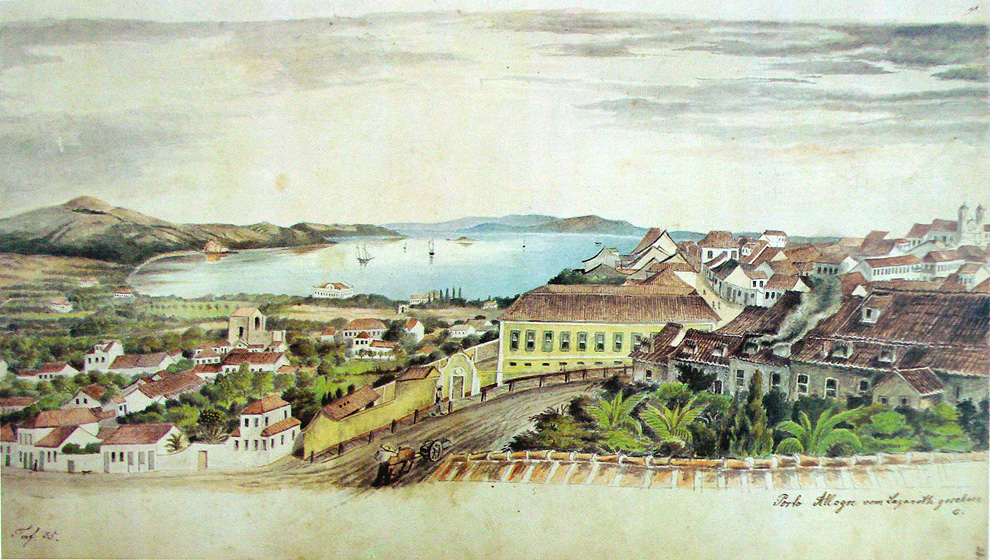
Porto Alegre em 1852 por Herrmann Rudolf Wendroth

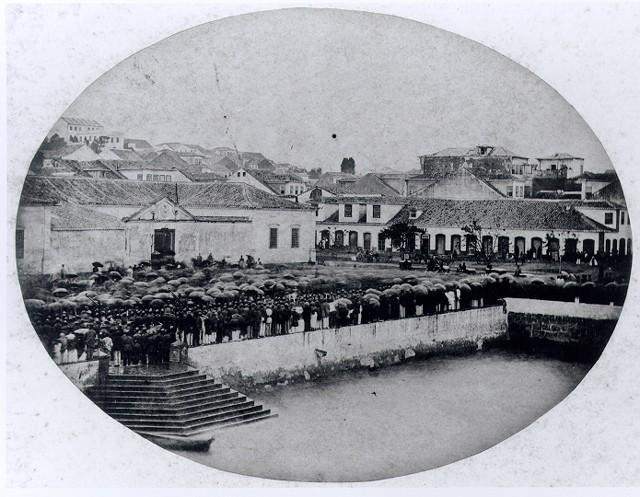
Antiga Alfândega de Porto Alegre, Recepção a Dom Pedro II. Foto: Luíz Terragno, 1865.

Em 27 de agosto de 1808 a freguesia foi elevada à categoria de vila, verificando-se a instalação a 11 de dezembro de 1810. Em 16 de dezembro de 1812 Porto Alegre tornou-se sede da Capitania de São Pedro do Rio Grande do Sul, recém-criada, e cabeça da comarca de São Pedro do Rio Grande e Santa Catarina. Em 1814 o novo governador, Dom Diogo de Sousa, obteve a concessão de uma grande sesmaria ao norte, com o fim expresso de estimular a agricultura local. Com o crescimento de cidades próximas como Rio Pardo e Santo Antônio da Patrulha, e em vista de sua privilegiada situação geográfica, na confluência das duas maiores rotas de navegação interna - a do rio Jacuí e a da Lagoa dos Patos - Porto Alegre começava a se tornar o maior centro comercial da região. A frota permanente que frequentava o porto nessa altura contava com cerca de cem navios. Uma alfândega já havia sido criada em 1800, mas só foi instalada em 1804. Também se iniciavam exportações de trigo e charque. Em 1816 se haviam comerciado 400 mil alqueires de trigo para Lisboa, e em 1818 se venderam mais de 120 mil arrobas de charque, produto que logo assumiria a dianteira na economia local.
Em 1822 a vila ganhou foro de cidade. A partir de então chegaram os primeiros imigrantes alemães, instalando restaurantes, pensões, pequenas manufaturas, olarias, alambiques e diversos estabelecimentos comerciais. Como a situação econômica da Capitania não ia bem, pressionada por pesados impostos e negligenciada pelo governo imperial, em 1835 estalou em Porto Alegre a Revolução Farroupilha. Tomada em 1836 pelas tropas imperiais, a partir de então a cidade sofreu três longos cercos até o ano de 1838, sendo o mais duradouro e contínuo já registrado numa cidade brasileira. Foi a resistência a esses cercos que fez D. Pedro II dar à cidade o título de "Leal e Valerosa". Apesar do inchaço populacional daqueles tempos, a malha urbana só voltou a crescer em 1845, após o fim da revolução e com a derrubada das muralhas que cercavam a cidade.
No período de 1865 a 1870 a Guerra do Paraguai transformou a capital gaúcha na cidade mais próxima do teatro de operações. A cidade recebeu dinheiro do governo central, além de serviço telegráfico, novos estaleiros, quartéis e melhorias na área portuária. Em 1872 as primeiras linhas de bonde entraram em circulação. Construiu-se a Usina do Gasômetro (1874) para geração de energia e implantou-se uma rede de esgotos (1899), enquanto os bairros da cidade se expandiam. Na segunda metade do século, enfim a cultura local pôde receber mais atenção, construindo-se um grande teatro, o Theatro São Pedro, e surgindo os primeiros literatos, educadores, músicos e pintores locais de expressão, como Antônio Vale Caldre Fião, Hilário Ribeiro, Luciana de Abreu, Pedro Weingärtner, Apolinário Porto-Alegre, Joaquim Mendanha e Carlos von Koseritz. Fundou-se a Sociedade Parthenon Litterario, formada pela flor da intelectualidade gaúcha, e em 1875 foi realizado o primeiro salão de artes.

### Século XX

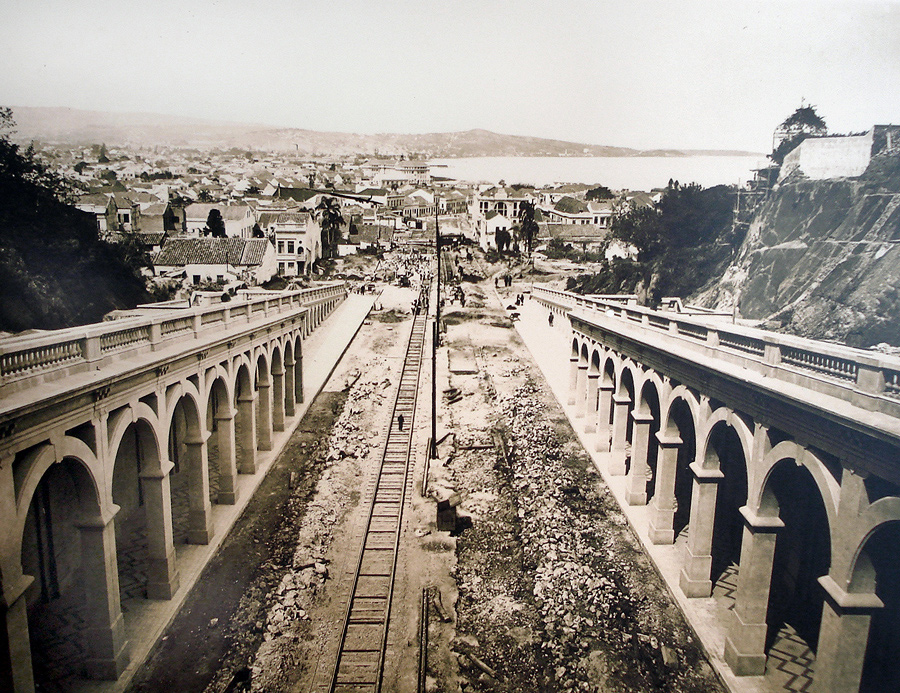
Abertura da Avenida Borges de Medeiros e construção do Viaduto Otávio Rocha, no início do século XX.

Na virada do século XX Porto Alegre passou a ser imaginada como o cartão de visitas do Rio Grande do Sul, ideia alinhada com os propósitos do Positivismo, corrente filosófica abraçada pelos governos estadual e municipal, e por isso a cidade deveria transmitir uma impressão de ordem e progresso. Para transformar a ideia em fato, a Intendência, a cuja testa estava José Montaury, iniciou um enorme programa de obras urbanísticas e construção de suntuosas edificações para repartições públicas, bancos e empresas comerciais. Montaury permaneceu no governo municipal por 27 anos, sucedido por Otávio Rocha e Alberto Bins, que em linhas gerais mantiveram a orientação. A fim de melhor controlar o processo de desenvolvimento, o município atraiu para si a responsabilidade sobre muitos serviços públicos, como o fornecimento de água encanada, iluminação, transporte, educação, policiamento, saneamento e assistência social, em um volume que ultrapassava em muito o hábito da época e superava o que faziam na mesma altura São Paulo e Rio de Janeiro. Contudo, o crescimento do funcionalismo público e a quantidade de obras demandaram recursos além das capacidades de arrecadação, e foram contraídos grandes empréstimos.

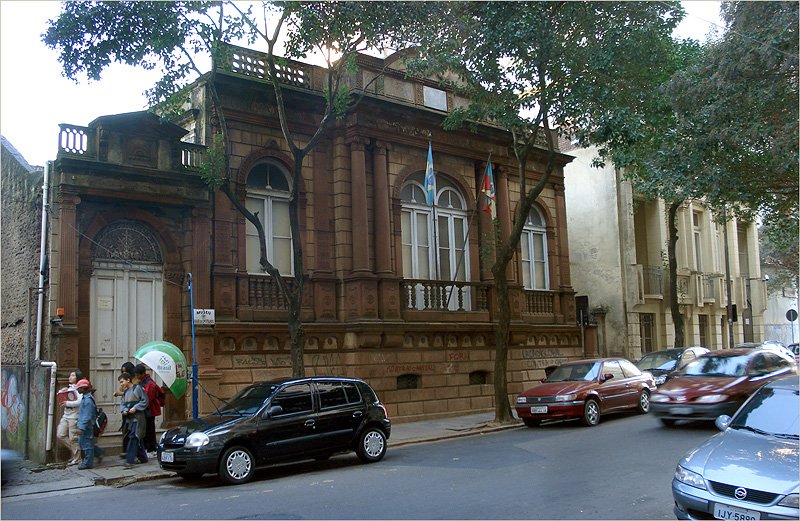
O Museu Júlio de Castilhos

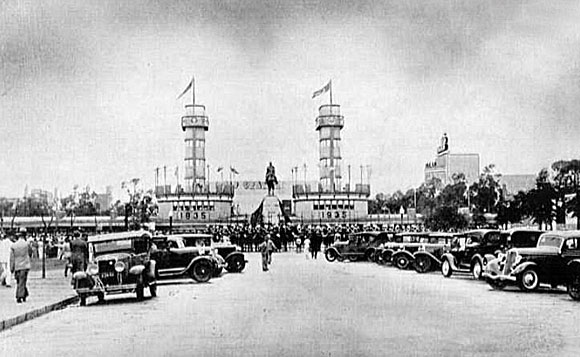
Pavilhões da Exposição do Centenário Farroupilha

Na cultura foram marcos nas primeiras décadas do século a fundação em 1901 do Museu Júlio de Castilhos, o mais antigo museu do estado ainda ativo, e um centro de intensa produção científica e historiográfica e de articulação de ideologias em torno da identidade gaúcha, que a partir de 1920 recebeu em suas dependências o Instituto Histórico e Geográfico do Rio Grande do Sul recém fundado; e a consolidação das primeiras escolas de ensino superior, fundadas na passagem do século (Farmácia e Química em 1895, Engenharia em 1896, Medicina em 1898, Direito em 1900 e Belas Artes em 1908), que depois se fundiriam para dar origem à primeira universidade em 1934, desempenhando um papel de primeiro plano na sociedade não apenas porto-alegrense mas também estadual, como as referências centrais no desenvolvimento da ciência, da tecnologia e da arte e no pensamento político, filosófico, humanístico e estético. Ainda na década de 1930 deve ser lembrada a realização da Exposição do Centenário da Revolução Farroupilha em 1935, concebida em vasta escala para exibir os avanços tecnológicos e celebrar a história do povo sul-riograndense, sendo visitada por cerca de um milhão de pessoas, numa época em que a população local estava em torno de 300 mil. Foi um momento de exaltação da imagem do gaúcho, de narrativas heroicas, de consagração de uma versão oficial da história rio-grandense, de afirmação da importância do estado no panorama nacional, e também de divulgação da estética modernista, principalmente através da arquitetura dos seus pavilhões expositivos, uma estética que já vinha sendo divulgada pelas populares revistas ilustradas mas que, no entanto, levaria décadas para se afirmar definitivamente no contexto conservador da cidade.
Com o golpe do Estado Novo em 1937, a Câmara de Vereadores foi fechada e José Loureiro da Silva foi indicado intendente, iniciando um período autoritário que durou até 1945, apoiado pela cooptação de vários intelectuais influentes e pela produção de uma historiografia oficial. Em outros aspectos, foi um período de modernização, embasado em um novo Plano Diretor, tendo entre seus marcos a construção da Ponte da Azenha, que facilitou a comunicação com a Zona Sul, a canalização do Arroio Dilúvio, que causava grandes enchentes na Cidade Baixa, e a abertura de grandes avenidas. Foi dada continuidade ao projeto de reorganização e higienização do Centro, demolindo-se muitos antigos casarões e cortiços e expulsando a classe pobre e os negros para as periferias. Em 1940 o município contava com cerca de 385 mil habitantes e seus índices de crescimento eram positivos para a indústria, a construção civil, a educação, a saúde, a eletrificação, o saneamento, o movimento portuário, os transportes e as obras de urbanização. A ligação rodoviária e aérea com o centro do Brasil foi incrementada e a rede ferroviária para o interior do estado era ampliada.

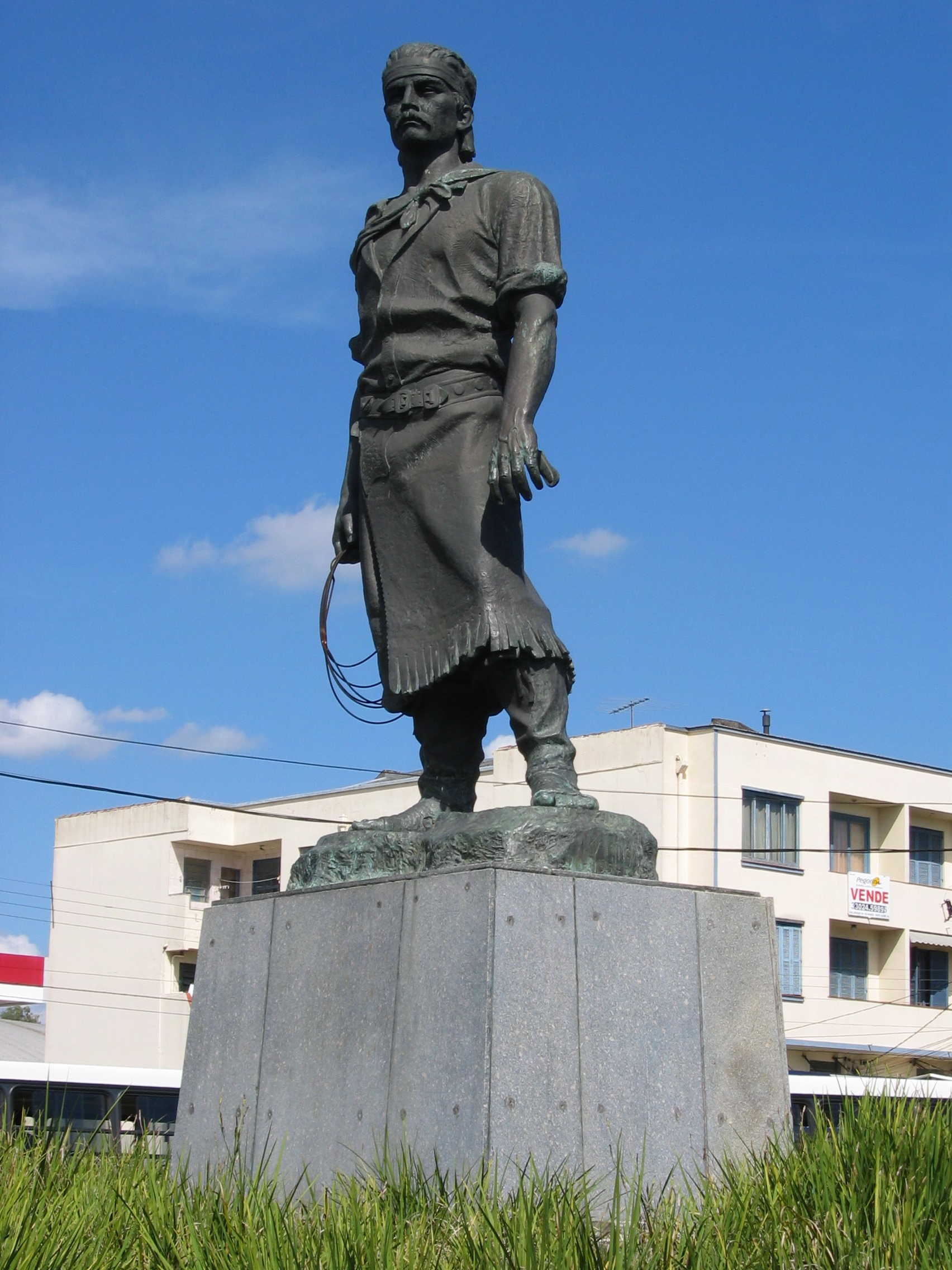
O Laçador, estátua idealizada do gaúcho ciada por Antônio Caringi, hoje é o símbolo da cidade.

A cidade crescia e seus antigos arrabaldes já eram bairros prósperos, a Rua da Praia se tornara um dos pontos mais glamorosos da cidade, com seus cinemas, cafés elegantes e lojas de artigos finos, e os anos 1950 ficaram marcados na historiografia como os "Anos Dourados", com a consolidação definitiva da capital como a principal referência no estado nos campos da arte, literatura e cultura, o Modernismo havia chegado para ficar, e em 1954 foi fundado o primeiro museu de arte (o MARGS). Resistindo ao progresso acelerado e à perda de tradições, em 1948 um grupo de jovens, entre eles Barbosa Lessa e Paixão Cortes, fundou o primeiro Centro de Tradições Gaúchas, dando origem a um movimento cultural que com o tempo ganhou vasta aceitação, recebeu forte apoio da oficialidade e ainda hoje é uma parte importante da identidade rio-grandense.
No encerramento dos anos 1950 o Plano Diretor foi reformado a partir de princípios da Carta de Atenas. Para Helton Bello, com este Plano se acentuou a verticalização da cidade, fazendo Porto Alegre conhecer o maior crescimento edilício de sua história, o que alterou significativamente a morfologia urbana. Ao mesmo tempo, as desigualdades sociais se aprofundavam, começavam a surgir favelas e aumentavam os índices de pobreza, violência e criminalidade.
A segunda metade do século XX foi caracterizada por um acelerado crescimento urbano e populacional, em parte pela chegada de uma massa de migrantes do campo e de outras cidades, pela definição do seu perfil como verdadeira metrópole, por grandes mudanças em suas ênfases econômicas, especialmente pela industrialização, diversificação do setor terciário e mudanças na cultura e nos costumes, aumentando a demanda por novos equipamentos urbanos e serviços públicos, e os sucessivos administradores se empenharam novamente em uma ampla campanha de obras públicas, melhoria nos transportes urbanos, projetos de habitação popular, criação de parques e outras áreas verdes e maior integração do Centro com os bairros periféricos. A cidade via desaparecer, sob a onda do progresso, a maior parte de suas edificações antigas. A perda de muitas construções icônicas e de tradicionais espaços de sociabilidade deu origem às primeiras reações apontando para a articulação de uma consciência patrimonial.

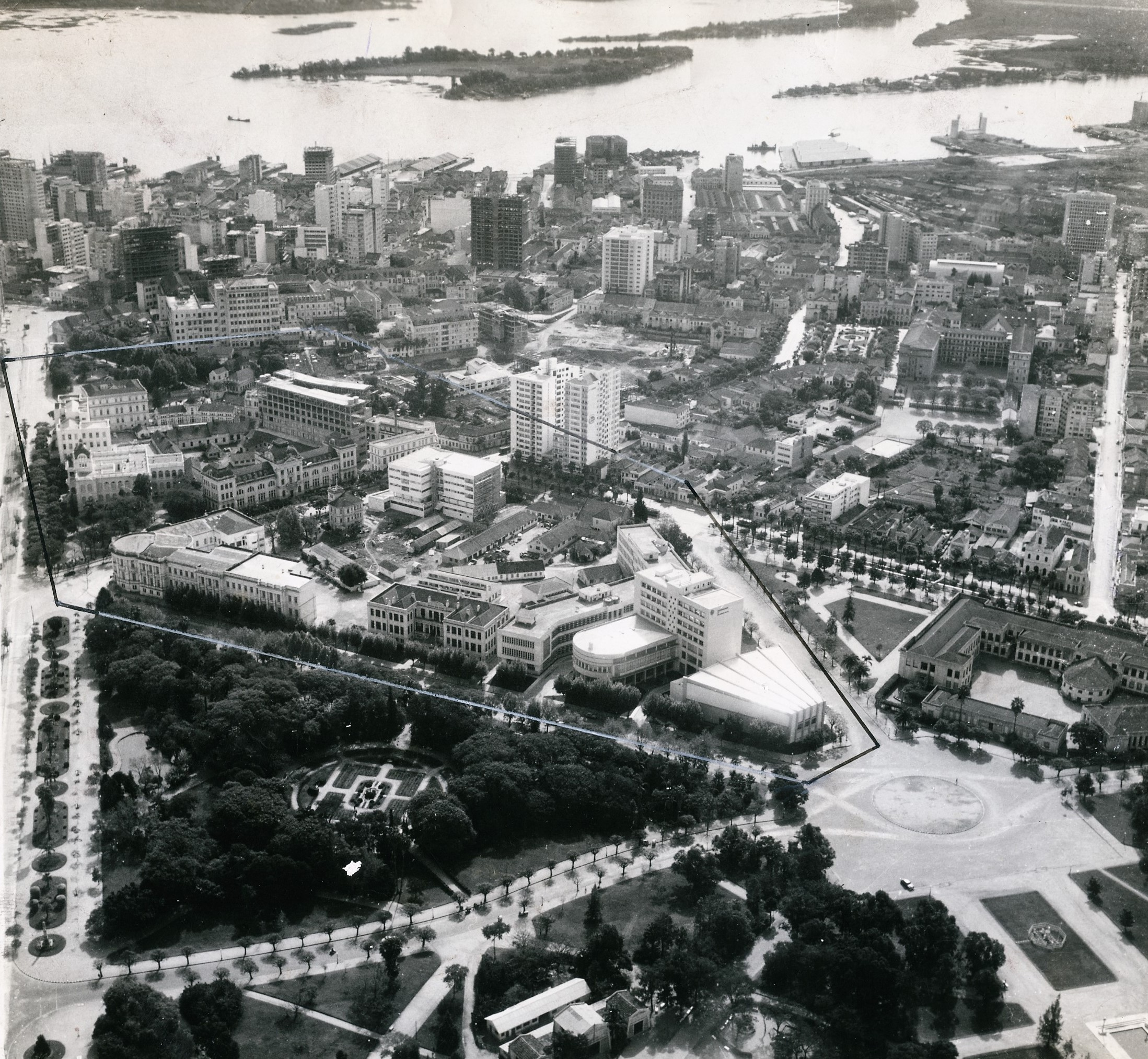
Porto Alegre em 11 de maio de 1961. Arquivo Nacional.

Paralelamente, a cultura de Porto Alegre neste período se caracterizou por um forte colorido político, reunindo expressivo grupo de intelectuais e produtores artísticos influentes alinhados à esquerda política. Até o golpe militar de 1964, foram montadas peças teatrais de vanguarda, em polêmicas abordagens de crítica social; as artes plásticas mostravam uma arte realista/expressionista de mesmo perfil, que por vezes adquiria um tom panfletário. Na direção oposta, Porto Alegre também foi o palco de importantes movimentos políticos conservadores que levaram à concretização do golpe militar, comandados pelo então governador Ildo Meneghetti. Com a imposição do regime militar, foi instituída a censura, os movimentos sociais foram desarticulados e reprimidos, e muitos professores universitários e outros ativistas foram perseguidos, presos e torturados. Contudo, focos de resistência sobreviviam em locais como a famosa Esquina Maldita, onde vários bares eram frequentados por intelectuais e estudantes universitários, formando-se um espaço de expressão de ideias, símbolos e anseios que estavam sendo reprimidos ou estavam sendo articulados como novidades, debatendo, ainda que de forma velada, em torno de temas como a igualdade de gênero, a liberdade sexual, a liberdade de expressão e a pluralidade cultural. Também merece nota a fundação do Grupo Palmares em 1971, um influente centro de ativismo negro e de luta contra o racismo.

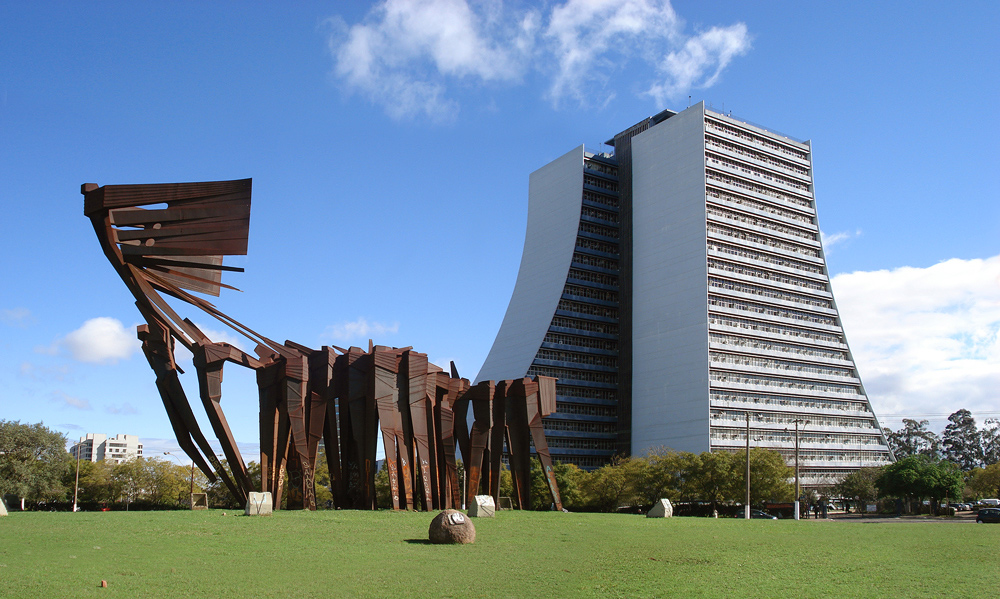
O Monumento aos Açorianos, inaugurado em 1974, e o prédio do Centro Administrativo do Estado, inaugurado em 1987, dois ícones da paisagem urbana porto-alegrense

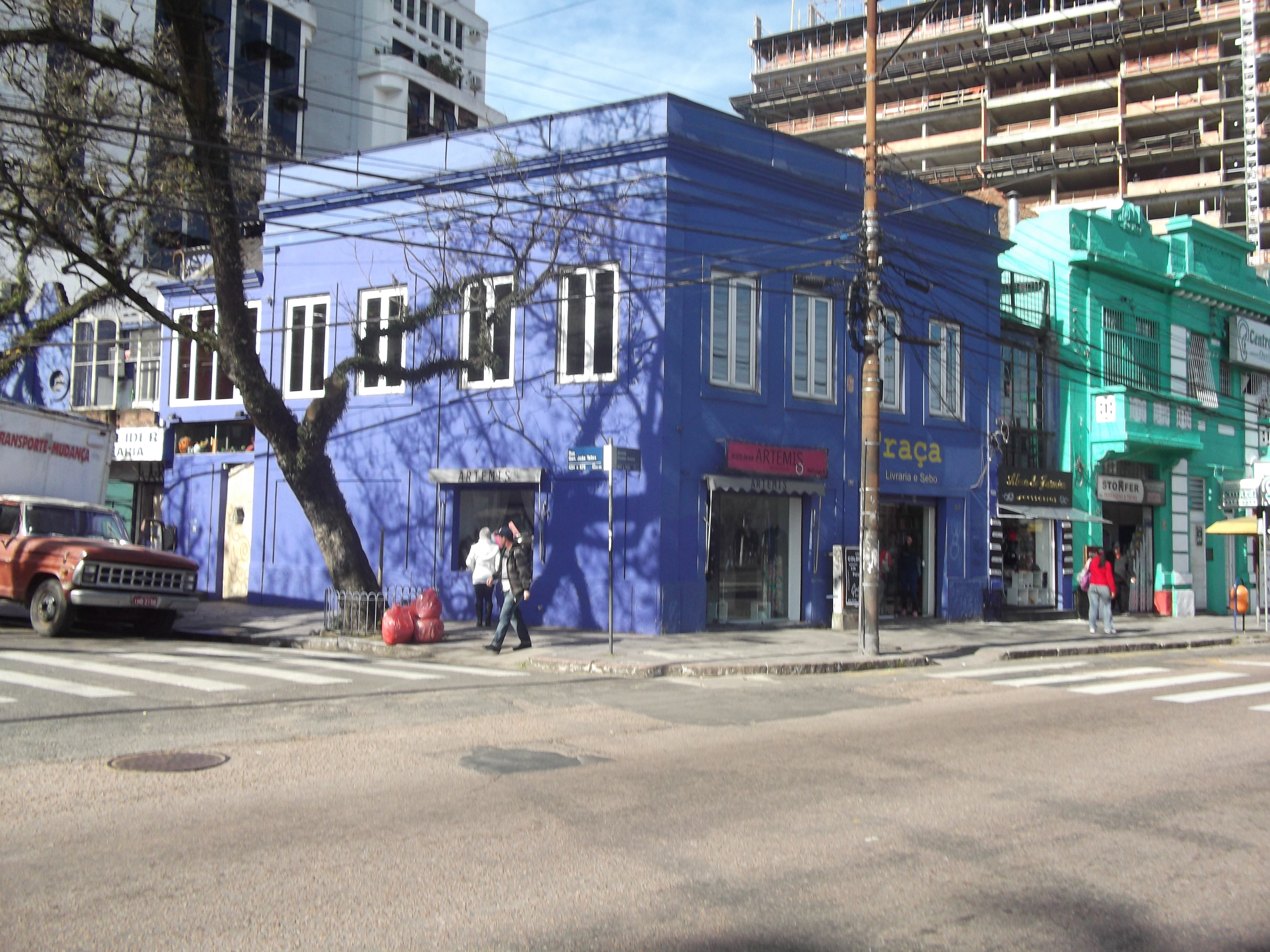
O Bar Ocidente, um dos mais importantes focos da contracultura na década de 1980

A população local se engajou no movimento pela redemocratização do Brasil, organizando grandes manifestações de rua na campanha pelas "Diretas Já" em 1984, e com o fim da ditadura, a cultura porto-alegrense voltou a florescer com grande ímpeto. Livre das amarras da censura, retomou a tradição inquisitiva e contestadora que havia sido inaugurada com o Modernismo. Surgem galerias incentivando novos talentos e novos espaços culturais são inaugurados, com destaque para o Museu de Arte Contemporânea, a Casa de Cultura Mário Quintana e a Usina do Gasômetro. A popularização de novos meios de comunicação de massa, novas tecnologias, novas formas de entretenimento e novos hábitos de consumo transformavam as relações familiares e a cultura urbana, fortalecia-se a consciência ecológica, estimulada por figuras carismáticas como José Lutzenberger e Magda Renner, e a cultura underground se desenvolvia nos bairros boêmios do Bom Fim e Cidade Baixa, atraindo intelectuais, artistas, estudantes e grupos transgressores que estavam marginalizados e dispersos, frequentando bares lendários como o Ocidente e o Garagem Hermética, palcos para uma explosão do rock alternativo.
Nas décadas de 1980-90 também ocorreu uma ampla reorganização da administração pública, e muitos departamentos e instituições foram transferidos para outros locais, a fim de desafogar o Centro. Uma das consequências foi que o Centro Histórico começou a se despovoar e entrou em um período de declínio e degradação urbana. Durante o governo de Alceu Collares (1986-1988) ocorreram as primeiras experiências com os Conselhos Populares, que contribuíram para criar uma forte mobilização comunitária em direção a uma participação mais direta nas decisões. A partir desta base, em 1989 assumiu a Prefeitura uma coalizão política liderada pelo Partido dos Trabalhadores, que se manteria no poder até 2004, e que se caracterizaria por fazer grandes investimentos em projetos sociais e desenvolver políticas mais descentralizadas e mais voltadas à participação democrática e comunitária, onde ressalta o Orçamento Participativo.
O modelo do Orçamento Participativo praticado durante os governos petistas esteve longe de resolver todos os problemas da cidade, recebeu muitas críticas, mesmo internas, e em seu funcionamento prático sofreu várias distorções em relação aos seus princípios ideais, especialmente pela progressiva burocratização, progressivo distanciamento entre as lideranças e as bases, e uma adesão nem sempre consistente das próprias comunidades. Geralmente visto como uma resposta ao neoliberalismo, nunca representou uma ameaça à ordem maior capitalista, mas trouxe avanços na inclusividade e produziu melhorias em diversos indicadores socioeconômicos, como saúde, saneamento, educação, acesso à água e coleta de lixo, deu fama internacional à cidade, inspirou iniciativas semelhantes em muitos outros locais e chamou a atenção de inúmeros pesquisadores. Até o fim do século a cidade e sua Região Metropolitana adquiriram uma importância superlativa na economia do estado, acompanhada, especificamente na capital, de retração da indústria de modo geral (embora com crescimento nas áreas metal-mecânica, transportes, bebidas, perfumaria, gráfica e editorial, produtos farmacêuticos e veterinários), crescimento do comércio e diversificação e especialização dos serviços, dos quais Porto Alegre passaria a concentrar mais da metade da oferta estadual.

### Século XXI

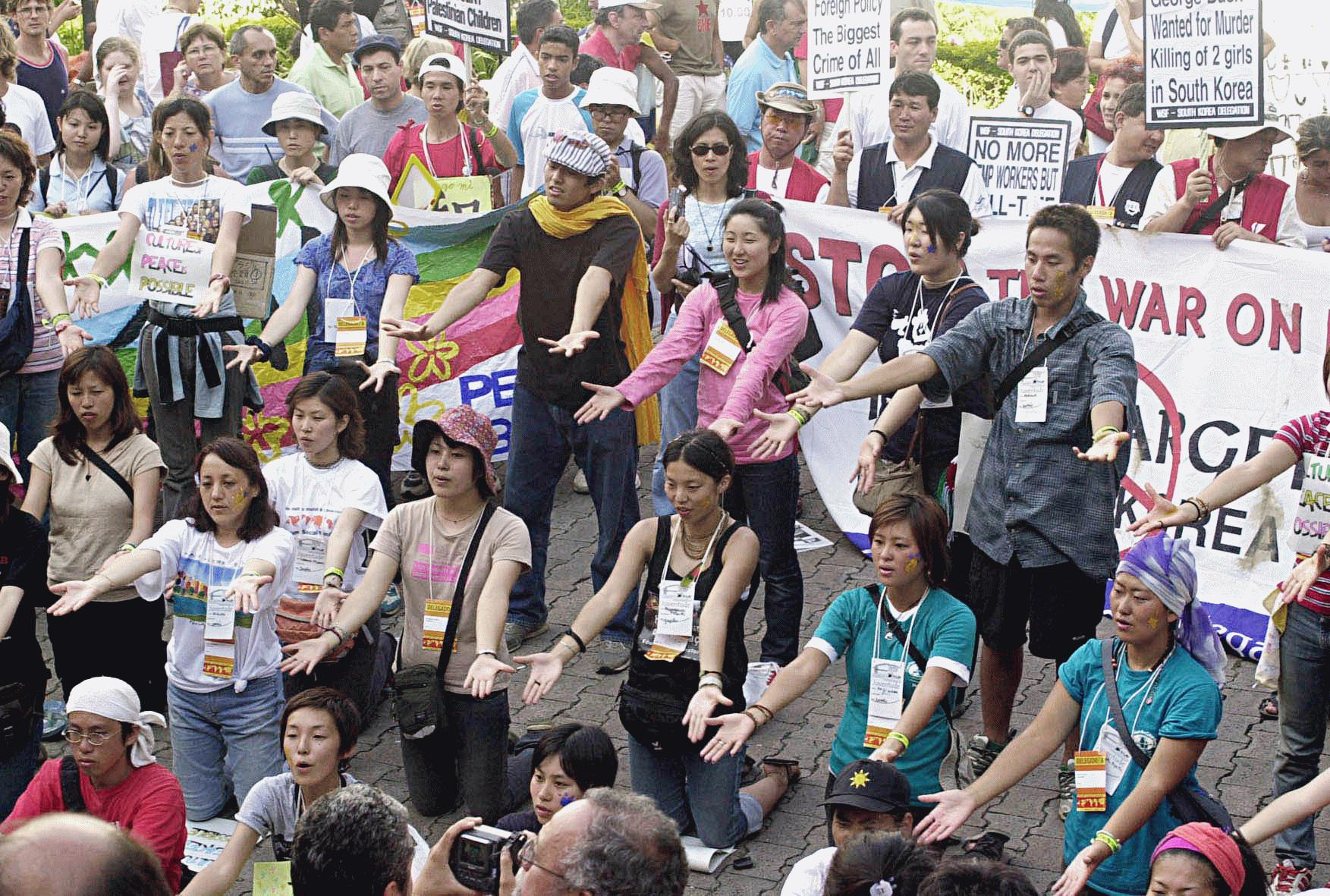
Japoneses fazem manifestação durante o Fórum Social Mundial de 2003

Entre o final do século XX e o início do século XXI Porto Alegre tornou-se uma das grandes metrópoles brasileiras, internacionalizou sua cultura, dinamizou sua economia a ponto de se tornar uma das cidades mais ricas do mundo, e alcançou altos níveis de qualidade de vida. Em 2010 ostentava mais de 80 prêmios e títulos que a distinguiam como uma das melhores capitais brasileiras para morar, trabalhar, fazer negócios, estudar e se divertir. Foi destacada também pela ONU neste ano como a "Metrópole nº 1 em qualidade de vida", por ter um dos melhores modelos de gestão pública democrática e o melhor Índice de Desenvolvimento Humano entre as metrópoles do Brasil.
A cidade destacou-se ainda pela realização das três primeiras edições do Fórum Social Mundial, em 2001, 2002 e 2003. A terceira edição atraiu 20 763 delegados representando 130 países, com um público total de 100 mil pessoas de todas as partes do mundo. Segundo Oded Grajew, um dos mentores do Fórum, a iniciativa pretendeu denunciar os riscos do modelo neoliberal. Os eventos inspiraram a criação de movimentos semelhantes em diversos países. A 10ª edição do FSM em 2010 também se realizou em Porto Alegre. Em 2007 Porto Alegre figurou na lista da consultoria PricewaterhouseCoopers entre as cem cidades mais ricas do mundo, e em 2017 recebeu da Globalization and World Cities Research Network a classificação de "cidade autossuficiente".

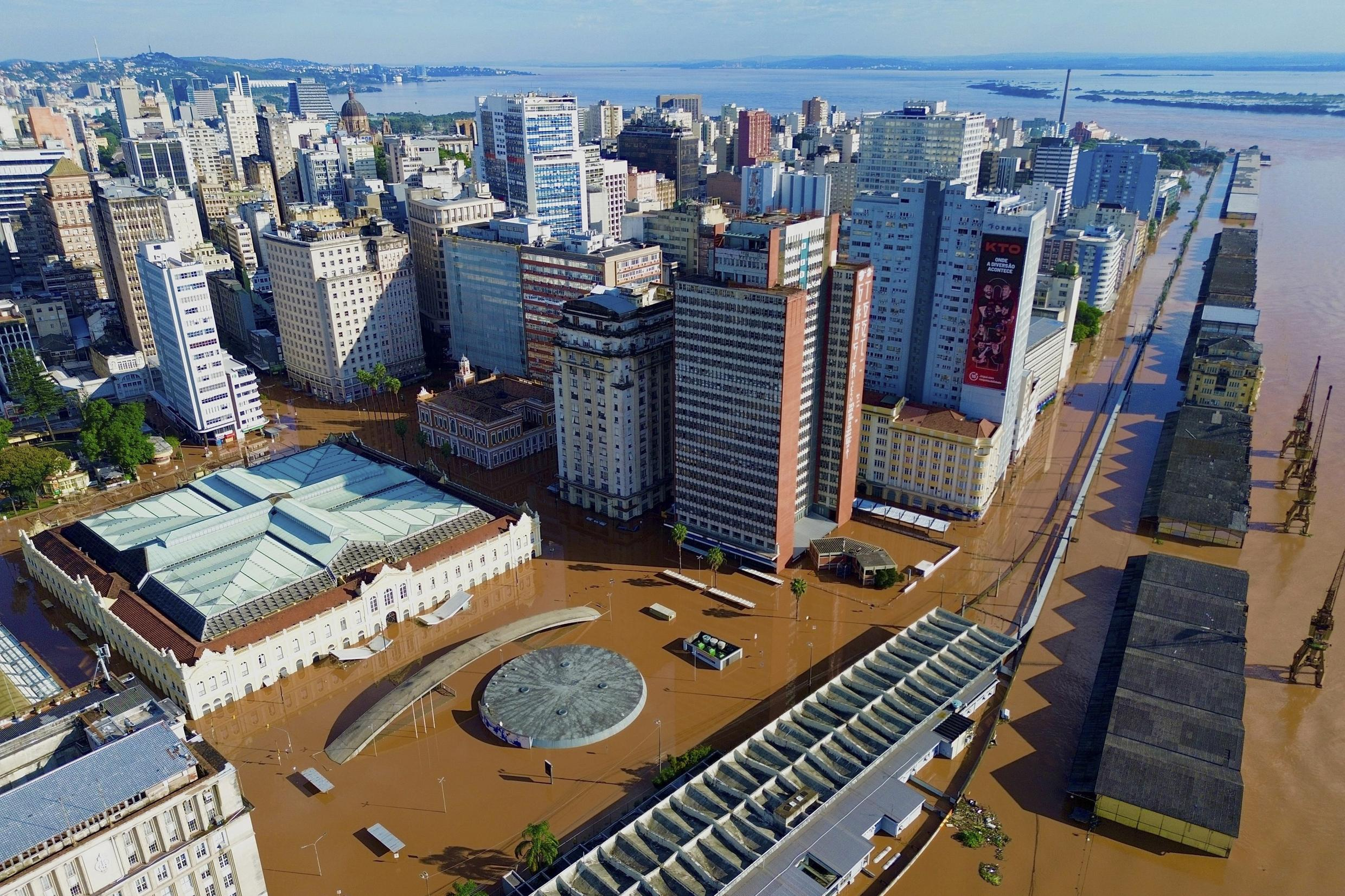
Centro Histórico inundado na enchente de 2024

Porém, experimenta os problemas que afligem outros grandes centros urbanos do Brasil, como a presença de favelas, dificuldades no trânsito, problemas ambientais, altos índices de criminalidade, subida no custo de vida, alargamento das desigualdades socioeconômicas, e muitas conquistas no campo da democracia participativa e comunitária obtidas anteriormente vêm sendo perdidas sob novas orientações políticas, incluindo grande redução de verbas, descaracterização, descrédito e esvaziamento do Orçamento Participativo.
No século XXI os eventos mais marcantes foram a pandemia de covid-19, que causou milhares de mortes e levou o sistema de saúde à beira do colapso, e a enchente de 2024, a maior que a cidade já viu, que deixou milhares de desabrigados, causou vasta destruição em vários bairros e um prejuízo bilionário.

## Geografia

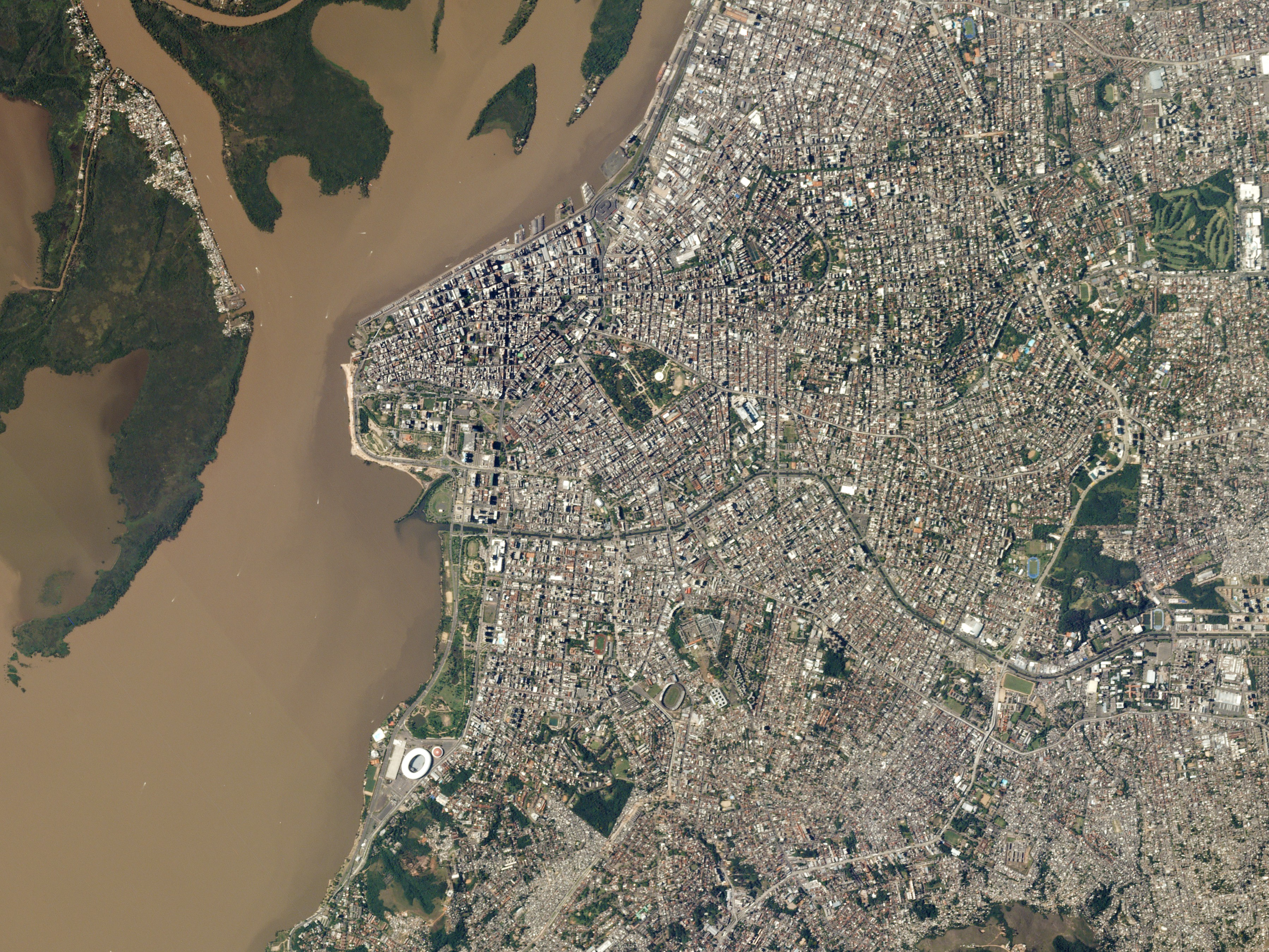
Imagem de satélite de Porto Alegre

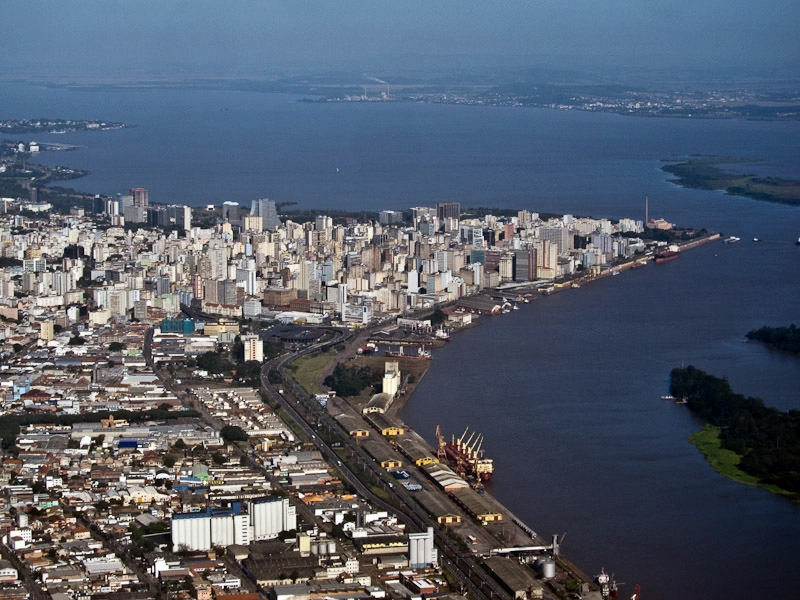
Vista aérea da cidade e do Lago Guaíba.

Porto Alegre é a capital do estado mais meridional do Brasil, o Rio Grande do Sul, situando-se em torno do paralelo 30º - entre 29º10'30'' sul e 30º10'00'' sul - e do meridiano 50º - entre 51º05'00'' oeste e 51º16'15'' oeste. Está a 2 027 km de Brasília. A área real do município é controversa, e varia conforme a fonte de dados. A própria Prefeitura oferece informações conflitantes, 476,3 km² ou 497 km², o Itamaraty indica 489 km² e Nalin dá o número de 496,1 km². O IBGE refere uma área de 497 km². Suas cidades limítrofes são Canoas (norte), Cachoeirinha e Alvorada (nordeste), Viamão (leste) e Eldorado do Sul (oeste).
Segundo a divisão regional vigente desde 2017, instituída pelo IBGE, o município pertence às Regiões Geográficas Intermediária e Imediata de Porto Alegre. Até então, com a vigência das divisões em microrregiões e mesorregiões, fazia parte da microrregião de Porto Alegre, que por sua vez estava incluída na mesorregião Metropolitana de Porto Alegre.

### Geologia

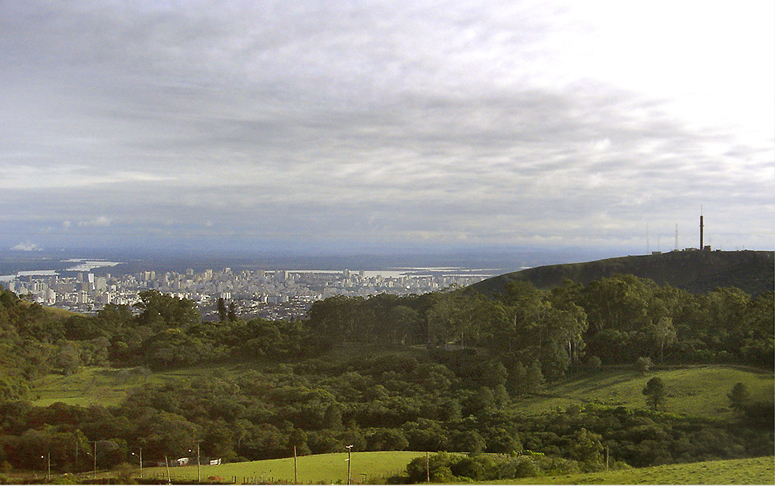
Porto Alegre vista a partir do Morro da Polícia

Geologicamente a estrutura do terreno porto-alegrense é muito antiga. A cidade está localizada dentro dos limites da Bacia do Paraná, uma extensa bacia sedimentar que se estende para o norte até o centro do Brasil, cujos primeiros sedimentos foram depositados no Paleozoico, com vários acúmulos posteriores. Localmente o relevo da cidade é dominado pelo Maciço de Porto Alegre, parte do Cinturão Dom Feliciano, formado entre 2 e 2,4 bilhões de anos atrás e responsável pela existência da cadeia de morros que circunda a cidade. Suas rochas são uma mistura de gnaisses tonalíticos, granodioríticos e dioríticos. A ampla maioria do substrato rochoso, contudo, é de granitos e suas maiores altitudes atingem os trezentos metros. O município está inserido nas unidades geomorfológicas do Escudo Sul-Rio Grandense e da Depressão Central, além de sofrer influência da Planície Costeira.
Os morros mais elevados são o Morro Santana, com 331 m, o Morro da Polícia, com 291 m, e o Morro Pelado, com 298 m. A altitude média da cidade é de 10 m acima do nível do mar. O Centro está assentado sobre um extenso batólito granitoide. Nos morros encontram-se áreas de rocha exposta, em parte matacões descobertos lentamente pela erosão natural, em parte pela exploração comercial de pedreiras a partir do século XIX, e pela urbanização desordenada. Significativa porção da área urbanizada da cidade está sobre uma planície aluvial formada no período Quaternário com sedimentos depositados pelos rios Jacuí, Sinos, Gravataí e Caí. É uma área baixa e alagadiça, mas densamente povoada, com perfil mineralógico imaturo e predomínio de conglomerados, diamictitos, arenitos e lamitos. O restante da cidade é composto pelo arquipélago fluvial do Delta do Jacuí, com depósitos minerais recentes, de 120 a 5 mil anos.

### Hidrografia
Na hidrografia local a formação mais importante é o Lago Guaíba, com importância ambiental, econômica e histórico-cultural para a região. O lago possui diversos usos, como navegação, pesca, esportes e abastecimento público - sendo outros usos diretos limitados pela poluição . A zona urbana é drenada internamente por vários arroios, destacando-se o Arroio Dilúvio. Outros são os arroios Cascata, Teresópolis, Passo Fundo, Cavalhada, Mangueira e Águas Mortas. Na Zona Rural de Porto Alegre correm os arroios Feijó, Capivara, Salso e Lami. 82,6% da área municipal se encontra na bacia do lago Guaíba e o restante na bacia do rio Gravataí. Suas águas subterrâneas provêm de dois depósitos distintos, um os granitos fraturados e outro os solos aluviais porosos. As primeiras têm uma composição predominantemente bicarbonatada cálcico-sódica e as outras, cloretada cálcico-sódica.

### Clima

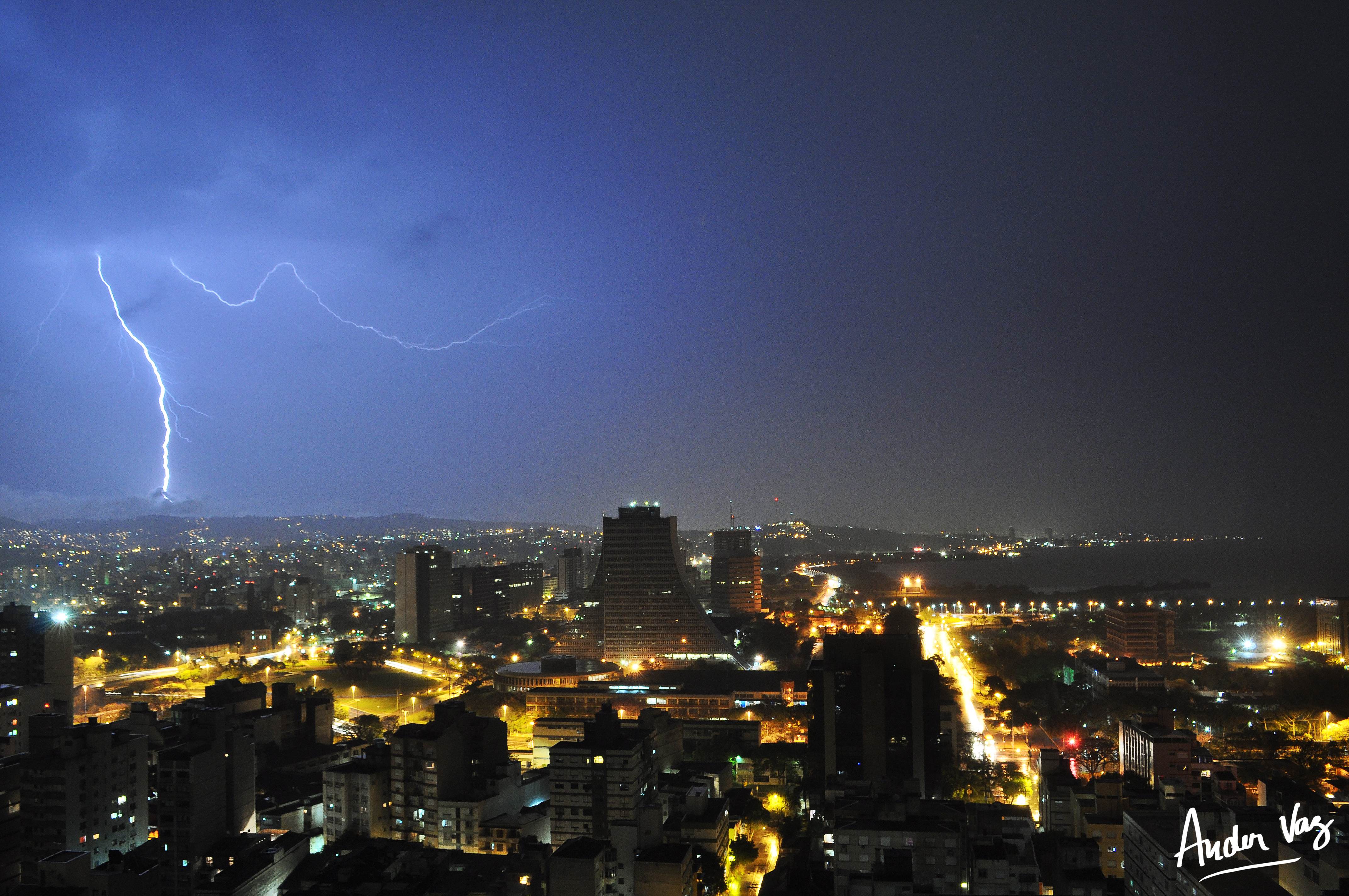
Descargas elétricas durante uma tempestade em Porto Alegre

O clima de Porto Alegre é subtropical úmido (Cfa, segundo Köppen). A temperatura média anual é de 20 °C; o verão é quente e abafado e o inverno é fresco. Ao longo do ano, normalmente, a temperatura mínima nos meses mais frios é de 10 °C e a temperatura máxima nos meses mais quentes é de 31 °C e raramente são inferiores a 5 °C ou superiores a 35 °C. A presença da grande massa de água do Lago Guaíba contribui para elevar as taxas de umidade atmosférica e modificar as condições climáticas locais, com a formação de microclimas. O contínuo processo de cobertura da superfície do terreno por edificações e calçamento também gera microclimas específicos, observando-se até 4 °C de variação térmica nas diferentes regiões da cidade.
As precipitações acontecem principalmente sob a forma de chuva, sendo o índice pluviométrico anual de aproximadamente 1 500 milímetros (mm), relativamente bem distribuídos ao longo do ano. Em alguns anos, sob influência do fenômeno El Niño, são verificadas enchentes na região do Arquipélago, sendo a maior delas registrada em maio de 2024, que superou a grande enchente de 1941. A ocorrência de neve é muito rara, e geadas podem ocorrer de forma esporádica.
Porto Alegre é considerada uma das cidades mais vulneráveis ao impacto das mudanças climáticas antropogênicas. Desde a década de 1910, quando se iniciaram as medições meteorológicas na cidade, os efeitos de urbanização associados ao aquecimento global deixaram a cidade mais chuvosa, com invernos menos frios e verões mais quentes. De acordo com projeções feitas em um estudo da Universidade Federal de Santa Catarina (UFSC), há uma tendência de que, no futuro, eventos extremos de precipitação e ondas de calor afetem a cidade com maior frequência.
Segundo dados da estação meteorológica do Instituto Nacional de Meteorologia (INMET) de Porto Alegre, desde 1931 a menor temperatura registrada na cidade foi de –1,9 °C em 26 de junho de 1945, porém, o recorde absoluto ocorreu antes desse período, no dia 11 de julho de 1918, com mínima de −4 °C. Por outro lado, o dia 1° de janeiro de 1943 é o mais quente da história da cidade, quando a temperatura máxima alcançou 40,7 °C, recorde quase superado no dia 6 de fevereiro de 2014, com máxima de 40,6 °C. O maior acumulado de precipitação em 24 horas foi 149,6 mm em 3 de maio de 2008, seguido por 141,7 mm em 16 de junho de 2023. Maio de 2024, com 539,9 mm, é o mês mais chuvoso da série histórica, seguido por setembro de 2023 (447,3 mm), maio de 1941 (405,5 mm) e junho de 1942 (403,6 mm).
| Dados climatológicos para Porto Alegre (OMM: 83967)                                      | Dados climatológicos para Porto Alegre (OMM: 83967) | Dados climatológicos para Porto Alegre (OMM: 83967) | Dados climatológicos para Porto Alegre (OMM: 83967) | Dados climatológicos para Porto Alegre (OMM: 83967) | Dados climatológicos para Porto Alegre (OMM: 83967) | Dados climatológicos para Porto Alegre (OMM: 83967) | Dados climatológicos para Porto Alegre (OMM: 83967) | Dados climatológicos para Porto Alegre (OMM: 83967) | Dados climatológicos para Porto Alegre (OMM: 83967) | Dados climatológicos para Porto Alegre (OMM: 83967) | Dados climatológicos para Porto Alegre (OMM: 83967) | Dados climatológicos para Porto Alegre (OMM: 83967) | Dados climatológicos para Porto Alegre (OMM: 83967) |
| Mês                                                                                      | Jan                                                 | Fev                                                 | Mar                                                 | Abr                                                 | Mai                                                 | Jun                                                 | Jul                                                 | Ago                                                 | Set                                                 | Out                                                 | Nov                                                 | Dez                                                 | Ano                                                 |
| ---------------------------------------------------------------------------------------- | --------------------------------------------------- | --------------------------------------------------- | --------------------------------------------------- | --------------------------------------------------- | --------------------------------------------------- | --------------------------------------------------- | --------------------------------------------------- | --------------------------------------------------- | --------------------------------------------------- | --------------------------------------------------- | --------------------------------------------------- | --------------------------------------------------- | --------------------------------------------------- |
| Temperatura máxima recorde (°C)                                                          | 40,7                                                | 40,6                                                | 38,9                                                | 36                                                  | 33,4                                                | 32,4                                                | 32,9                                                | 35,2                                                | 38                                                  | 38,4                                                | 39,8                                                | 40,3                                                | 40,7                                                |
| Temperatura máxima média (°C)                                                            | 31                                                  | 30,5                                                | 29,2                                                | 26,4                                                | 22,6                                                | 20,3                                                | 19,7                                                | 21,8                                                | 22,8                                                | 25,2                                                | 27,7                                                | 30                                                  | 25,6                                                |
| Temperatura média compensada (°C)                                                        | 25                                                  | 24,7                                                | 23,5                                                | 20,7                                                | 17,2                                                | 14,8                                                | 14,1                                                | 15,7                                                | 17,2                                                | 19,7                                                | 21,7                                                | 24                                                  | 19,9                                                |
| Temperatura mínima média (°C)                                                            | 20,7                                                | 20,7                                                | 19,5                                                | 16,8                                                | 13,6                                                | 11,3                                                | 10,4                                                | 11,6                                                | 13,3                                                | 15,7                                                | 17,2                                                | 19,4                                                | 15,9                                                |
| Temperatura mínima recorde (°C)                                                          | 10,1                                                | 11,9                                                | 9,6                                                 | 4,5                                                 | 2,3                                                 | −1,9                                                | −1,1                                                | −1,2                                                | 2,2                                                 | 4,9                                                 | 6,7                                                 | 10                                                  | −1,9                                                |
| Precipitação (mm)                                                                        | 120,7                                               | 110,8                                               | 103,3                                               | 114,4                                               | 112,8                                               | 130,4                                               | 163,5                                               | 120,1                                               | 147,8                                               | 153,2                                               | 105,5                                               | 112,1                                               | 1 494,6                                             |
| Dias com precipitação (≥ 1 mm)                                                           | 9                                                   | 9                                                   | 9                                                   | 9                                                   | 8                                                   | 9                                                   | 9                                                   | 9                                                   | 10                                                  | 10                                                  | 8                                                   | 9                                                   | 108                                                 |
| Umidade relativa compensada (%)                                                          | 73                                                  | 74,9                                                | 75,7                                                | 77,8                                                | 81,5                                                | 82,8                                                | 81,3                                                | 78,2                                                | 77,4                                                | 76                                                  | 72,1                                                | 71,4                                                | 76,8                                                |
| Insolação (h)                                                                            | 237,6                                               | 206,9                                               | 206,5                                               | 167,1                                               | 144                                                 | 119,1                                               | 133,7                                               | 150,1                                               | 149,6                                               | 176,2                                               | 223,7                                               | 238,5                                               | 2 153                                               |
| Fonte: INMET (normal climatológica de 1991-2020; recordes de temperatura: 1931-presente) |                                                     |                                                     |                                                     |                                                     |                                                     |                                                     |                                                     |                                                     |                                                     |                                                     |                                                     |                                                     |                                                     |

### Vegetação e áreas verdes
Atualmente Porto Alegre preserva pouco de sua vegetação original e, como ocorre em toda a região metropolitana, os ambientes naturais foram extensamente modificados pelo homem. Da cobertura verde original restam hoje 24,1%, com diferentes graus de alteração humana, sendo 10,2% de campos e 13,9% de florestas. Entretanto, cerca de 65% da área do município ainda não foi ocupada pela urbanização propriamente dita. Estando localizada na zona de ecótono entre os biomas de Mata Atlântica e Pampa, a cidade apresenta características de ambos, além de incorporar espécies migrantes da Amazônia, do Chaco e da Patagônia. Nos morros, já muito desmatados, a vegetação é composta essencialmente por gramíneas e plantas rasteiras. Sobrevivem algumas áreas de mata ou arbusto, sendo comuns a crista-de-galo, cambuim, pitangueira, salsaparrilha, unha-de-gato, aroeira, cangerana, timbaúva, capororoca, figueira, batinga e ingazeira. Nos terrenos de aluvião predominam o gravatá e a crista-de-galo e, nos alagadiços, o chapéu-de-couro, a sagitária, a pontedéria e os aguapés.

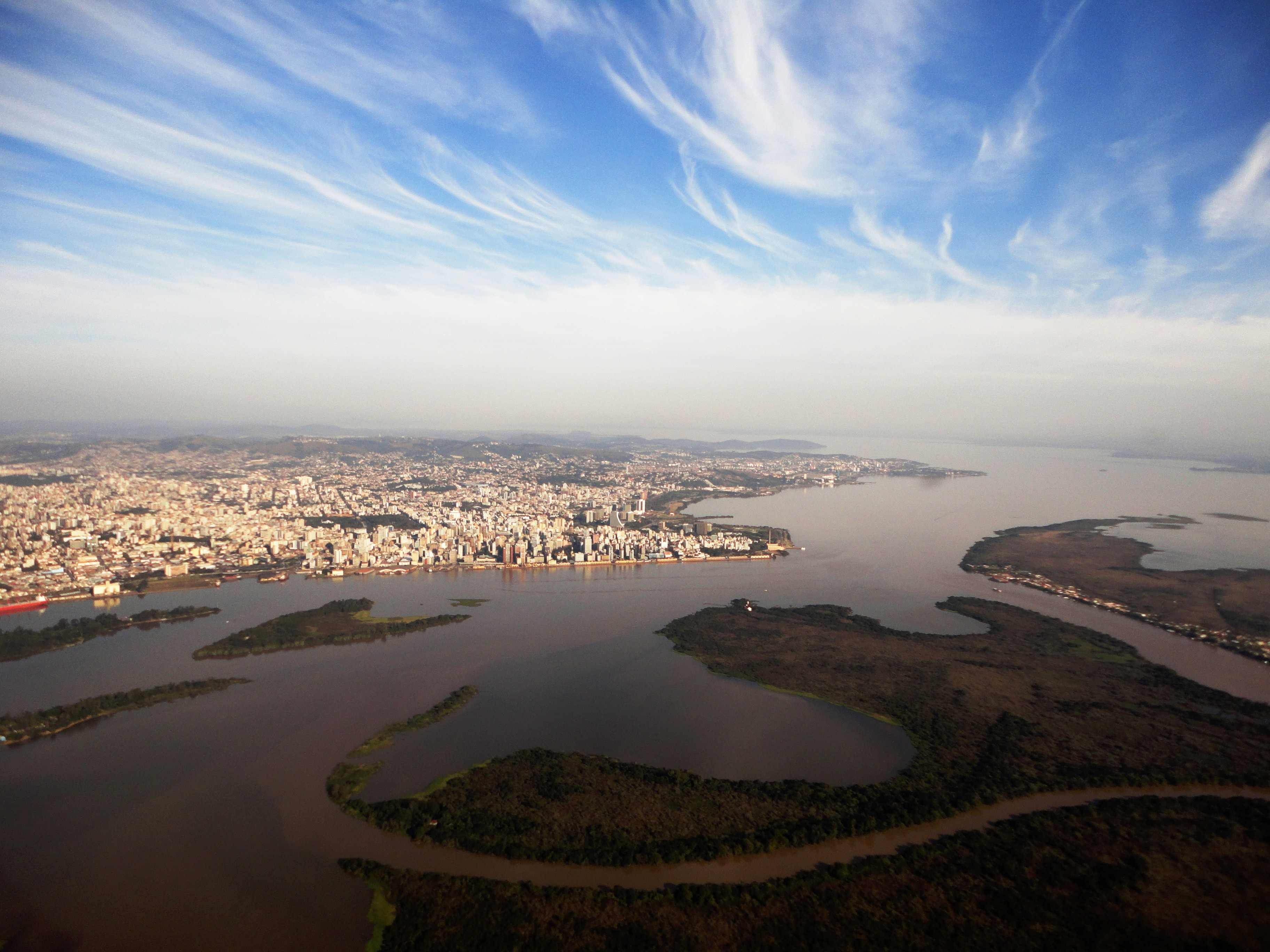
Parque Estadual do Delta do Jacuí.

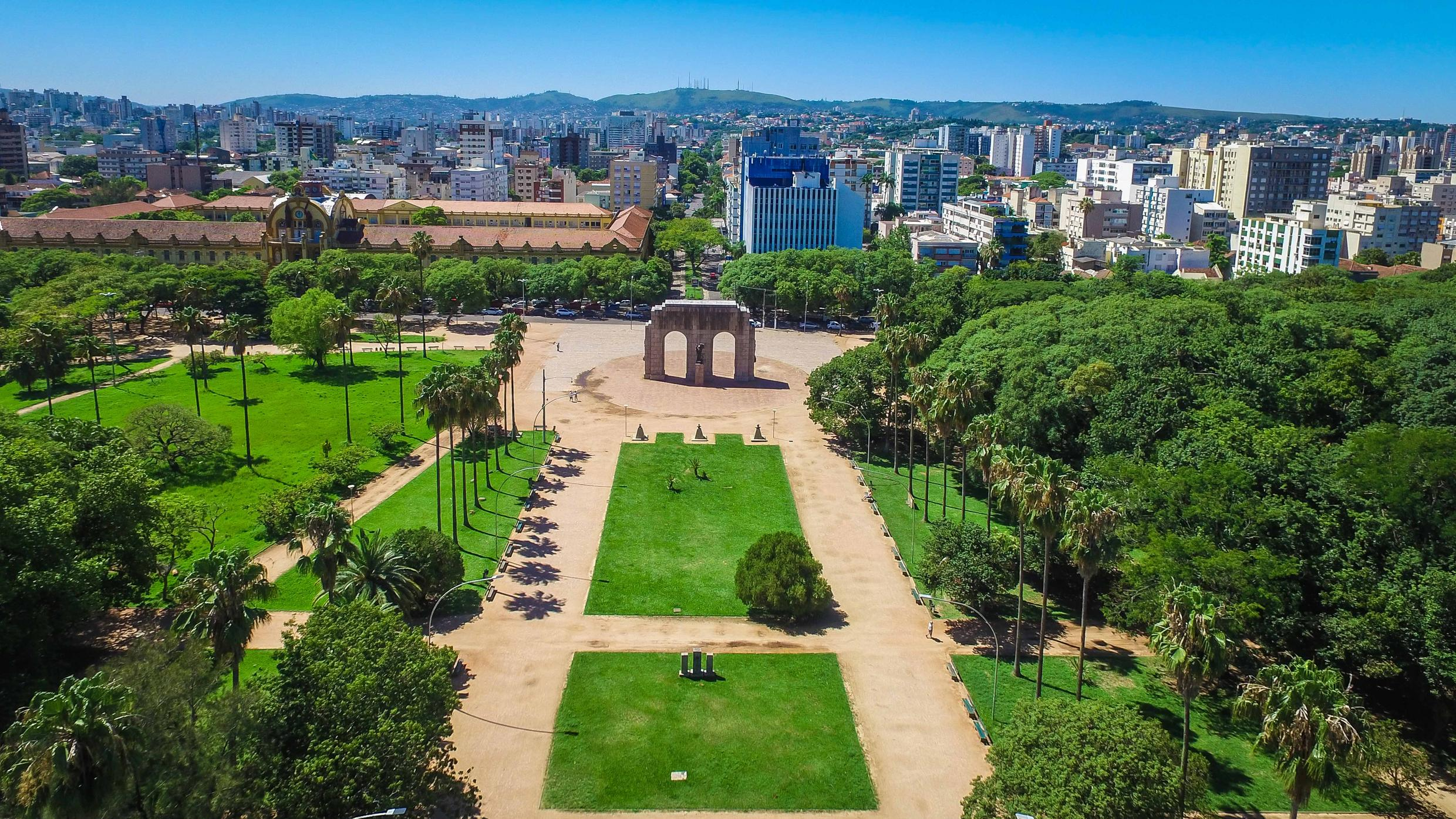
Monumento ao Expedicionário no Parque da Redenção.

De acordo com o Atlas Ambiental de Porto Alegre, em 2023 havia um milhão de árvores em vias públicas e 74,8 km² de áreas verdes, sendo 748 praças, 411 áreas verdes complementares e oito parques. A cidade conta com três unidades de conservação ambiental: a Reserva Biológica do Lami José Lutzenberger, o Parque Saint-Hilaire e o Parque Natural Morro do Osso, que preservam segmentos de seus ecossistemas primitivos e são ponto de atração para o ecoturismo. A Reserva do Lami possui ecossistemas diferenciados, permitindo o crescimento de cerca de trezentas espécies vegetais, além de um número muito superior de espécies animais como capivaras, tartarugas, lagartos, lontras e jacarés. Mais de 120 espécies de aves nativas já foram registradas na reserva, inclusive migratórias. Os banhados e juncais servem como berçários para muitos organismos aquáticos. O Parque Saint-Hilaire possui uma área de 1 148,62 hectares, dos quais 908,62 se destinam à preservação permanente. A flora nativa foi bastante modificada com a introdução de espécies exóticas como o eucalipto e o pinheiro, mas ainda existe parte da Mata Atlântica original, sendo um abrigo para 12 espécies de mamíferos, 47 de répteis, 23 de anfíbios e 14 de peixes, várias delas ameaçadas. O Morro do Osso é uma ilha verde de 127 hectares entre os bairros Tristeza, Ipanema, Camaquã e Cavalhada, com ambiente definido por vegetações rasteiras, arbustivas e fragmentos de Mata Atlântica. No parque foi registrada cerca de 65% da avifauna encontrada em Porto Alegre, incluindo espécies ameaçadas. A outra reserva natural da cidade, com estatuto de Área de Proteção Ambiental e uma área de 17 245 ha, é o Parque do Delta do Jacuí, que está sob administração estadual. É composto por banhados extensos e variados, blocos de vegetação arbustiva e maciços de árvores altas.
O Jardim Botânico de Porto Alegre, inaugurado em 1958, tem uma área de 81,5 ha, dividida em várias coleções vegetais distintas, incluindo espécies nativas, protegidas na chamada Zona Permanente. Em 2004 foi definido como unidade de conservação e como parte integrante da estrutura administrativa da Secretaria Estadual de Meio Ambiente, com propósitos ecológicos, educativos e recreativos, além de realizar pesquisas científicas de âmbito estadual e manter um banco de sementes para recuperação da biodiversidade de áreas devastadas. O jardim mantém adicionalmente um Museu de Ciências Naturais.
Os parques mais frequentados são o Parque Farroupilha (ou Redenção), o mais antigo da cidade, o Parque Moinhos de Vento (ou Parcão) e o Parque Marinha do Brasil. Outras áreas são o Parque Chico Mendes, o Parque Mascarenhas de Moraes e o Parque Maurício Sirotski Sobrinho. Muitas dessas áreas dispõem de variados equipamentos de esporte e lazer e atraem grande número de frequentadores, além de, contando com espécies vegetais nativas, servirem de abrigo para diversos animais da região. Nas ruas são encontradas 173 espécies arbóreas, sendo as mais frequentes a extremosa, o ligustro, o jacarandá, o cinamomo, o branquiquito, o ipê-roxo, o mimo-de-vênus, o ipê-amarelo, a tipuana e a sibipiruna.

### Problemas ambientais e conscientização ecológica
Nos últimos anos a cidade tem permanecido entre os municípios considerados em situação crítica no estado em relação ao índice de potencial poluidor da indústria (Inpp-I), e a Região Metropolitana tem evidenciado uma crescente concentração em atividades industriais de alto potencial poluidor, com quase 80% delas nessa categoria. Em 2007 o nível de poluição na cidade era o dobro do recomendado pela Organização Mundial de Saúde, sendo a segunda capital mais poluída do Brasil. A média de material particulado fino na atmosfera foi de 22,25 microgramas por metro cúbico, nível que, segundo o patologista Paulo Saldiva, está diretamente relacionado a mortes por doenças cardiovasculares e bronquites crônicas, além de provocar outras doenças. Existem postos de monitoramento da qualidade do ar em Porto Alegre e em 2010 o ar da cidade tem se mantido em condições de boas a regulares. Porém, em algumas ocasiões se registraram índices classificados como inadequados.

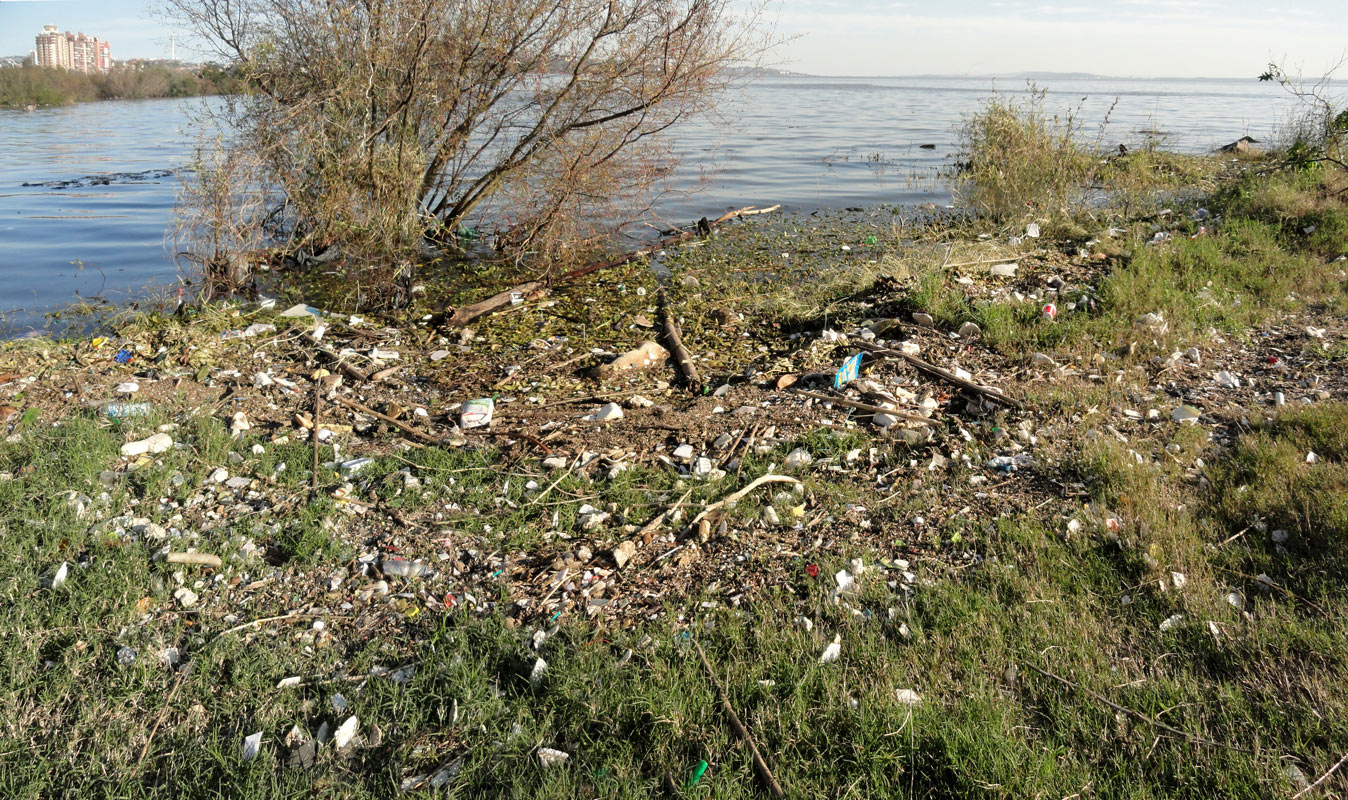
Lixo na foz do arroio Dilúvio, junto ao lago Guaíba.

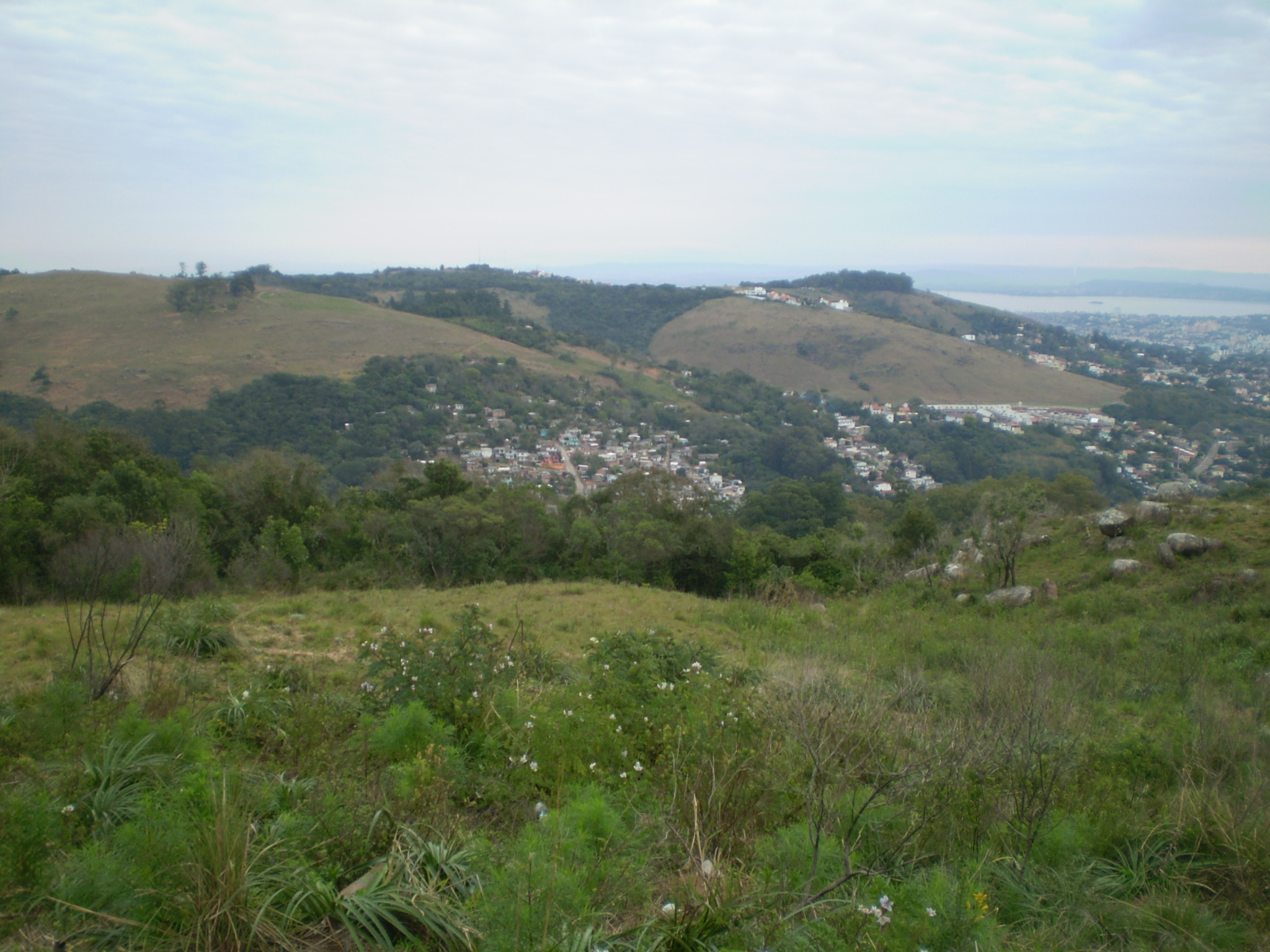
Aspecto do Morro da Polícia com áreas desmatadas, trechos de matas e zonas de ocupação irregular por favelas.

Outros problemas ambientais são a urbanização descontrolada, com perda da cobertura vegetal, impermeabilização do solo, contaminação e redução de mananciais de água e erosão, desencadeando também alagamentos e deslizamentos durante chuvas fortes. Em muitos poços a água coletada está aquém do limite de potabilidade permitido pelo Ministério da Saúde, sendo o principal contaminante inorgânico o fluoreto. O problema é agravado pela construção de muitos poços sem a devida selagem sanitária, gerando contaminação adicional por nitratos orgânicos. O Lago Guaíba, principal manancial de água para a cidade, é poluído por uma variedade de fontes, como lançamentos de esgotos, efluentes industriais e agrotóxicos, além de receber o afluxo das águas também poluídas dos rios Gravataí e Sinos. O lixo doméstico é outro dos agentes poluidores da capital.
Entre as espécies raras ou ameaçadas ainda presentes em vários pontos de Porto Alegre estão o crustáceo Parastacus brasiliensis, a aranha Eustala saga, as espécies vegetais Alstroemeria albescens, Colubrina glandulosa, Ocotea catharinensis e Erythrina falcata, as aves Accipiter striatus, Buteo brachyurus e Stephanoxis lalandi, e os mamíferos Alouatta guariba clamitans e Sphiggurus villosus.
Por outro lado, a cidade conta com um movimento ecológico bastante organizado, que se projetou nacionalmente desde a década de 1970 através das figuras de José Lutzenberger, fundador em 1971 da Associação Gaúcha de Proteção ao Ambiente Natural (AGAPAN), e Magda Renner, que organizou em 1975 o primeiro encontro ecológico nacional, trazendo a Porto Alegre participantes de vários pontos do país. A partir de suas iniciativas pioneiras, diversos outros grupos se formaram. A Secretaria Municipal de Meio Ambiente (SMAM) foi a primeira a ser criada no Brasil (1976) e a Prefeitura Municipal também tem promovido inúmeras atividades voltadas para a população a respeito de tópicos variados, como orientação sobre descarte adequado de resíduos, arborização urbana, organização de passeios ecológicos monitorados e palestras sobre temas ecológicos globais.

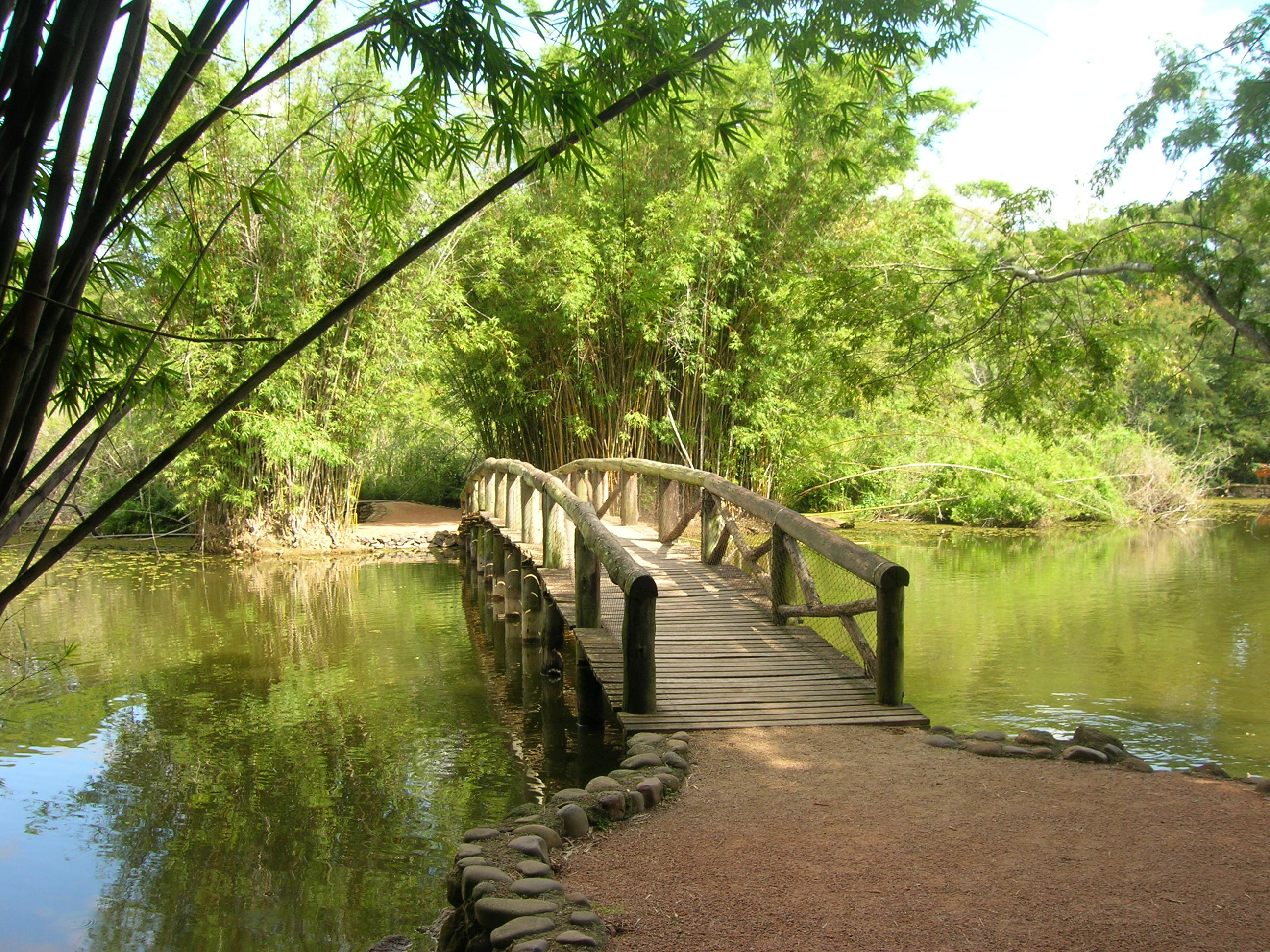
Jardim Botânico de Porto Alegre.

Nos últimos anos a administração pública vem recebendo muitas críticas pela sua política ambiental. Numa grande operação policial em 2013, o secretário do meio ambiente Luiz Fernando Záchia foi preso, com o secretário estadual e um ex-secretário municipal da pasta, além de dezenas de outros, para investigação sob acusação de corrupção, falsidade ideológica, crimes ambientais e lavagem de dinheiro. Na época da Copa de 2014, a Prefeitura foi alvo de protestos populares por promover o corte de muitas árvores nas obras para o evento e em outros projetos de "revitalização" de logradouros públicos. Alguns protestos acabaram em confrontos violentos com a polícia. Em 2015 a fundação mantenedora do Jardim Botânico foi extinta em meio a muitos protestos, e o Jardim passou para a administração da Secretaria Estadual do Meio Ambiente, mas suas atividades se desorganizaram. Em 2022 foi lançado edital para sua concessão à iniciativa privada, mas não houve interessados, o processo foi contestado judicialmente e até 2024 sua situação permanecia incerta.
A zona urbana de Porto Alegre já foi a mais arborizada dentre as capitais do Brasil, mas recentemente perdeu o título e caiu várias posições no ranking nacional, e tem tido dificuldade de manter um programa consistente de manutenção das suas áreas verdes. Também há dificuldades no atendimento após eventos climáticos destrutivos, como vendavais e temporais, que muitas vezes causam a queda de muitas árvores e comprometem a segurança, a circulação de veículos e causam danos na fiação elétrica, gerando muitas reclamações e polêmicas.
Entre 2017 e 2020, foram suprimidas 11.392 árvores, mas apenas 4.700 tiveram substituição. Um plano de manejo da vegetação urbana foi aprovado pela Assembleia Legislativa em regime de urgência em 2024, ampliando o poder das concessionárias de energia elétrica sobre o manejo das árvores, mas recebeu críticas por ser pouco transparente, por não fazer uma discussão com a sociedade e por afrouxar os critérios técnicos. Em 2025 a cidade recebeu da Organização das Nações Unidas para Alimentação e Agricultura o prêmio Cidades Globais das Árvores, mas diversas entidades ambientalistas contestaram a premiação, denunciando uma série de retrocessos na política ambiental. O documento listou dezenas de medidas que, segundo os signatários, são "contraditórias à arborização, às leis ambientais, bem como à proteção do meio ambiente". Entre elas, a realização de podas e cortes indiscriminados de dezenas de milhares de árvores nas vias públicas, a cedência de mais de 900 hectares do Parque Saint-Hilaire à Prefeitura de Viamão, permissão de aterro de banhados, extinção e sequestro de fundos, enfraquecimento do Conselho Municipal de Meio Ambiente, remoção da maioria dos gestores técnicos das Unidades de Conservação e em grandes parques, entre outras.

## Demografia
No primeiro censo demográfico nacional, datado de 1872, Porto Alegre tinha cerca de 44 mil habitantes, sendo o quinto município mais populoso do Império do Brasil. A capital alcançou um milhão de habitantes no censo de 1980 e atingiu seu pico em 2010, com 1 409 351 habitantes, vindo a encolher 5,4% entre os censos de 2010 e 2022, quando a população do município era de 1 332 845 moradores, voltando ao patamar dos anos 1990. A densidade demográfica, no último censo, era de 2 690,5 hab/km², variando consideravelmente entre as várias subdivisões da cidade, com uma forte concentração no Centro Histórico e em bairros próximos como Moinhos de Vento, Boa Vista, Mont'Serrat e Santa Tereza.
Conforme o mesmo censo, Restinga era o bairro mais populoso, com 62 448 habitantes, e o menos populoso era o Pedra Redonda, com apenas 570 pessoas. Este bairro apresentou o maior crescimento da cidade entre os dois últimos censos, com aumento de 108%, seguido por Chapéu do Sol (90,4%), Jardim Europa (90,2%). Por outro lado, o bairro Anchieta viu sua população encolher 60,9% no mesmo período.
A taxa de crescimento populacional estava em 1,25% ao ano em 2008, mas a tendência desde os anos 1980 é a desaceleração desse ritmo, como foi constatado no censo de 2022, quando a capital perdeu ao menos 76 mil moradores em relação a 2010. A população do município também vem perdendo importância em relação ao total da região metropolitana, recuando entre 1995 e 2004 de 37,84% para 35,30%, refletindo uma tendência de todas as grandes metrópoles nacionais. Por outro lado, a cidade continua sendo um polo de atração para as migrações intermunicipais e interestaduais, e este movimento populacional parece estar associado à busca de trabalho e às maiores possibilidades de estudo e negócios.
A expectativa de vida ao nascer era de 76,42 anos em 2010, quando a mortalidade infantil era de 11,6 por mil nascimentos A taxa de fecundidade total era de 1,8 filho por mulher. A taxa de analfabetismo na população adulta era de 3,9%, com uma média de 9 anos de escolarização. Nos indicadores de vulnerabilidade familiar, havia 0,3% de mulheres entre 10 e 14 anos já com filhos, 7,5% de mulheres entre 15 e 17 anos já com filhos, 22,3% de crianças em famílias com renda inferior a 1/2 salário mínimo e 6,0% de mães chefes de família, sem cônjuge, com filhos menores. No período 1991-2000, o Índice de Desenvolvimento Humano de Porto Alegre cresceu 4,98%, passando de 0,824 em 1991 para 0,865 em 2000. As dimensões que mais contribuíram para este crescimento foram a renda, a educação e a longevidade. Segundo a classificação do Programa das Nações Unidas para o Desenvolvimento (PNUD), o município está entre as regiões consideradas de alto desenvolvimento humano. Em relação aos outros municípios, Porto Alegre apresenta uma situação muito favorável, estando em 9º lugar no Brasil e em 2º no estado.
Religiões em Porto Alegre (censo de 2022)

### Composição étnica e religiões
Recebendo ao longo de sua história imigrantes de várias partes do mundo, sua população é muito heterogênea, mas etnicamente possui um largo predomínio de brancos. Em 2022 tinha em sua composição étnica 73,62% de brancos, 13,38% de pardos, 12,62% de negros, 0,2% de índios, 0,17% de amarelos. De acordo com um estudo genético de 2011, a composição genética da população de Porto Alegre é 77,70% europeia, 12,70% africana e 9,60% ameríndia. Os brancos, pardos e negros de Porto Alegre, no geral, apresentaram traços das três ancestralidades.
Ao longo da década de 1990 houve importante mudança no perfil religioso da população, com redução do percentual de católicos e aumento entre os evangélicos, os sem religião e de religiões classificadas como "outras". Porém, mesmo em redução, o Catolicismo perdeu proporcionalmente menos seguidores em Porto Alegre do que entre as demais capitais brasileiras. Os evangélicos de missão encontram-se em ligeiro declínio e em números absolutos os luteranos são a grande maioria; os pentecostais, ainda que tendo seus números em ascensão, continuam com a menor proporção dentre todas as capitais brasileiras, salvo Teresina, e o seu ritmo de crescimento é o menor de todas as capitais. As mais importantes ramificações do Pentecostalismo na capital gaúcha são a Assembleia de Deus e a Igreja Universal do Reino de Deus.

### Região Metropolitana

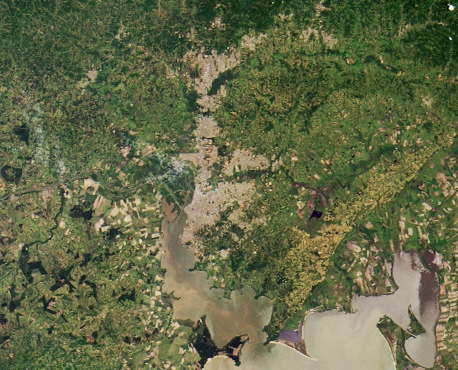
Grande Porto Alegre de satélite

A Região Metropolitana de Porto Alegre (RMPA), criada em 1973, inclui 34 municípios e é a área mais densamente povoada do Rio Grande do Sul. Segundo o Censo de 2022, tinha 4,4 milhões de habitantes, perfazendo 38,2% da população total do estado, com uma densidade demográfica média de 421,8 habitantes por km². Era a quinta mais populosa região metropolitana do Brasil.
Seus municípios apresentam grandes disparidades quanto ao PIB per capita e aos indicadores sociais, com uma distribuição desigual de agentes econômicos e de equipamentos urbanos como transporte, saúde, educação, habitação e saneamento. Seu território é dividido em cinco Conselhos Regionais de Desenvolvimento: Metropolitano-Delta do Jacuí, Vale dos Sinos, Paranhana-Encosta da Serra, Centro-Sul e Vale do Caí. Toda a RMPA é hoje um polo de imigração no estado, atraindo muitas pessoas pelos preços mais baixos da terra e pelas facilidades de emprego em áreas de expansão econômica.

## Governo e política

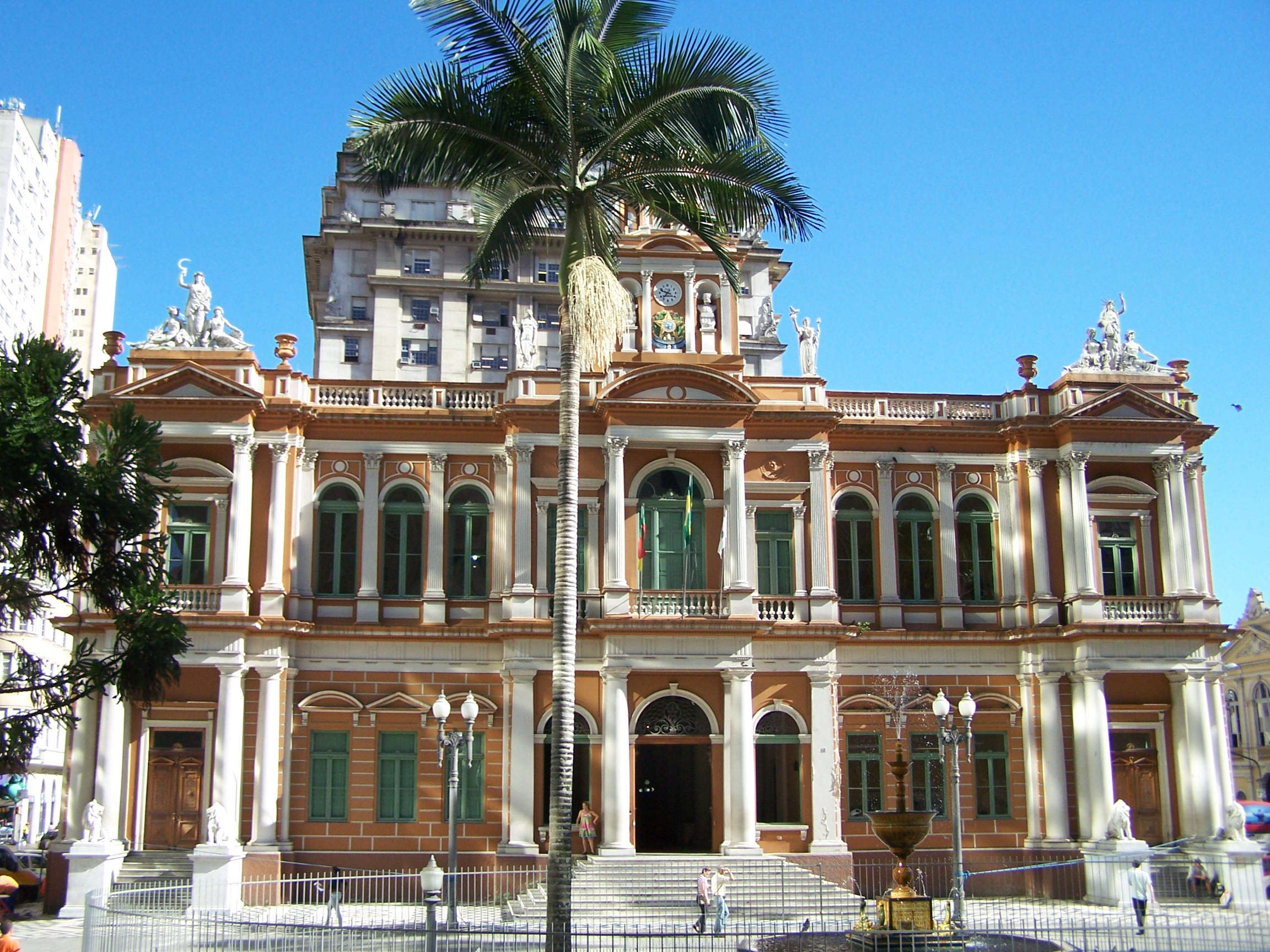
Paço Municipal

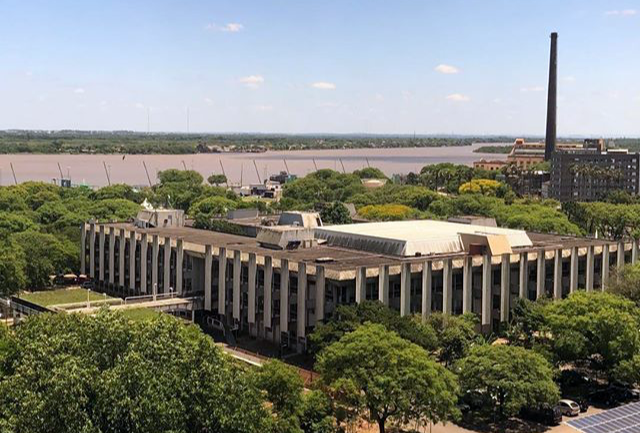
Palácio Aloísio Filho, sede da Câmara Municipal

A administração municipal se dá através dos poderes executivo e legislativo. O poder executivo é representado pelo prefeito, secretários municipais e outros órgãos da administração pública direta e indireta. O prefeito de Porto Alegre é Sebastião Melo, do MDB, eleito no segundo turno das eleições municipais de 2020 com 54,63% dos votos válidos e empossado em 1° de janeiro de 2020, sendo reeleito para um segundo mandato em 2024 e empossado em 1 de janeiro de 2025.
O legislativo é representado pela Câmara Municipal, composta por 36 vereadores. Em 2024 era a capital com mais mulheres na Câmara, mas mesmo assim há desigualdade na representação proporcional, com apenas 30,6% da cadeiras.

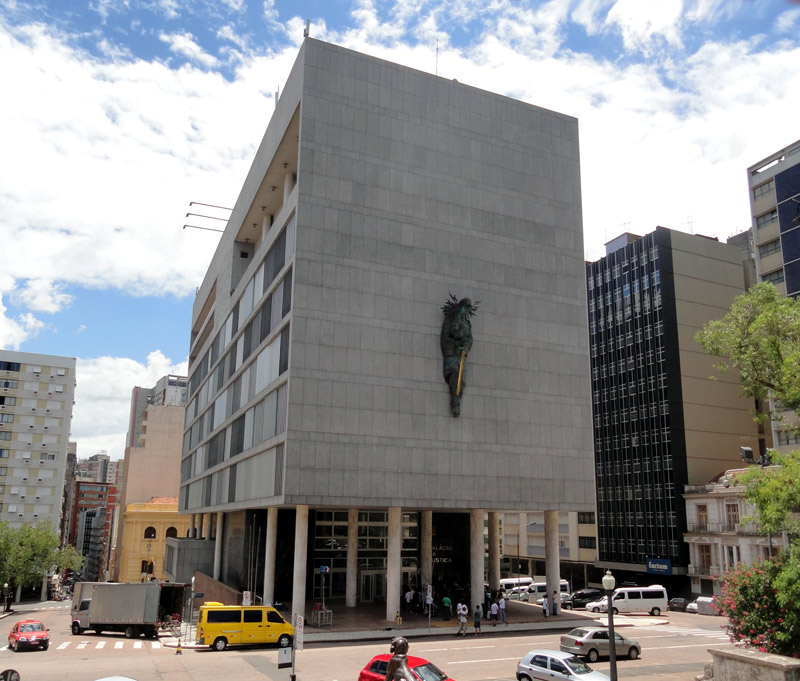
Palácio da Justiça, sede do poder judiciário do Rio Grande do Sul

Por ser a capital do estado, a cidade também é sede das instâncias estaduais dos poderes executivo (Palácio Piratini), legislativo (Assembleia Legislativa do Rio Grande do Sul) e judiciário (Tribunal de Justiça do Estado do Rio Grande do Sul), sendo sede de uma comarca.
Uma das características mais marcantes da administração pública porto-alegrense é a adoção de um sistema de participação popular na definição de investimentos públicos, o chamado Orçamento Participativo. Segundo Fedozzi e Costa, este sistema foi reconhecido internacionalmente como uma experiência bem-sucedida de interação entre a população e as esferas administrativas oficiais na gestão pública. A distribuição dos recursos de investimentos obedece a um planejamento que parte da indicação de prioridades pelas assembleias regionais ou temáticas e culmina com a aprovação de um plano de investimentos que programa obras e atividades discriminadas conforme as decisões das assembleias. Ainda segundo Fedozzi, isso permite o exercício do controle social sobre os governantes, criando obstáculos para o clientelismo e fazendo com que os segmentos sociais historicamente excluídos do desenvolvimento sejam reconhecidos e integrados como sujeitos ativos dos processos decisórios. A participação majoritária de pessoas das classes baixas e os investimentos priorizados, principalmente na área de infraestrutura, atestam seu apelo popular. Porém, há quem conteste, dizendo que este modelo já se desgastou com o passar do tempo e já não provoca debate nem incita à participação, ou que seus resultados não são significativos. Com efeito, nos últimos vinte anos o OP vem crescentemente perdendo verbas e protagonismo e sendo descaracterizado, desacreditado e esvaziado.
Outras questões sociopolíticas que têm sido levantadas em tempos recentes são as que dizem respeito às minorias, como os indígenas, os negros e outras que, se por um lado têm conquistado progressivo respeito, espaço e visibilidade, ainda esperam medidas que atendam mais satisfatoriamente às suas necessidades, propiciando uma inserção mais digna, representativa e ativa na sociedade local.

### Subdivisões

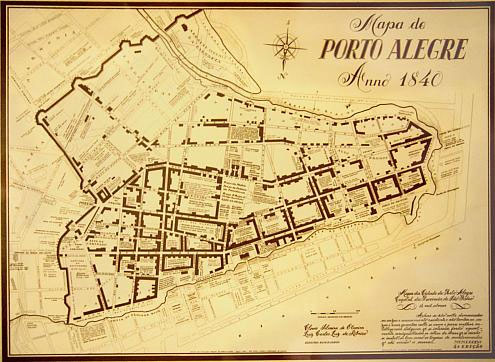
Planta do núcleo urbano inicial da cidade de 1840, ainda com a linha de muralhas assinalada

Porto Alegre originalmente se dividia em distritos, forma documentada pela primeira vez em 1892. Em 1927 se procedeu à divisão por zonas (urbana, suburbana e rural) e distritos, subdividindo-os em seções. Na década de 1950 foi formulada a divisão por bairros. O primeiro a ser criado foi o Medianeira, em 1957, e outros 57 surgiram por força da Lei nº 2022 de 7 de dezembro de 1959. Entre 1963 e 1998 foram criados diversos outros, e alguns dos primeiros tiveram limites retificados. Os últimos a serem criados foram o Jardim Isabel, em 2009, Chapéu do Sol e Campo Novo, ambos em 2011. Porto Alegre em 2014 possuía oficialmente 81 bairros. O bairro mais extenso é o Arquipélago, com 4 718 ha, e o menor o Bom Fim, com 38 ha. Ainda existem algumas áreas sem denominação oficial, descritas como Zona Indefinida e que são conhecidas por nomes atribuídos popularmente, como é caso do Morro Santana, Passo das Pedras e Aberta dos Morros. Em 2000 a Zona Indefinida possuía 10 290 ha, com uma população de 115 671 pessoas.
Segundo Hickel et alii, Porto Alegre pode ser dividida em dez macrozonas de organização espacial urbana, "cada uma com diferentes padrões de desenvolvimento urbano, espaços públicos de natureza e funções diversas, tipologia de edificações e estruturação viária distintas, além de aspectos socioeconômicos, paisagísticos e ambientais e potencial de crescimento próprios". A Cidade Radiocêntrica compreende o Centro Histórico, com uma trama radial de elevada densidade demográfica. Ao norte situa-se o Corredor de Desenvolvimento, área de potencial econômico e localização privilegiada pela presença de vias de ligação com os principais polos da Região Metropolitana, mas é uma área pouco residencial e vem sendo ocupada por favelas. Ao sul encontra-se a Cidade Xadrez, de malha viária ortogonal, resultado da expansão planejada da cidade naquela direção. A Cidade de Transição caracteriza-se pela passagem de uma ocupação mais densa para uma urbanização rarefeita e mais concentrada no topo dos morros. Na margem sudoeste do Guaíba está a Cidade Jardim, predominando residências e densa arborização. No limite leste encontra-se o Eixo Lomba do Pinheiro, com grande número de vilas populares e favelas. No centro-sul situa-se a Restinga, que nasceu para assentar a população de baixa renda removida de áreas de ocupação irregular. No extremo sul encontra-se a Cidade Rural-Urbana, uma vasta área de ocupação rarefeita, misturando diferentes graus de atividade rural e urbana. As Ilhas do Delta do Jacuí possuem alguns pontos de urbanização e uma grande área de preservação natural, de importância ecológica para o município e para o estado.

### Cidades-irmãs

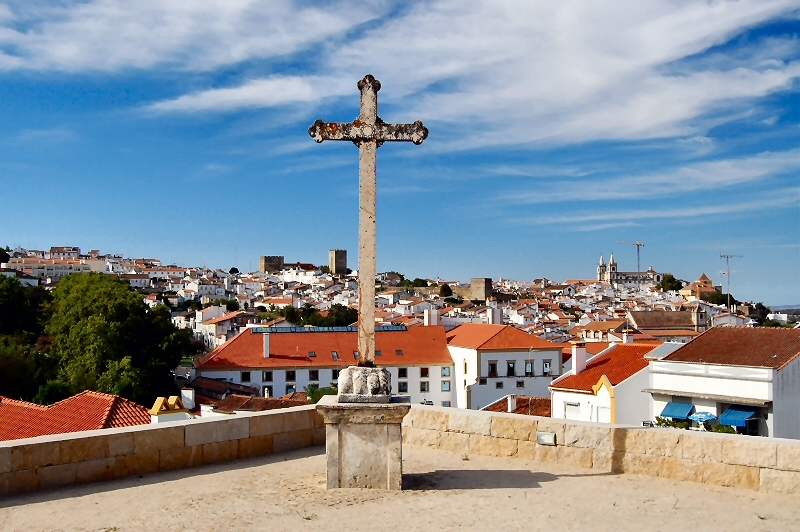
Vista de Portalegre, em Portugal, cidade-irmã de Porto Alegre

A indicação de cidades-irmãs de Porto Alegre ocorre por meio de decreto municipal. A integração é firmada visando criar relações e mecanismos em nível econômico e cultural através dos quais as cidades estabelecem laços de cooperação. Atualmente, Porto Alegre tem treze cidades-irmãs:
- Austin, Texas, Estados Unidos[204]
- Horta, Portugal[204]
- Kanazawa, Japão[203]
- La Plata, Argentina[203]
- Morano Calabro, Itália[203]
- Natal, Rio Grande do Norte[203]
- Newark, Nova Jersey, Estados Unidos[204]
- Portalegre, Portugal[204]
- Punta del Este, Uruguai[203]
- Rosário, Argentina[203]
- São Petersburgo, Rússia[204]
- Ribeira Grande, Portugal[203]
- Suzhou, China[204]

## Economia

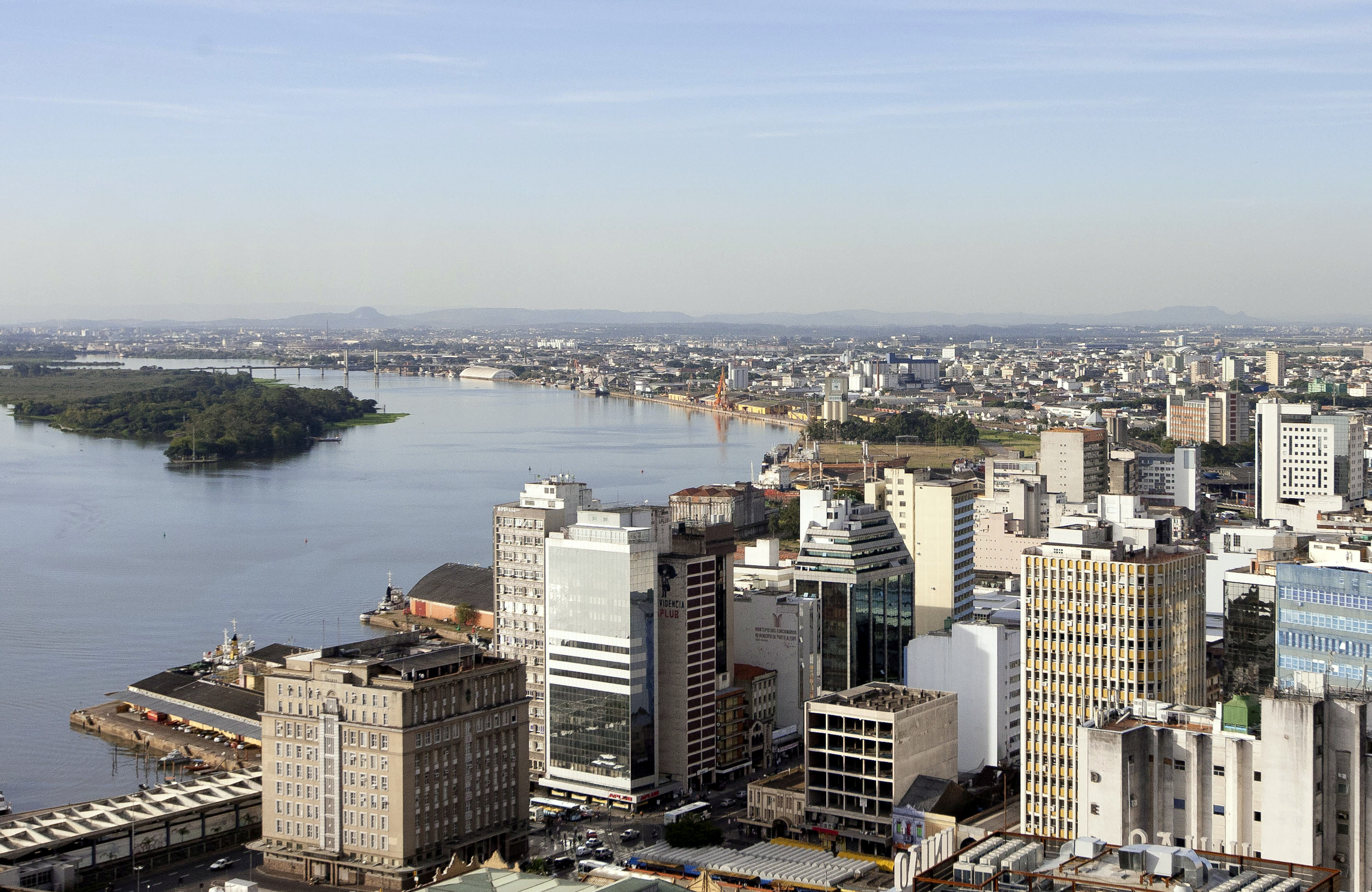
Vista da área central da cidade

Segundo dados do IBGE, o PIB de Porto Alegre em 2018 era de 77.134.613,18 mil reais  e seu PIB per capita em 2021 era 54 647,38 reais. As receitas brutas realizadas em 2023 foram de 9 787 322 843,49 reais, e o total de despesas empenhadas foi de 10 845 783 037 reais. Segundo dados da Prefeitura, em 2024 a receita total do município foi de 10,03 bilhões de reais, os gastos somaram 9,89 bilhões, e deve ser considerado o prejuízo de 801 milhões decorrente da grande enchente deste ano. As receitas do Tesouro Municipal ficaram em 7,27 bilhões, enquanto as despesas foram de 7,42 bilhões. O seu valor no Fundo de Participação dos Municípios em 2010 era de 133 773 590,80 reais. Havia 90 077 empresas registradas no Cadastro Central de Empresas, 85 156 atuantes, ocupando 780 549 pessoas, sendo destas 669 451 assalariadas. Mais de 16 bilhões de reais foram pagos em salários em 2008, com um salário médio mensal de 4,6 salários mínimos.

### Indicadores socioeconômicos
No Censo de 2010 o Índice de Desenvolvimento Humano Municipal (médio) era de 0,805, considerado alto. Contudo, existe grande disparidade entre as regiões da cidade. Em 2020 o IDH nos bairros mais ricos (Moinhos de Vento, Chácara das Pedras e Jardim Isabel) era de 0,958, e nos mais pobres (Sarandi, Humaitá e Restinga), de 0,593, os primeiros com indicadores de "primeiro mundo" e os últimos comparáveis a alguns dos países mais pobres do mundo. As principais desigualdades estavam na infraestrutura urbana, qualidade ambiental, disponibilidade e qualidade dos serviços, incluindo saúde, acessibilidade e mobilidade, refletindo-se em redução nas oportunidades de educação, lazer e trabalho e mesmo na expectativa de vida. As desigualdades vêm de longa data, são estruturais e afetam classe, raça e gênero. O Coeficiente de Gini, que mede a desigualdade (de 0 a 1, quanto menor, menor a desigualdade), entre 2015 e 2020 sofreu um aumento drástico, chegando a 0,582 em 2020, mas em 2021 havia caído para 0,491. Negros e indígenas apresentam os piores indicadores e habitam os bairros menos favorecidos. Em 2017 Porto Alegre era a cidade brasileira mais desigual na relação entre brancos e negros, com uma diferença de 18,2% no IDH.
Em 2022, o Índice de Desenvolvimento Socioeconômico era de 0,835, o maior entre as cidades gaúchas com mais de 100 mil habitantes. Já o Índice de Progresso Social, que avalia necessidades básicas, bem-estar e oportunidades, assinalou pontos fortes nos quesitos água, saneamento, direitos individuais, liberdades individuais e escolha e acesso à educação superior, mas pontos fracos em moradia, inclusão social, acesso ao conhecimento básico, taxa de evasão do ensino médio, distorção idade-série no ensino médio, famílias em situação de rua, coleta de resíduos adequada, assassinatos de jovens e vulnerabilidade climática, com um total de 66,1 pontos, colocando-a na 22ª posição no Rio Grande do Sul e na 251ª posição no Brasil. A renda média em 2024 era de 5.686 reais, e foi a única entre as capitais a ter alta na taxa de desemprego, passando de 6,1% no primeiro trimestre para 7,1% no segundo. Em 2025, 59,4% dos desempregados que buscaram emprego nos últimos 12 meses não tiveram sucesso.
O número de pessoas em situação de extrema pobreza em Porto Alegre mais que dobrou entre 2012 e 2021, de acordo com o Boletim de Desigualdades nas Metrópoles, passando de 57,2 mil para 145,6 mil pessoas neste período. Em 2024 era a sexta cidade brasileira com mais alto custo de vida, e estava entre as 163 mais caras do mundo. Em março de 2025 o custo da cesta básica era de 791,64 reais, o quarto maior valor entre as capitais. O tempo de trabalho necessário para quem recebia um salário mínimo conseguir adquirir a cesta básica era de 114 horas e 44 minutos.

### Setor primário

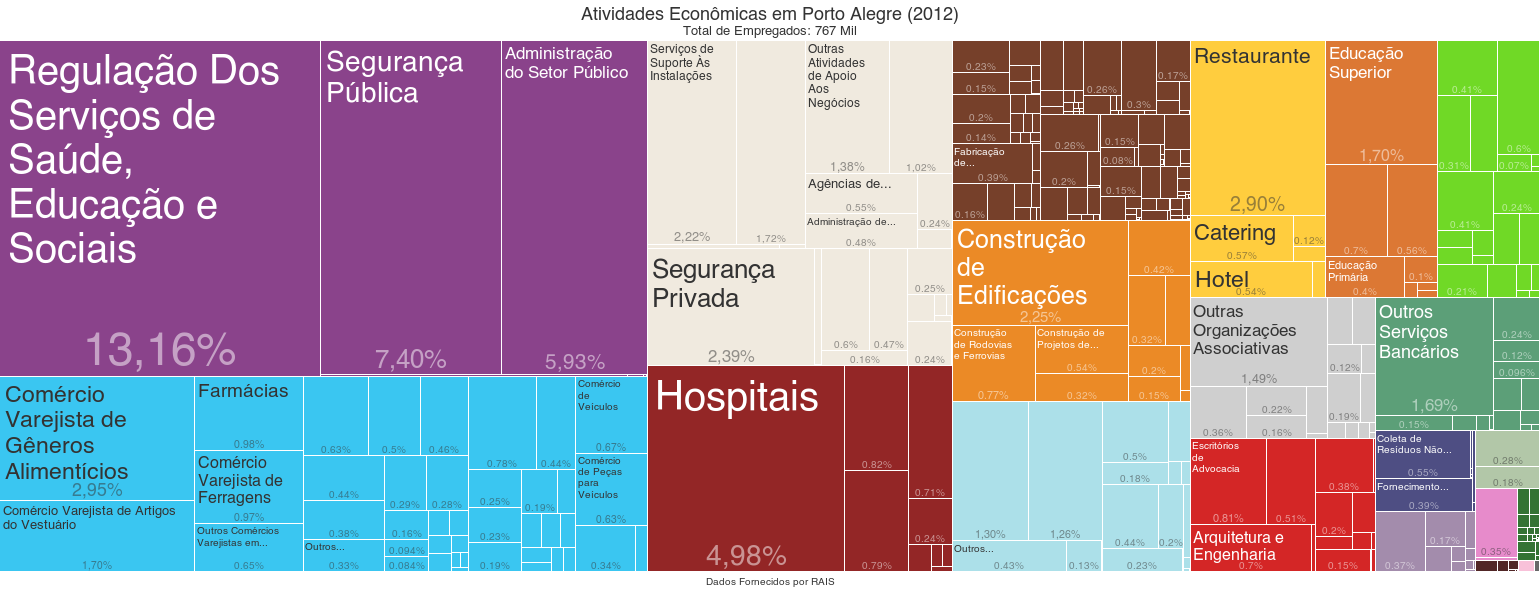
Atividades econômicas em Porto Alegre por número de empregados - (2012)

Entre 2007-2008 na agricultura destacou-se a produção de arroz em casca, com 2 517 toneladas, com produções bem menores de milho (125 t), feijão (5 t), caqui (29 t), figo (45 t), goiaba (60 t), laranja (132 t), noz (14 t), pera (252 t), pêssego (600 t), tangerina (198 t), uva (225 t), batata-doce (300 t), cana-de-açúcar (630 t), cebola (9 t), fumo (5 t), mandioca (350 t), melão (375 t) e tomate (320 t). Também foram extraídos 22 814 m³ de lenha. Na pecuária em 2008 havia um rebanho de 9 891 bovinos, produzindo 1 148 mil litros de leite, 7 952 equinos, 569 bubalinos, 3 628 suínos, 266 caprinos, 1 397 ovinos, produzindo 3 263 kg de lã, 7 700 galos, frangos, frangas e pintos, 8 287 galinhas, com uma produção de 8 mil dúzias de ovos, 19 600 codornas, dando 130 mil dúzias de ovos, 720 coelhos e uma produção de mel de abelha de 6 311 kg. No Censo Agropecuário de 2006 foram registrados 294 estabelecimentos agropecuários de produtores individuais, com uma área produtiva de 5 597 ha, 2 cooperativas (372 ha), 24 sociedades pessoais ou consórcios (1 483 ha) e 20 sociedades anônimas (1 329 ha). No PIB municipal, o valor adicionado bruto da agropecuária em 2007 foi de 15 859 000 reais.

### Setores secundário e terciário

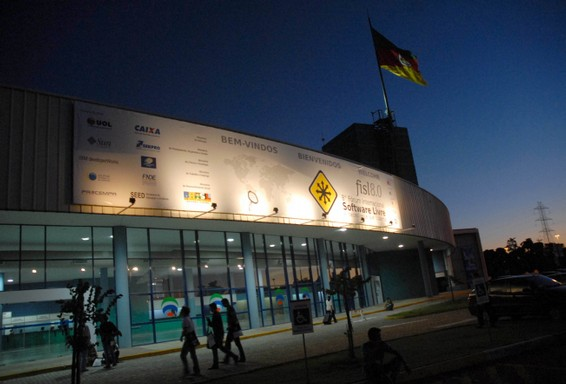
Entrada do salão de convenções da Federação das Indústrias do Estado do Rio Grande do Sul (FIERGS)

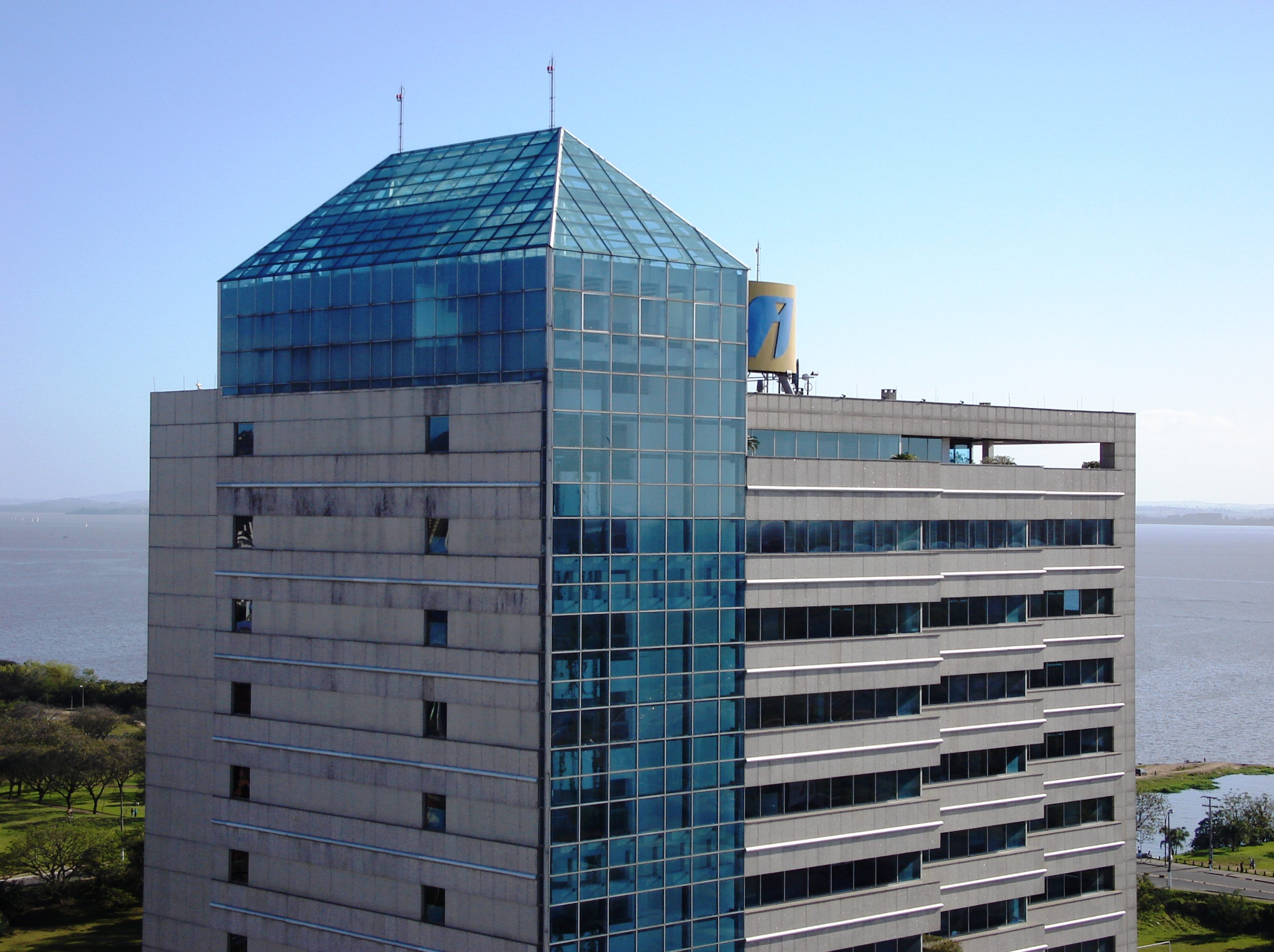
Sede da Petróleo Ipiranga em Porto Alegre

Porto Alegre é sede da Federação das Indústrias do Estado do Rio Grande do Sul (FIERGS), uma entidade que representa empresas, associações, sindicatos, centros e câmaras de indústria e comércio de todas as regiões do estado. Entre 1990 e 2000 a cidade experimentou um declínio na concentração de atividades industriais em relação às outras economias, perdendo empregos na indústria para o interior do estado e para a periferia da Região Metropolitana, a qual por sua vez também tem vivido uma desconcentração industrial. Em 1999 a indústria respondia por apenas 30% do PIB municipal, empregando somente 8% dos ativos e com o setor da microempresa predominando. Nos últimos dez anos o número de indústrias caiu 17%. Nas palavras de Valter Nagelstein, secretário municipal da Indústria e Comércio, a reversão desse processo só poderá acontecer se forem atraídas indústrias de alta tecnologia, que têm maior valor agregado e geram empregos com remuneração mais alta, já que o espaço da cidade não comporta mais grandes fábricas, e admite que é preciso criar políticas públicas para atrair essas empresas, que incluam a concessão de incentivos tributários.
Na construção civil a tendência tem sido a concentração na edificação imobiliária, com significativo crescimento em termos de número de empreendimentos e área construída. No censo imobiliário de 2010 foram identificados 342 empreendimentos imobiliários à venda, pertencentes a 195 empresas, totalizando 5 679 unidades novas, com uma área total em oferta de 675,43 mil m². Paulo Vanzetto Garcia, presidente do Sindicato da Indústria da Construção Civil no Estado do Rio Grande do Sul (SINDUSCON-RS), disse em agosto de 2010 que o mercado imobiliário de Porto Alegre passava por um bom momento.
Embora possua um parque industrial diversificado, em vista da sua economia dinâmica, da forte e moderna infraestrutura física e técnico-científica e da qualificação do mercado de trabalho, Porto Alegre vem mostrando uma tendência para a concentração em atividades do setor terciário, crescendo a indústria do conhecimento, o comércio e os serviços. Há uma especialização em atividades administrativas, técnicas, científicas e assemelhadas, ostentando um Quociente Locacional (indicador de especialização) próximo de 2,0. Há da mesma forma uma tendência ao crescimento nos níveis de rendimentos reais dos empregados no setor público e dos trabalhadores autônomos. Em 2002 o comércio representava cerca de 30% do PIB municipal e o setor de serviços, cerca de 40%. Em 2004 cerca de 32% das empresas estavam no comércio varejista e atacadista, cerca de 64% eram do setor de serviços e apenas cerca de 3% se dedicavam à indústria. As exportações totais em 2008 alcançaram o valor de 1 228 626 776 dólares (FOB).

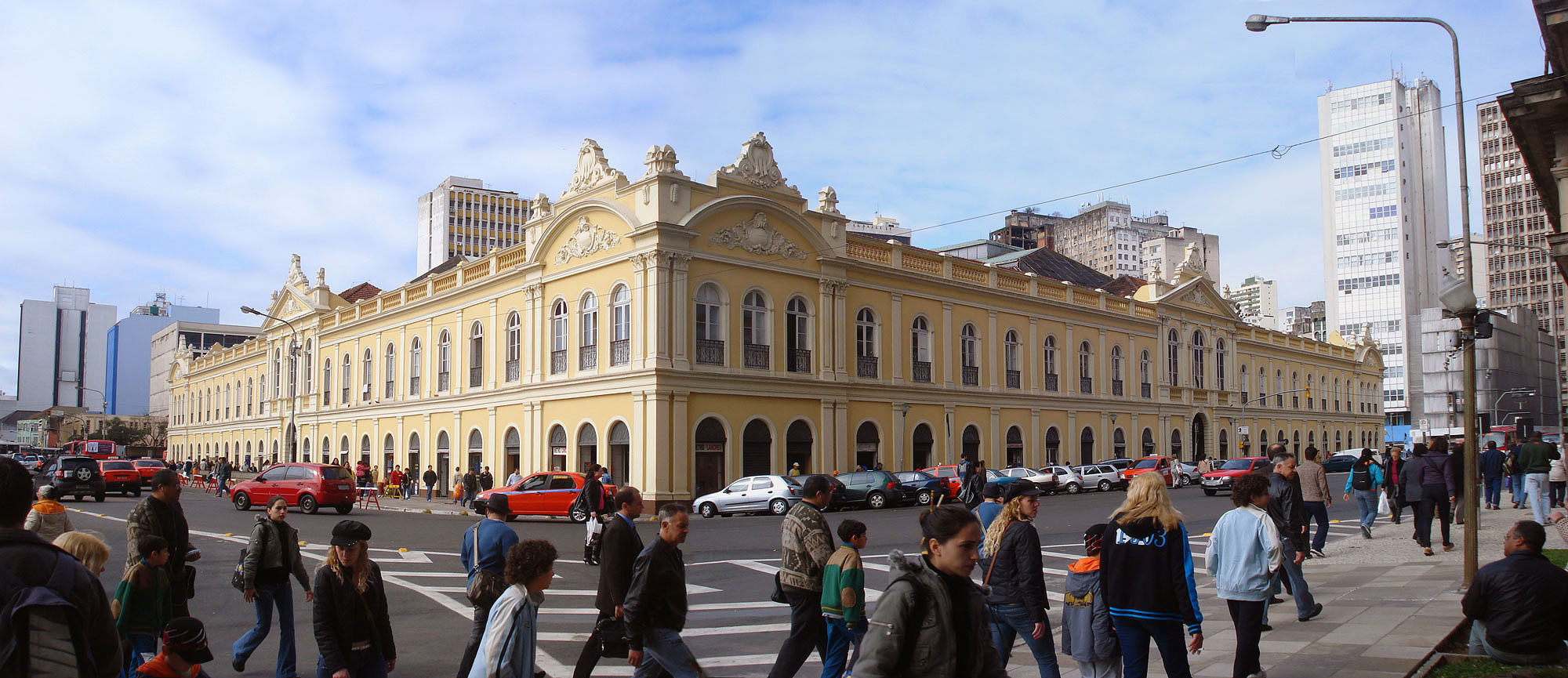
O Mercado Público de Porto Alegre, um dos prédios históricos da cidade

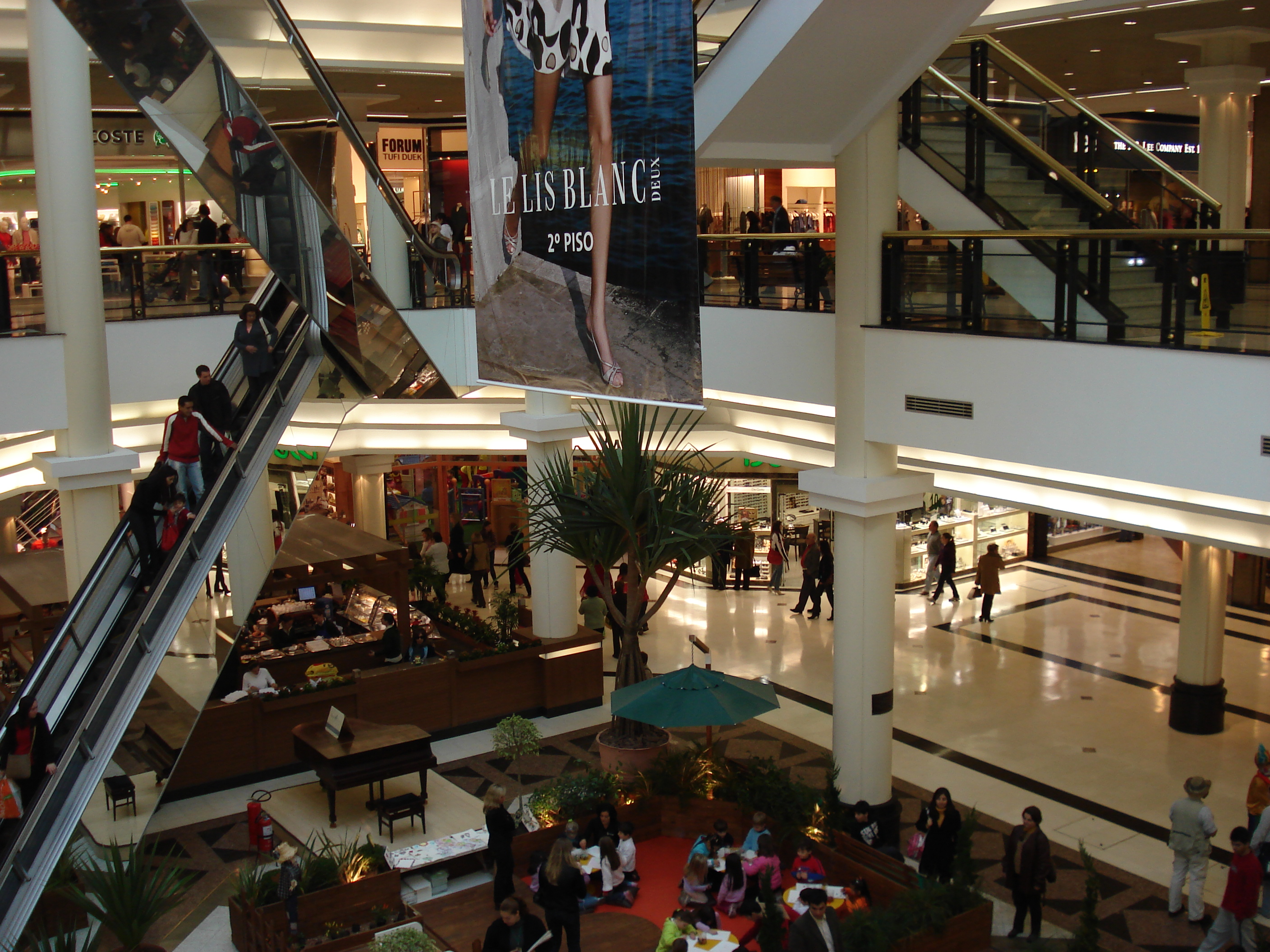
Shopping Iguatemi

Parte desse fenômeno se deve à concentração na cidade de sedes administrativas de grandes empresas gaúchas, como a Gerdau, a Ipiranga e a Rede Brasil Sul de Comunicações. Outro elemento que favorece a especialização terciária é a crescente procura da cidade por empresários estrangeiros que desejam instalar filiais que sirvam de entreposto para comércio com os países do MERCOSUL, em função da posição geográfica estratégica de Porto Alegre neste bloco comercial. Vem crescendo o número de empreendimentos hoteleiros para atender a esta movimentação do empresariado e também à expansão da indústria do turismo. Na esteira da desconcentração industrial, muitas empresas abandonaram suas instalações na cidade, ocasionando o relativo despovoamento do antigo distrito industrial da Zona Norte, contribuindo para a degradação da região. Têm sido realizados nos últimos anos diversos estudos e propostas de recuperação dos pavilhões abandonados, muitos deles de interesse histórico e arquitetônico, e revitalização econômica da área. A Prefeitura planeja para ali a instalação de um polo tecnológico.
Outra tendência que desde os anos 1970 vem sendo apontada, não apenas em Porto Alegre, mas em todas as capitais brasileiras, é o progressivo declínio do comércio varejista de rua para a organização em centros comerciais. Entretanto, mesmo estes centros, em anos mais recentes, vêm enfrentando a concorrência de vários, grandes e modernos shopping centers que se instalam na capital. Parte disso se deve a aspectos de segurança, acessibilidade e conforto, não obstante, no Centro, em especial em torno da Rua dos Andradas, ainda sobrevive um ativo comércio de rua, dando continuidade a uma vocação tradicional da área. Outros polos de comércio de rua são as avenidas Azenha e Assis Brasil. Os shopping centers também contribuem para a valorização de algumas áreas urbanas desprestigiadas ou adormecidas antes de sua instalação, como foi o caso do Shopping Iguatemi, que depois dos anos 1980 vitalizou todo o espaço entre as avenidas Nilópolis e Nilo Peçanha, até então considerado distante do Centro e de acesso difícil.

#### Turismo

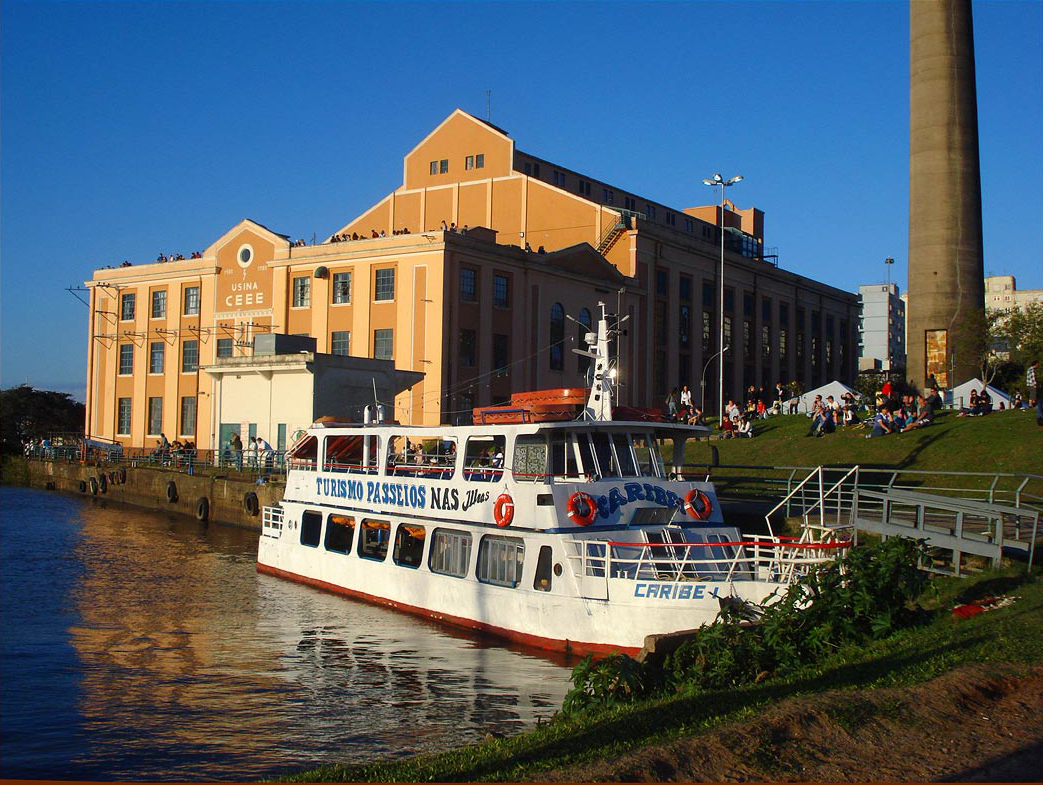
Barco para passeio pelo Lago Guaíba diante da Usina do Gasômetro.

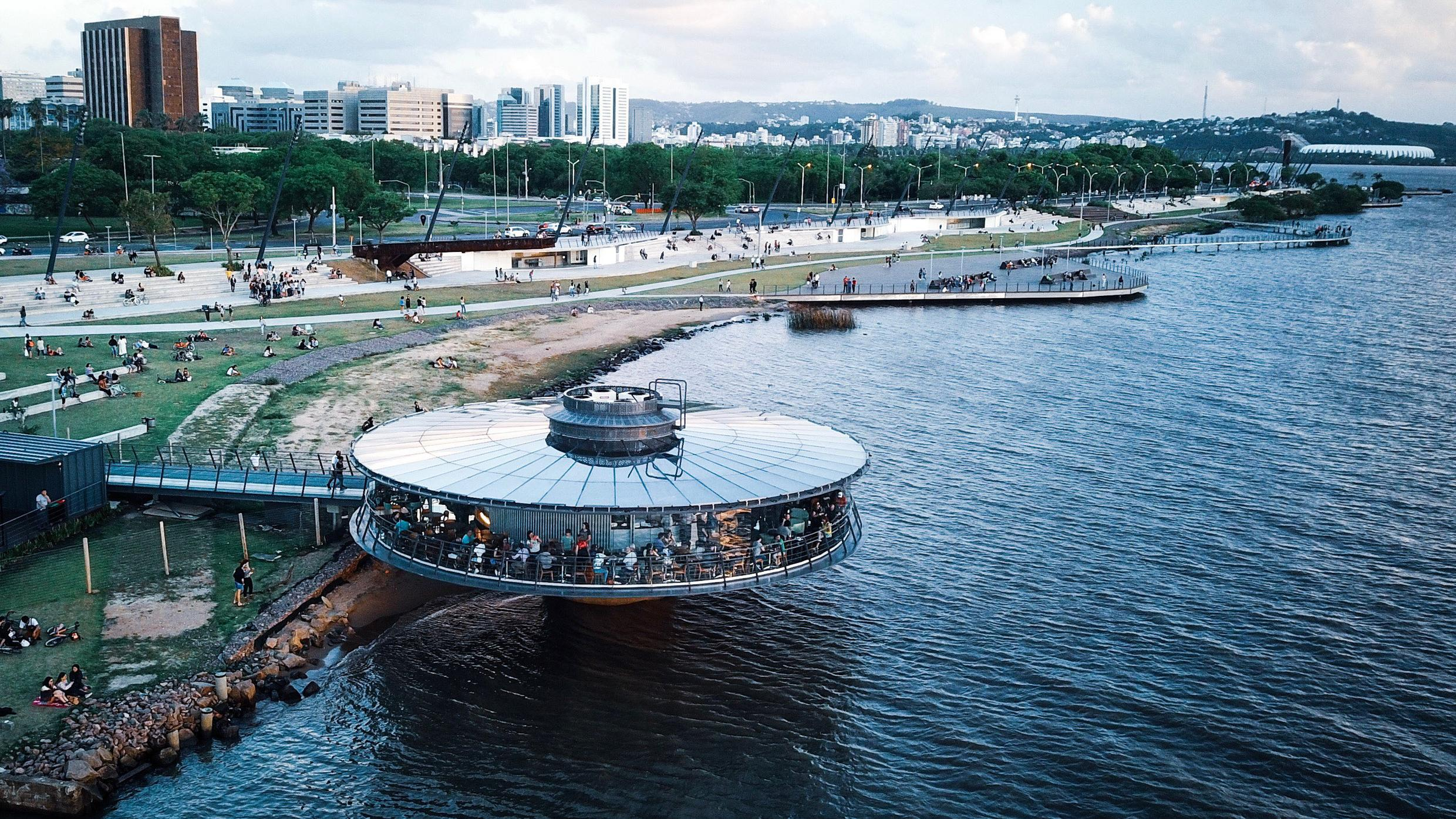
Restaurante Orla 360 às margens do Guaíba

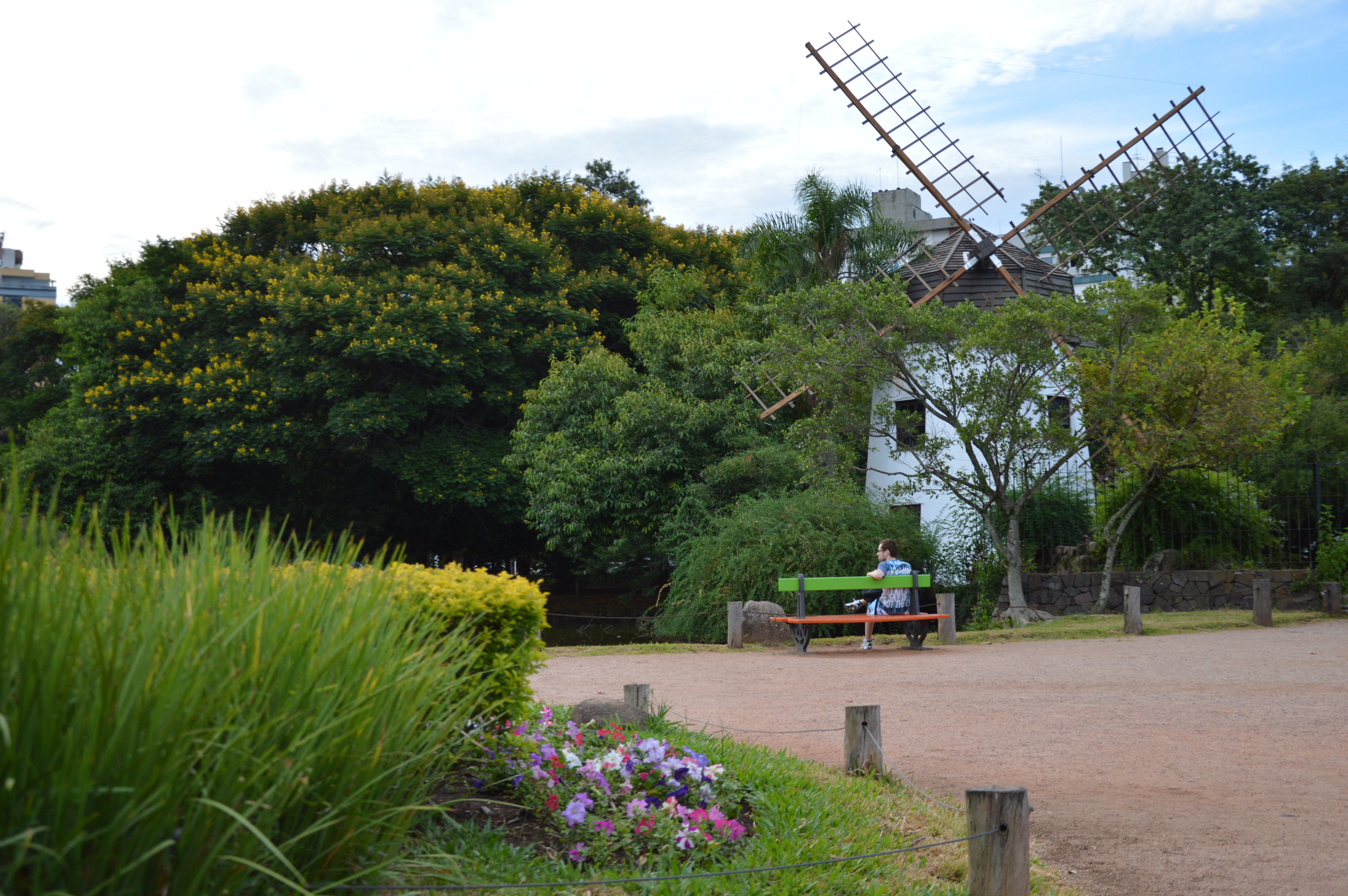
Parque Moinhos de Vento, Porto Alegre.

Porto Alegre era em 2007 a sexta porta de entrada de visitantes estrangeiros no país. Entre 1999 e 2007, 376 095 estrangeiros entraram no estado via aérea por Porto Alegre, e o turismo cresce principalmente por a cidade ser um ponto de partida para viagens a outros locais interessantes do estado, como a Serra do Nordeste, o litoral e a região das Missões. Alguns autores acreditam que o turismo local poderia ser muito mais explorado, especialmente as atividades que envolvem o lago e a cultura, e tanto a iniciativa privada como a pública já têm direcionado esforços para incrementar esta área da economia.
Uma pesquisa sobre o perfil do turista brasileiro na capital, levada a cabo em 2010, revelou que apenas 12,8% dos visitantes viajaram com finalidade de lazer. A maioria deles viajou por negócios ou a trabalho (35,2%) ou para visitar parentes e amigos (34%). As atividades realizadas pelo público total, contudo, variaram: 44,8% visitaram amigos e parentes, 38% realizaram negócios, 30% experimentaram a culinária, 29,2% fizeram compras, mas apenas 16,4% visitaram parques, o lago ou passaram tempo em lazer, 14% assistiram a espetáculos, e somente 8,4% se dedicaram a atividades culturais. A maior percentagem, 36,4%, gastou menos de 300 reais na viagem, apenas 14,4% gastaram mais de 1 300 reais. Entretanto, 85,6% recomendariam Porto Alegre para conhecidos como um destino de lazer, e 89,2% expressaram intenção de voltar. Os pontos positivos destacados na estadia em Porto Alegre foram a gastronomia, a hospitalidade, a boa hospedagem, o lazer e entretenimento, os atrativos turísticos e os serviços de transporte. Os menores níveis de satisfação foram para a segurança, a limpeza pública e a sinalização urbana. Os maiores atrativos turísticos foram apontados nos parques, na cultura e nas compras, e os menos atraentes foram os negócios, os serviços de saúde e os eventos.
Desde 2003 a prefeitura vem investindo na Linha Turismo, um itinerário percorrido em ônibus aberto que passa pelos principais pontos turísticos da cidade. A Linha oferece duas opções, Centro Histórico e Zona Sul. Em funcionamento desde janeiro de 2003, a Linha Turismo já foi procurada por mais de 364 mil pessoas. Outros itinerários oferecidos pela Prefeitura podem ser praticados pelos turistas nos Caminhos Rurais, visitando a região de chácaras e antigas fazendas na zona sul, as Caminhadas Orientadas/Viva o Centro a Pé, visitando o centro histórico acompanhado de guias, e a Estação Porto Alegre, com roteiros variados a preços baixos. Há também sempre acontecendo uma quantidade de espetáculos de teatro e música, exposições de arte, eventos, seminários, feiras, esportes, festas e comemorações de variada natureza, muitas delas acessíveis até para quem dispõe de poucos recursos, ou mesmo inteiramente gratuitas. Também pode-se conhecer a cidade a partir do lago em passeios náuticos e as tradições tipicamente gauchescas nos inúmeros Centros de Tradições Gaúchas (CTGs) espalhados pela cidade. A capital gaúcha tem hoje cerca de 80 hotéis das principais redes e mais de 12,7 mil leitos, além de possuir no seu entorno hotéis-fazenda e pousadas. Entre os melhores da cidade encontram-se os hotéis das redes Plaza e Blue Tree.

## Infraestrutura

### Transportes

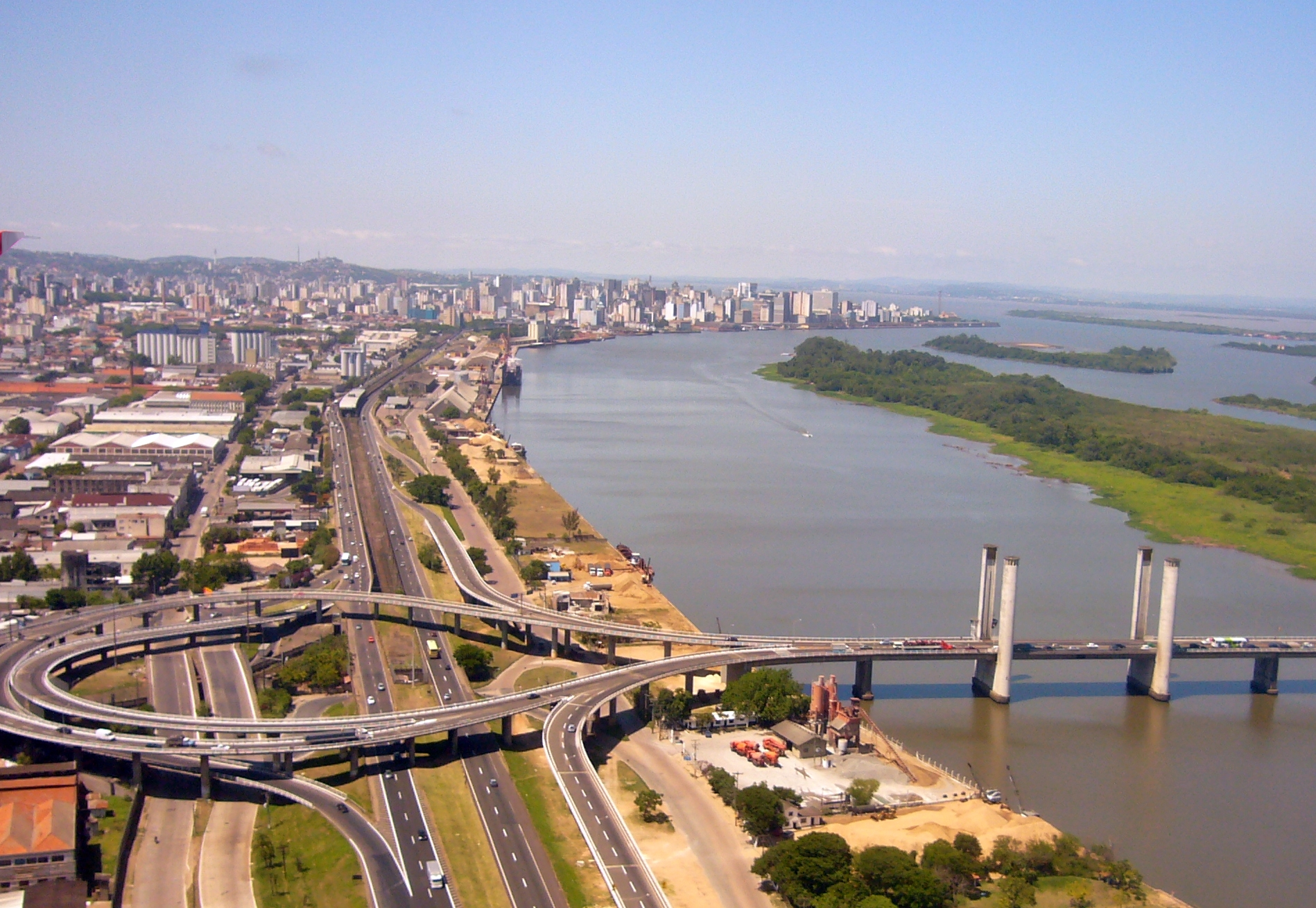
Foto aérea da Ponte do Guaíba

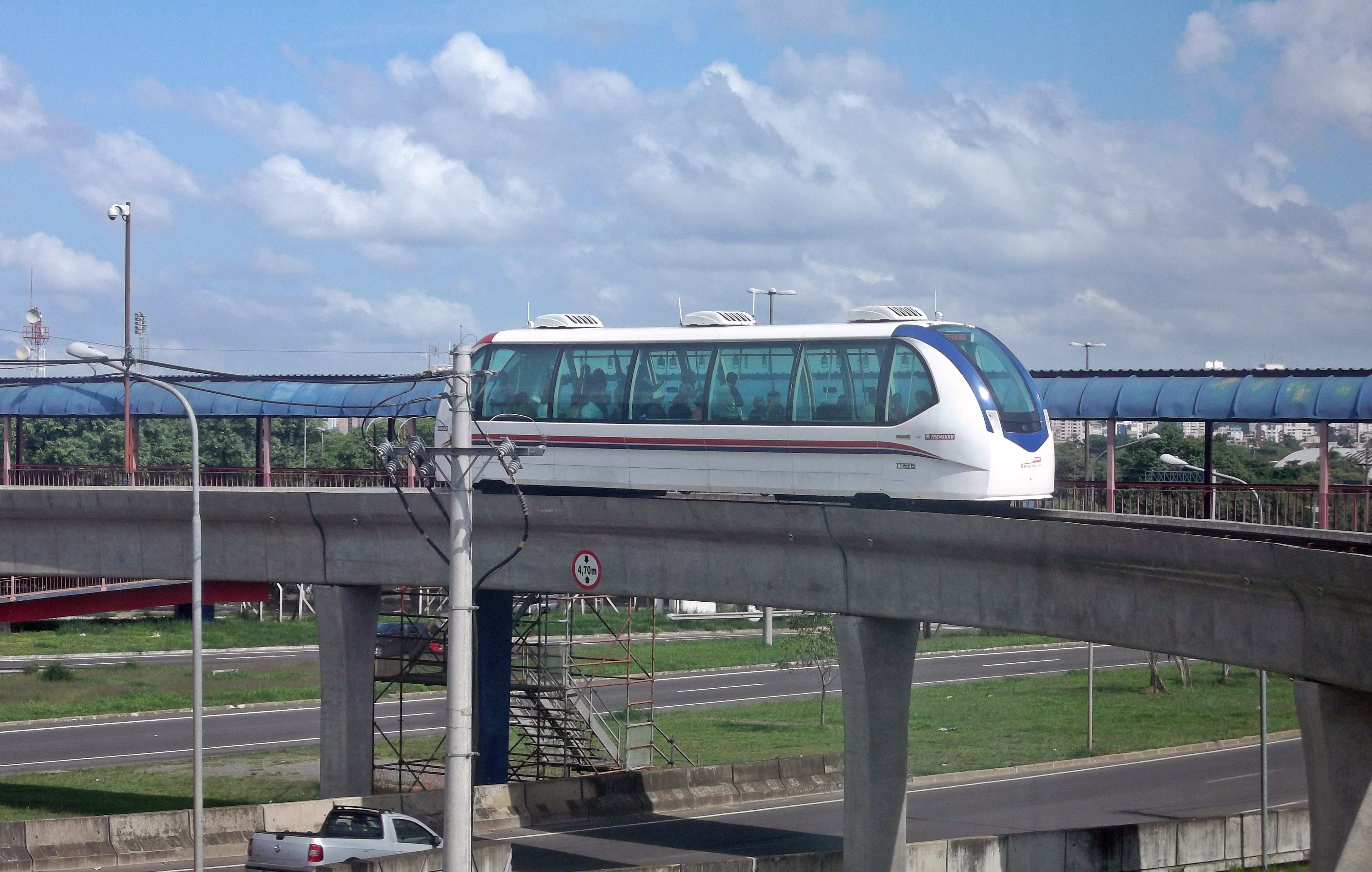
Aeromóvel do Aeroporto Internacional de Porto Alegre

A sua situação geográfica, limitada a oeste pelo lago e ao sul e leste pelos morros, condicionou a distribuição da urbanização basicamente num único eixo, em direção norte, e por consequência neste eixo se concentraram as principais rodovias e ferrovias. Ao longo delas floresceram diversas cidades da Região Metropolitana.
O setor dos transportes é administrado pela Empresa Pública de Transporte e Circulação (EPTC). A população é atendida por uma frota de 1 592 ônibus, 403 lotações (vans ou micro-ônibus), 618 veículos de transporte escolar e 3 923 táxis. Os ônibus servem em 364 linhas, transportando cerca de 1,1 milhão de passageiros por dia. Destes ônibus, 371 possuem adaptações para pessoas com deficiência física e 359 têm ar-condicionado. As lotações percorrem em 46 linhas, conduzindo 56 000 passageiros por dia. A frota de transporte escolar atende 392 escolas cadastradas e 15 824 estudantes. A EPTC também organiza um programa de educação para o trânsito, operacionalizado por agentes de fiscalização apoiados por professores e técnicos. A qualidade da frota e a cobertura em todos os tipos de demanda posicionam a cidade como uma das referências nacionais em mobilidade. Em 2009 a frota total de veículos na capital era de 659 082 unidades, segundo informação do DETRAN, representando uma taxa de motorização de 2,18 habitantes por veículo, uma das mais elevadas do país. A Prefeitura controla a Companhia Carris, a mais antiga empresa de transporte coletivo do país em atividade, criada em 19 de junho de 1872. Atualmente ela mantém 27 linhas, com uma frota de 339 veículos, a maior da cidade, respondendo por um quarto do total de passageiros transportados.
O número de usuários do transporte coletivo vem, em geral, caindo desde o início do acompanhamento em 1994, com alguns intervalos isolados de elevação. Entre as causas apontadas estão o valor da tarifa de ônibus, considerado alto por muitos usuários, a expansão da frota de automotores individuais, o crescimento do número de assaltos em ônibus e a difusão do uso da internet para atividades que antes exigiam deslocamento físico. Também se registrou um aumento nas reclamações por imprudência no trânsito, no número de acidentes com feridos e no volume de engarrafamentos. Embora nos últimos cinco anos o número total de acidentes de trânsito tenha aumentado, proporcionalmente ao número de veículos a tendência é de queda constante. Em 2009 ocorreram 161 acidentes no trânsito local com vítimas e 1 268 atropelamentos.

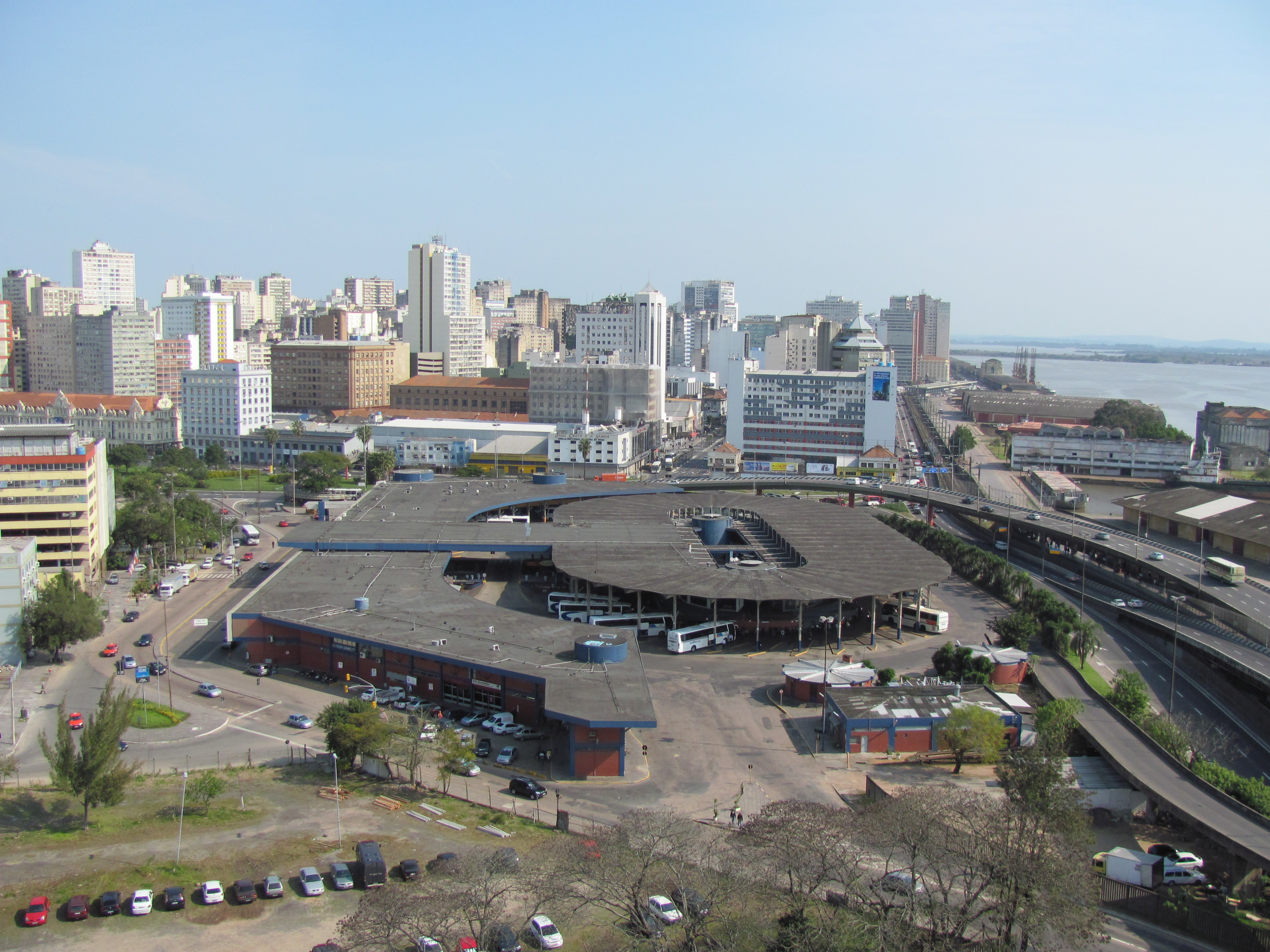
Vista aérea da Rodoviária de Porto Alegre

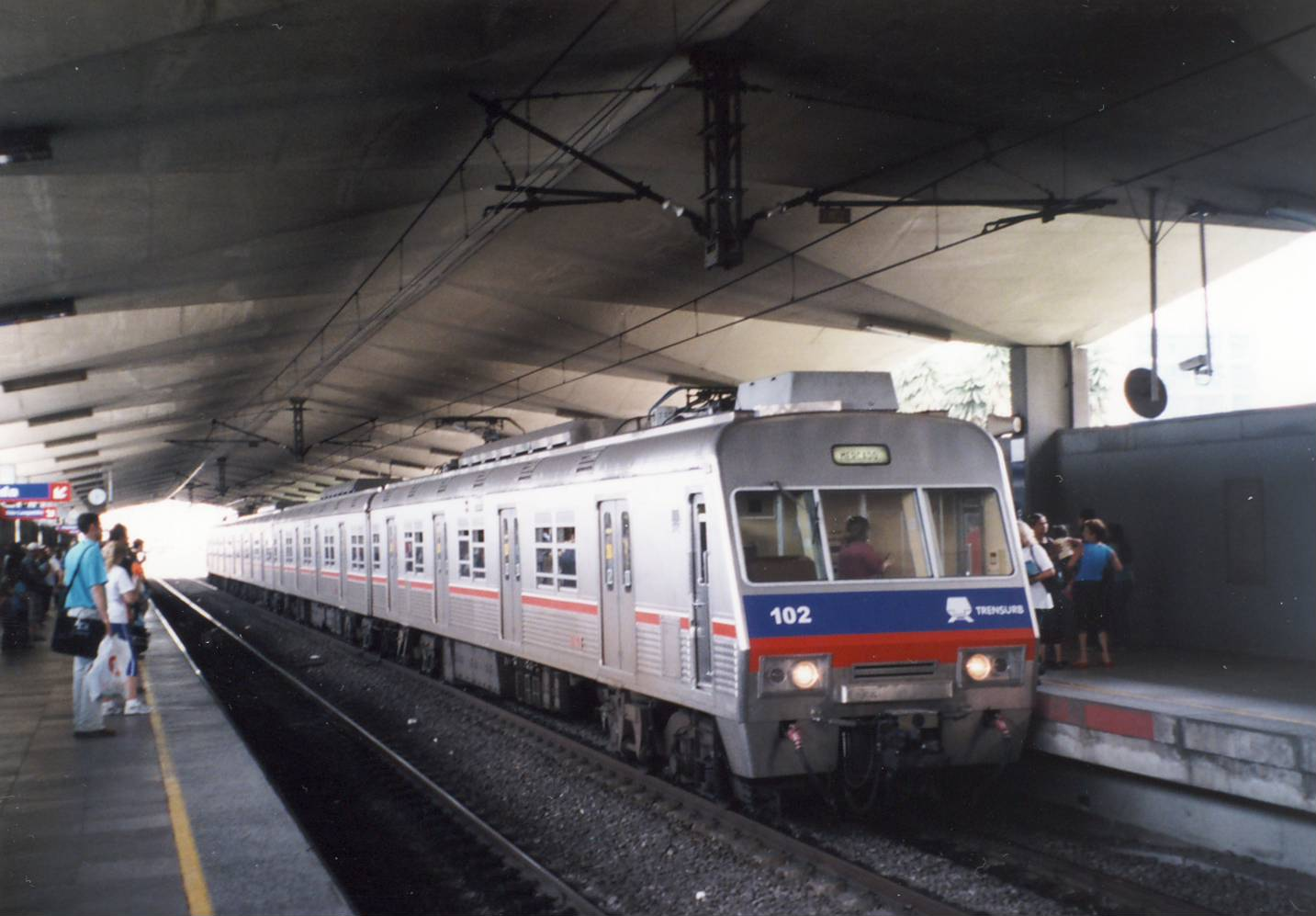
Trem do Metrô de Porto Alegre na Estação do Mercado Público

O movimento de ônibus intermunicipais é concentrado na Estação Rodoviária de Porto Alegre, com atendimento 24 horas, setor de encomendas, guarda-malas, informações, postos do DAER, dos Correios e da Brigada Militar, tele-entrega de passagens, restaurantes e bares. Em dias de grande movimento, como nos feriados de Carnaval, podem passar pela rodoviária até 80 mil pessoas por dia. O fluxo aéreo é servido pelo Aeroporto Salgado Filho, com 37,6 mil m² de área construída, podendo receber simultaneamente até 28 aeronaves de grande porte, do tipo Boeing 747. O controle de movimentação de aeronaves é totalmente automatizado e informatizado. Um outro terminal, de 15 000 m², atende à aviação de terceiro nível (aeronaves convencionais e turbo-hélice). O Aero-shopping funciona 24 horas com lojas, serviços, praça de alimentação e cinemas. Seu terminal de carga aérea tem capacidade mensal de 1 500 t de carga exportada e 900 t de carga importada. O movimento médio diário é de 174 aeronaves, ligando Porto Alegre direta ou indiretamente a todas as capitais do País, às cidades do interior dos estados sulinos e São Paulo, além de manter linhas com voos diretos aos países do Cone Sul. Cerca de 13 mil passageiros usam diariamente o aeroporto, que é o principal da região Sul do Brasil e está passando por uma ampliação.
A Linha Porto Alegre-Uruguaiana, ferrovia de bitola de 1 metro, é controlada pela empresa América Latina Logística do Brasil (ALL), fazendo transporte principalmente de farelo de soja, derivados de petróleo, álcool, arroz, adubo e soja em grão. Por essa linha, o transporte de passageiros de longo percurso era realizado pela Rede Ferroviária Federal (RFFSA), originalmente sua administradora, que o conciliava com a operação do transporte de cargas, interligando Porto Alegre com as cidades de Uruguaiana, Cacequi e Sant'Ana do Livramento. As saídas dos trens de longo percurso se davam pela Estação Ferroviária Diretor Pestana (próxima ao Aeroporto Salgado Filho) e suas operações se deram até 1996, encerrando-se pouco tempo antes da SR-6 ser entregue à iniciativa privada.

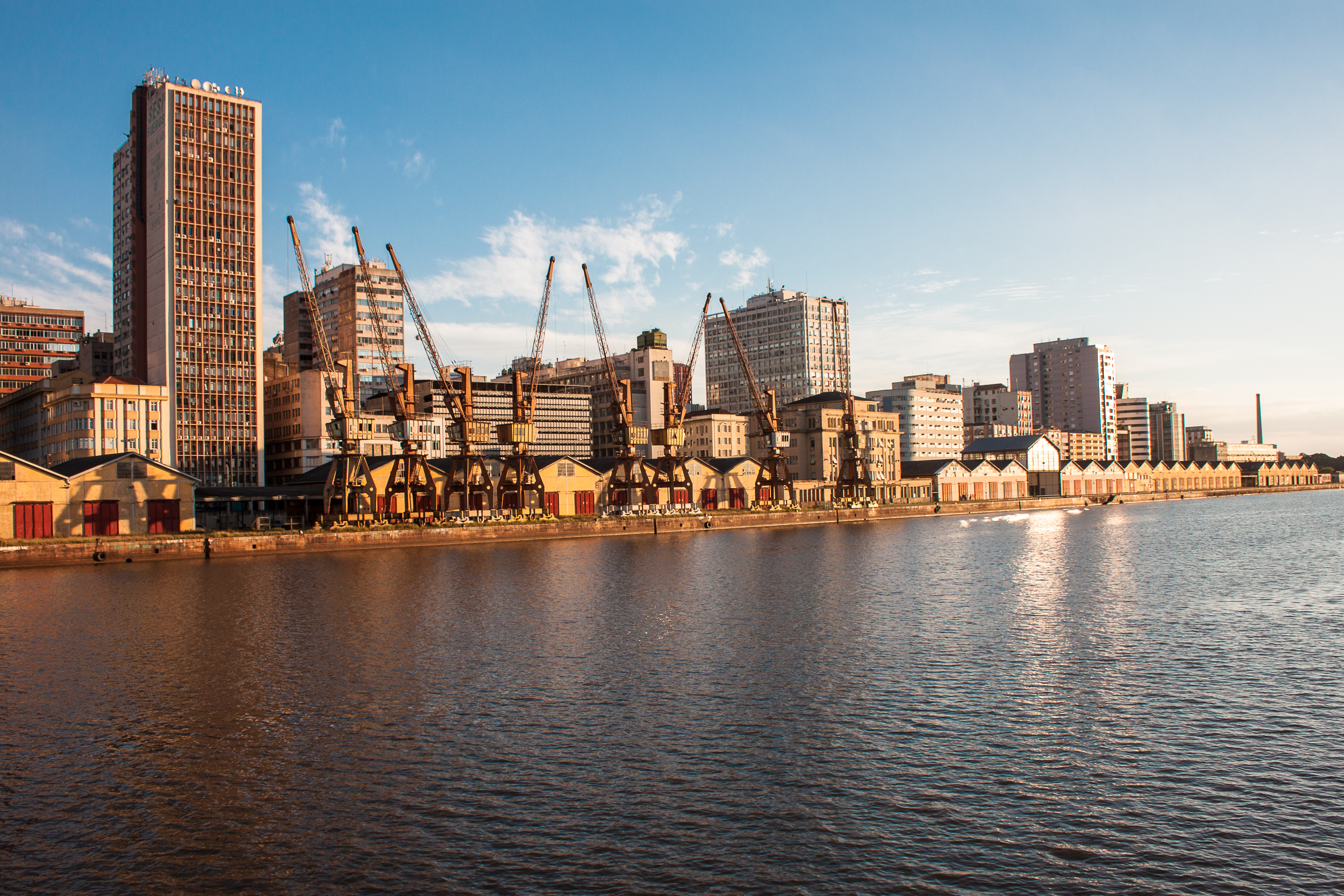
Cais Mauá do Porto de Porto Alegre

Existe uma linha de metrô de superfície, o Trensurb, que interliga Porto Alegre com as cidades do eixo norte da Região Metropolitana, chegando até Novo Hamburgo. Foi criada em 1985 para aliviar a já saturada principal via de acesso rodoviário da capital, a BR-116, após o fim da circulação dos trens suburbanos da RFFSA na região. Em 2009 transportou 44 404 858 passageiros.
O Porto de Porto Alegre, administrado por uma autarquia do Governo do Estado, é o maior porto fluvial do país em extensão, com oito quilômetros de cais acostável. Sua estrutura conta com 25 armazéns com 70 mil m², numa área total de 450 000 m². Nos últimos cinco anos o porto movimentou cerca de quatro milhões de toneladas/ano, em produtos como papel, fertilizantes, sal, grãos, transformadores, frangos e celulose.

### Educação
Porto Alegre em 2007 recebeu do Ministério da Educação o selo que a reconhece como Cidade Livre do Analfabetismo, concedido a toda cidade que alcançar 96% de alfabetização. Conforme o Censo do IBGE de 2000, Porto Alegre registrou taxa de analfabetismo de 3,3%. Em 2022 o índice havia caído para 1,7%. Contudo, embora não haja dados específicos para Porto Alegre, a estimativa da Câmara Riograndense do Livro é de que haja um índice alto de analfabetismo funcional. Segundo o Indicador de Alfabetismo Funcional, três em cada 10 brasileiros são analfabetos funcionais.

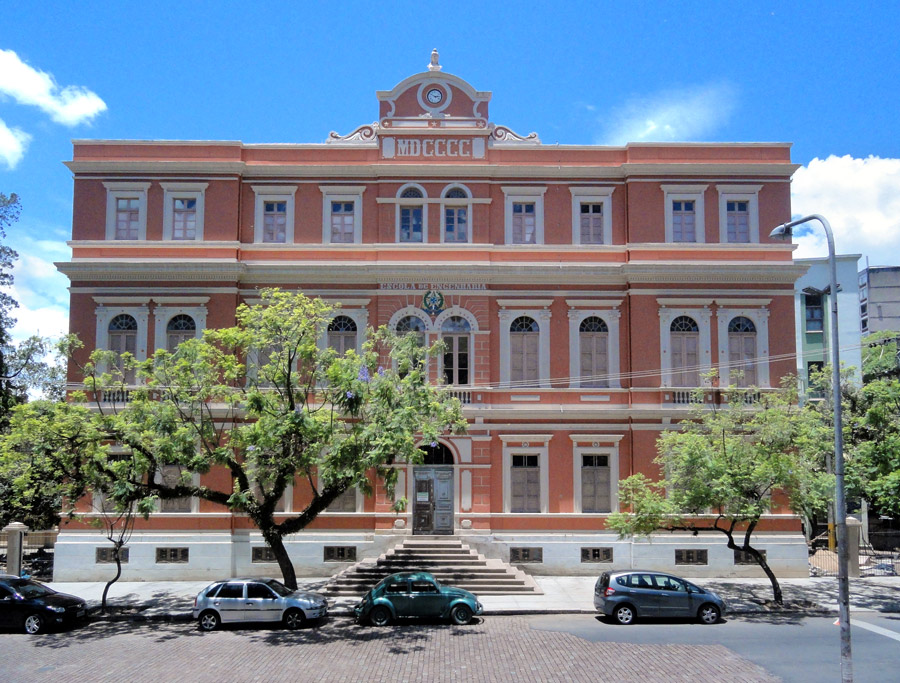
Prédio histórico da Escola de Engenharia, a segunda mais antiga faculdade da UFRGS, fundada em 1896.

No ensino superior, destacam-se a Universidade Federal do Rio Grande do Sul (UFRGS), que nas últimas décadas tem se mantido consistentemente entre as melhores universidades públicas do país, em vários anos a melhor, que tem também um importante conjunto de edifícios históricos, declarado Patrimônio Cultural do Estado,  e a Pontifícia Universidade Católica do Rio Grande do Sul (PUC-RS), uma das melhores entre as privadas.

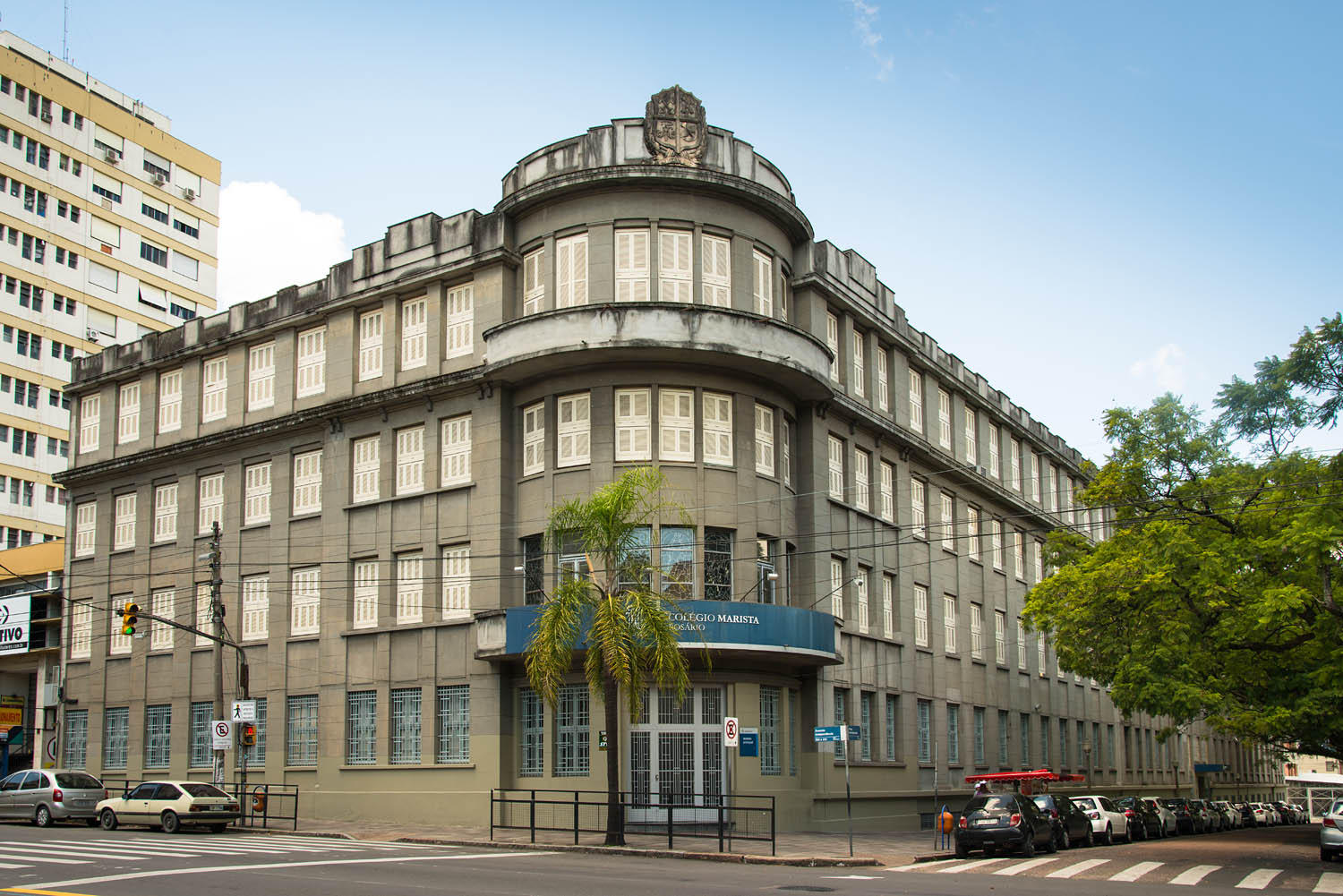
Colégio do Rosário

No ensino escolar, em 2025 havia na cidade 5 escolas federais, 244 estaduais, 98 municipais e 611 privadas, sendo 147 de ensino médio, 367 de ensino fundamental, 47 de ensino profissionalizante, 17 de educação especial, 83 de educação de jovens e adultos, além de 635 estabelecimentos de educação infantil pré-escolar e 552 creches. Nos estabelecimentos privados, 211 eram conveniados com o Municípío. Havia 106.962 alunos matriculados na rede estadual, 2.796 na federal e 133.290 na privada, contando com 7.842 docentes no ensino fundamental e 3.077 no ensino médio. Há diversos colégios privados com longa tradição e alto conceito, como o Colégio Metodista Americano, fundado em 1885, o Farroupilha (1886), o Sévigné (1900), o Anchieta (1890), o Nossa Senhora do Bom Conselho (1900) e o Nossa Senhora do Rosário (1904). Também são importantes e tradicionais o Instituto de Educação General Flores da Cunha (1869), a mais antiga escola de ensino secundário e de formação de professores do estado, o Colégio Estadual Júlio de Castilhos (1900), o Colégio Militar (1912), a Escola Estadual de Ensino Fundamental Souza Lobo (1914), e o Colégio Estadual Paula Soares (1927).
Na rede pública municipal, em 2025 havia 47.373 alunos matriculados, atendidos por cerca de 4 mil professores e 900 funcionários, distribuídos entre 42 escolas de educação infantil, 53 de ensino fundamental, uma de ensino médio, uma de educação básica e uma para jovens e adultos. A educação escolar municipal desde a década de 1980 foi identificada como progressista, inclusiva, democrática e emancipatória, e especialmente depois da implantação do Projeto Escola Cidadã na década de 1990, chamou atenção internacional e tornou-se um modelo de referência, baseado numa perspectiva de educação continuada, levando em conta realidades, histórias e culturas locais, e com ativa participação da comunidade. Embora o projeto tenha recebido críticas, segundo Santos, Moreira & Gandin, era um consenso entre os docentes que "fornecia subsídios importantes para o trabalho com as classes populares".
Porém, desde 2005 assumiu o poder municipal uma outra coalizão política, e com mais ênfase a partir da gestão Marchezan Júnior (2017-2020), começou a ser desenvolvida, com escasso debate com a comunidade, uma reforma educacional orientada como uma "gestão por resultados", onde a estrutura anterior foi sendo gradualmente desmontada e os objetivos qualitativos e humanistas perderam espaço para o alcançamento de objetivos quantitativos predeterminados. Entre as mudanças, houve enxugamento dos quadros, os professores receberam tarefas extras e mais alunos para atender, a discussão teórico-metodológica foi prejudicada, foram introduzidas parcerias com empresas privadas nas ações pedagógicas, e em 2025 as eleições diretas para diretores foram extintas. A reforma gerou repetidas polêmicas, protestos, greves, conflitos e tensões entre o poder público e os professores e servidores. Um estudo de Caroline Leal concluiu que a reforma "não atingiu os resultados estipulados nos objetivos do próprio programa de governo 2017-2020", e "não se traduziu em efetividade e criação de valor público". Com base em estudos do Programa de Pós-Graduação em Educação da UFRGS, Santos, Moreira & Gandin apontam para a mesma direção, afirmando que "prejuízos expressivos têm sido observados, sobretudo com relação à carreira do funcionalismo e à organização das escolas".

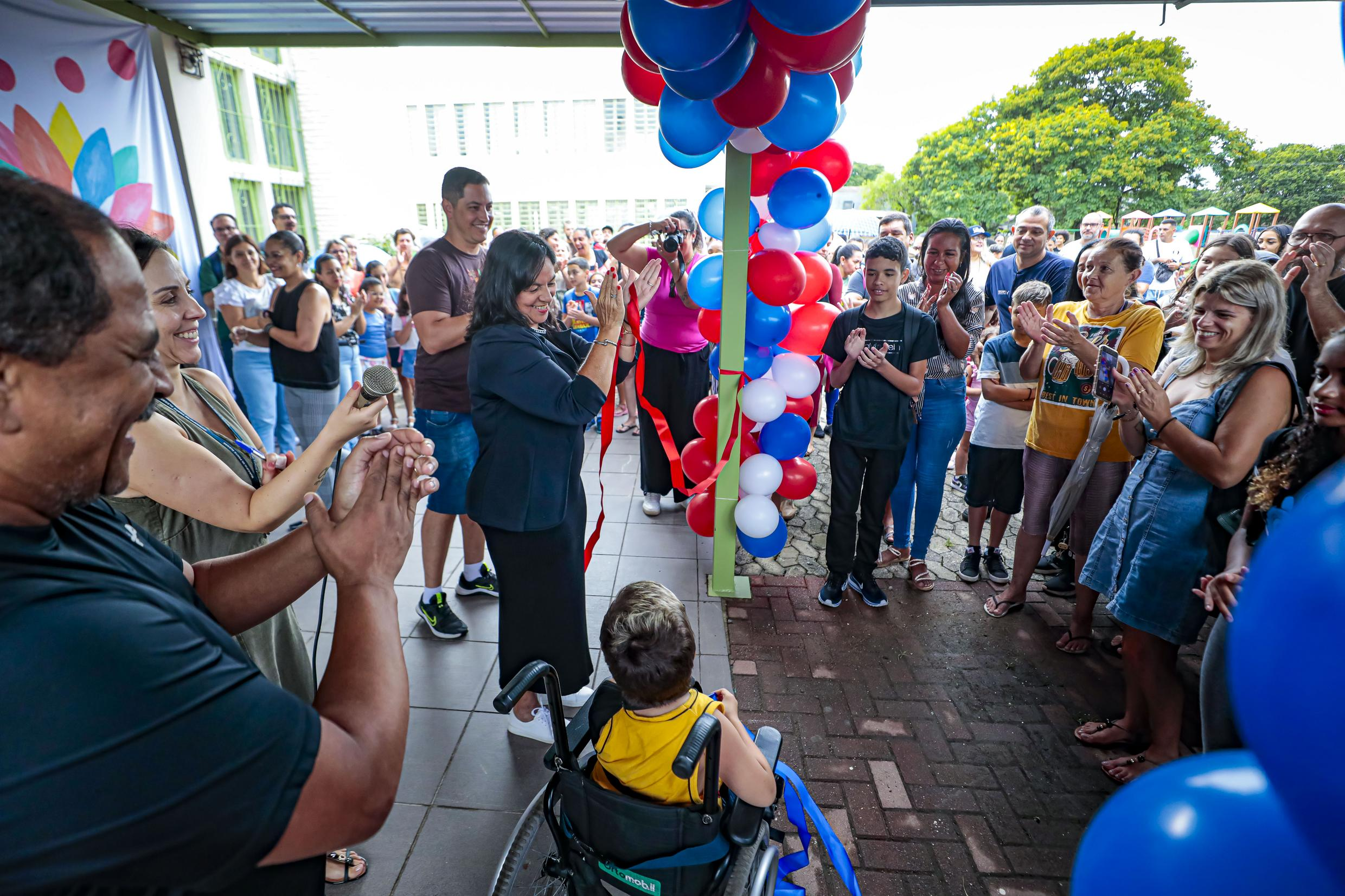
Cerimônia de abertura do ano letivo de 2025 na Escola Municipal Liberato Vieira da Cunha

A Secretaria Municipal de Educação trocou de titular quatro vezes na gestão Melo (2021-), e um dos ex-secretários em 2024 estava sendo investigado por fraude em compras de livros e materiais didáticos. O Índice de Desenvolvimento da Educação Básica (IDEB) na rede municipal caiu 20,83% entre 2021 e 2023, a maior queda entre as capitais. Um estudo da ONG Todos Pela Educação mostrou que, em 2025, dos 32 municípios com mais de 500 mil habitantes, a capital gaúcha ficou na 30ª posição no ranking do aprendizado de Português e Matemática de alunos do 5º e 9º ano. 49% dos alunos do 9º ano e 38% do 5º tinham aprendizado abaixo do básico. Há também desigualdades na educação por etnia, com os alunos brancos mais habilitados do que negros e pardos em todos os anos e matérias, e por sexo, com as meninas menos habilitadas que os meninos. Em 2024 havia mais de 10 mil crianças sem vaga na Educação Infantil. Para os professores Giordani & Rolim, "os índices do IDEB são uma consequência direta do baixo investimento, das aquisições de materiais sem demanda real das escolas, das estruturas físicas abandonadas, da ausência de formação continuada de educadoras(es) e das perdas salariais acumuladas em cerca de 30% de todo o serviço público municipal".

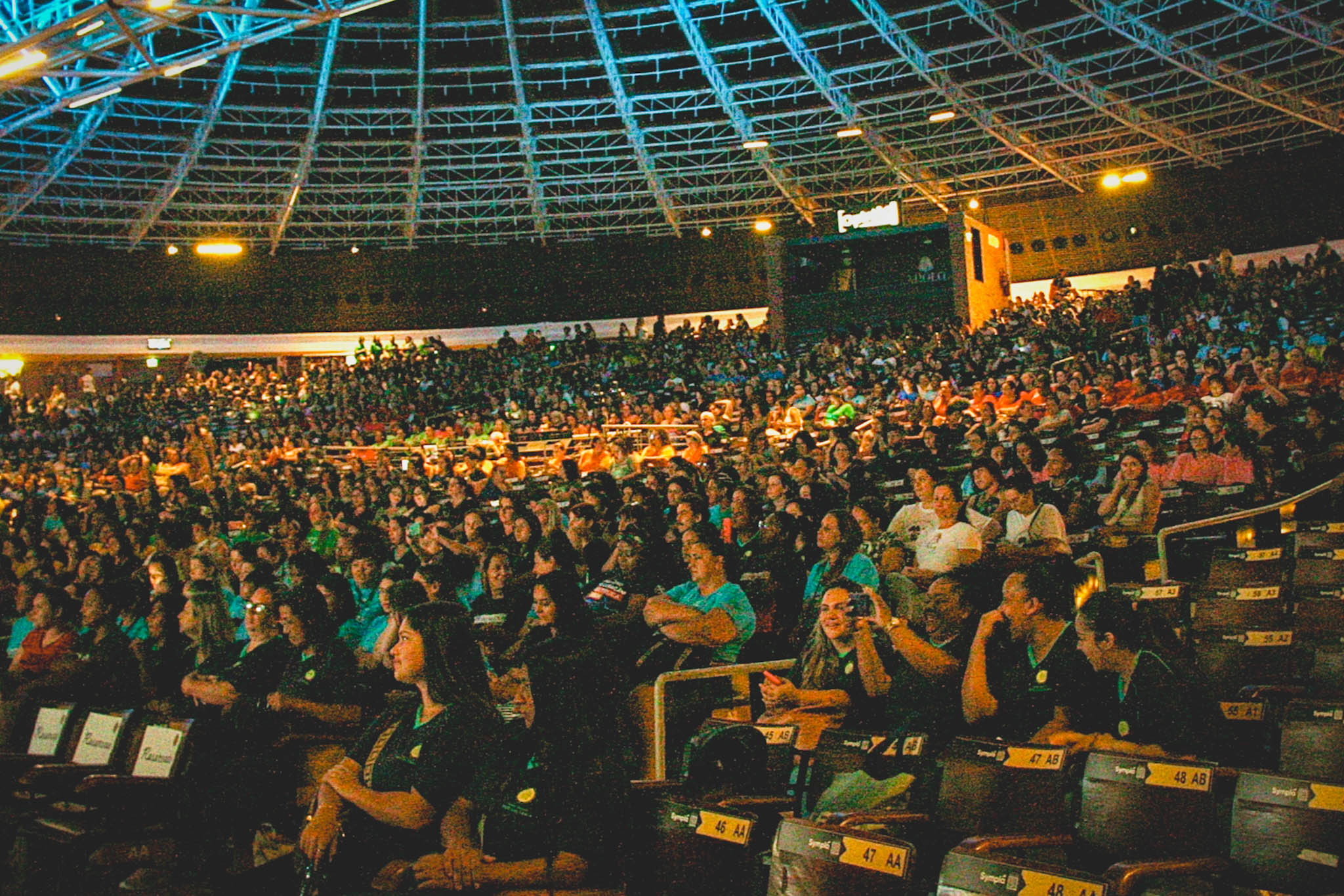
Jornada Pedagógica da Educação organizada em 2025 pela Secretaria Municipal de Educação

Mas há também pontos positivos. Muitas escolas desenvolvem diversificados projetos para melhoria do ensino, as Secretarias Municipal e Estadual, muitas vezes em parceria com outras instituições, mantêm várias iniciativas para qualificação do ensino e dos professores e promoção do bem estar dos estudantes, entre eles o Projeto Porto da Educação, lançado em 2025 e voltado para a formação continuada de gestores e professores a fim de melhorar os índices de alfabetização, o Projeto Incluir Mais POA, de apoio educacional, psicológico e assistencial aos estudantes de educação especial, o Projeto Escola Íntegra, de valorização da ética, da integridade e da responsabilidade social, e o Projeto Educa+Saúde, que a partir de 2025 vai oferecer assistência médica gratuita por telemedicina nas escolas do ensino médio.

### Saúde

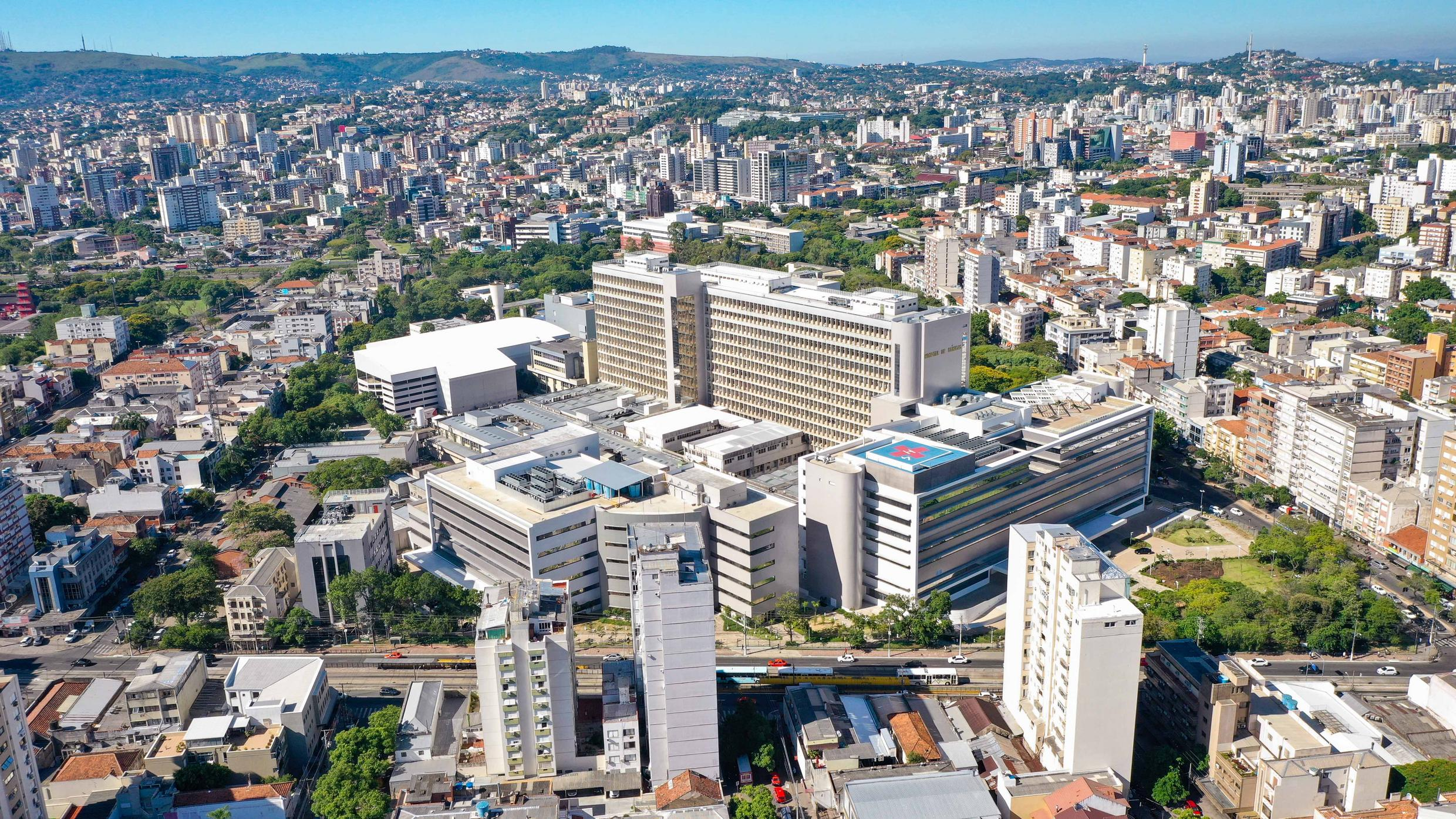
Hospital de Clínicas de Porto Alegre

Em 2005 a cidade contava com um total de 519 estabelecimentos de saúde, incluindo hospitais, postos de saúde e unidades de pronto atendimento e saúde comunitária, sendo 133 deles públicos e 105 municipais. 40 ofereciam internação total e 188 estavam ligados ao SUS. 365 estabelecimentos ofereciam atendimento ambulatorial total, 132 ofereciam tratamento odontológico, 33 tinham serviço de emergência total, e 21 ligados ao SUS tinham setor de UTI. Em 2023 a cidade dispunha de 34 hospitais. Por vários fatores, o número de leitos hospitalares está em constante flutuação. Entre os anos de 2019 e 2025 ocorreu uma queda de 266 para 251 nos leitos de urgência e emergência, e elevação de 6.993 para 7.029 nos leitos de internação, mas há um esforço dos governos municipal, estadual e federal para a continuada ampliação do seu número.

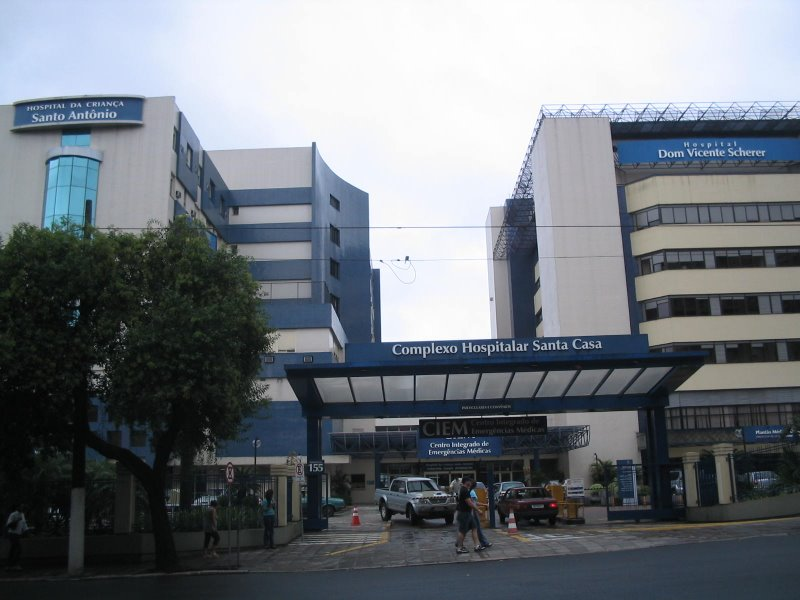
Entrada do Complexo Hospitalar Santa Casa

Vários hospitais da cidade são altamente qualificados e equipados e considerados instituições de referência em várias especialidades, entre eles o Hospital de Clínicas, o Hospital São Lucas e a Santa Casa (que mantém nove hospitais: Santa Clara, São Francisco, São José, Pereira Filho, Santa Rita, Santo Antônio, Dom Vicente Scherer, Dom João Becker e Nora Teixeira). Essas instituições são também importantes centros de pesquisa e hospitais de ensino universitário, respectivamente da UFRGS, da PUCRS e da UFCSPA. Outros hospitais de excelência são o Pronto Socorro, o Grupo Hospitalar Conceição (com quatro hospitais: Conceição, Criança, Cristo Redentor e Fêmina), o Moinhos de Vento, o Presidente Vargas, o Mãe de Deus, o Ernesto Dornelles, e o Independência.
Apesar da grande estrutura para a saúde presente no município, e de ser em 2024 a 4ª capital mais beneficiada com apoio financeiro do SUS para o seu sistema público, a pandemia de covid-19 fez o sistema de saúde local chegar à beira do colapso, e desde então não se recuperou plenamente, revelando-se largamente insuficiente para atender à demanda, com os hospitais e postos de saúde repetidamente superlotados, chegando em alguns locais a mais de 400% acima da sua capacidade (em particular nos invernos, quando cresce muito a incidência de doenças respiratórias), gerando serviços precarizados e longas esperas para consultas e cirurgias, formando-se uma crise crônica. Em 2024 e 2025 o município decretou situação de emergência na saúde pública. Um levantamento do Conselho Municipal de Saúde mostrou que entre 2021 e 2024 Porto Alegre foi uma das capitais que menos investiu em saúde, apesar de investir mais do que obriga a legislação, foi a 5ª capital que mais gastou com empregados terceirizados e a 4ª que menos investiu em servidores concursados.
Por outro lado, grande parte dos pacientes atendidos não residem em Porto Alegre, revelando uma falha no sistema estadual, que depende da capital para suprir carências de outras regiões. Além disso, várias instalações foram destruídas ou danificadas na grande enchente de maio de 2024, tanto na capital como na região metropolitana, agravando o quadro deficitário. Em 2025 a Prefeitura pretendeu repassar a gestão da média e alta complexidade hospitalar para o Governo do Estado e terceirizar as unidades de saúde, mas a ideia foi muito criticada, o Governo do Estado resistiu e a questão não se resolveu. A enchente também mudou o panorama da dengue, cujos casos foram catapultados de uma média de 5,4 mil ao ano para mais de 17,3 mil em 2024, e entre janeiro e maio de 2025 já havia mais de 6,2 mil casos confirmados e quase 30 mil notificações suspeitas, tornando-se uma ameaça crítica à saúde pública.

### Saneamento básico

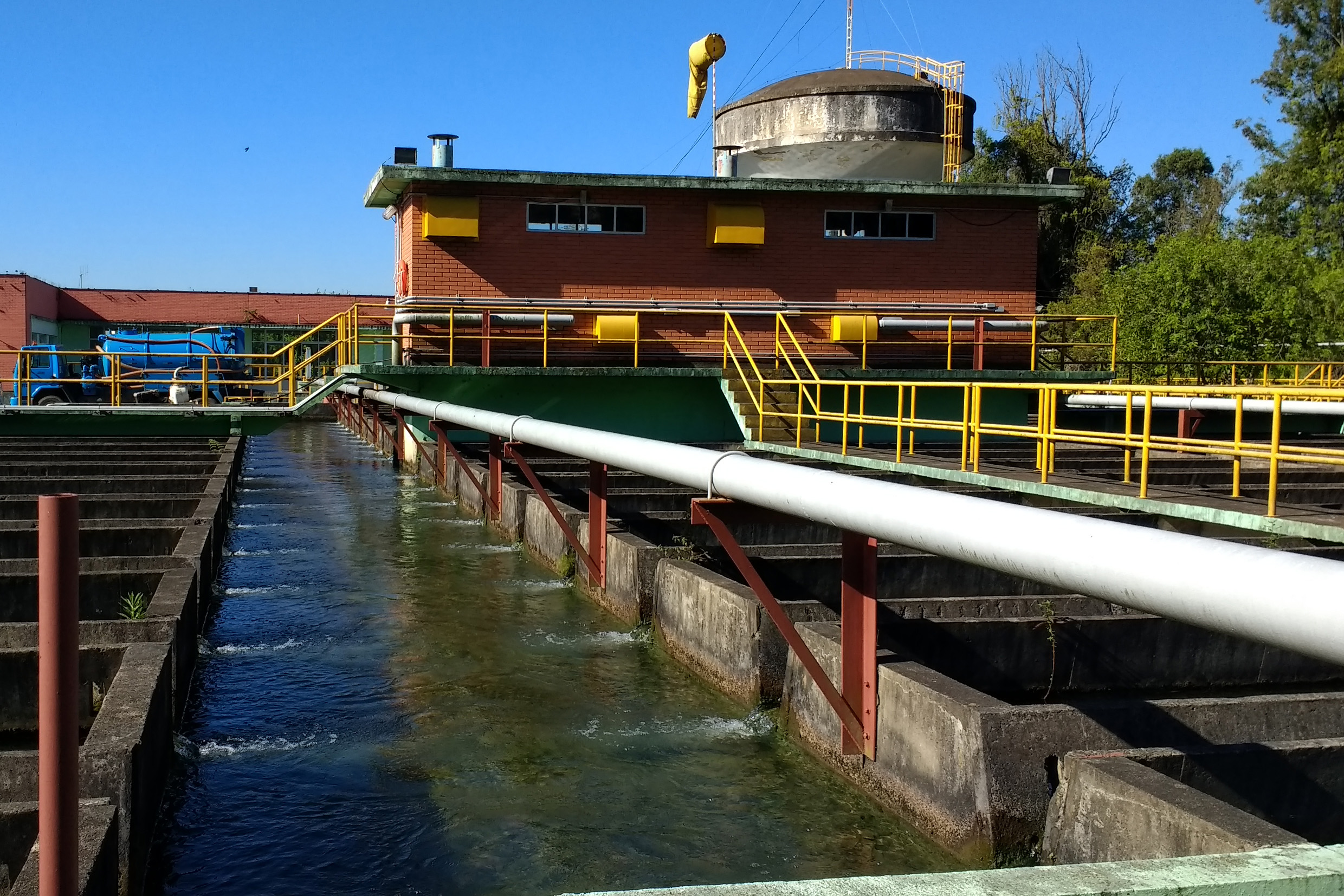
Estação de tratamento de água no bairro São João

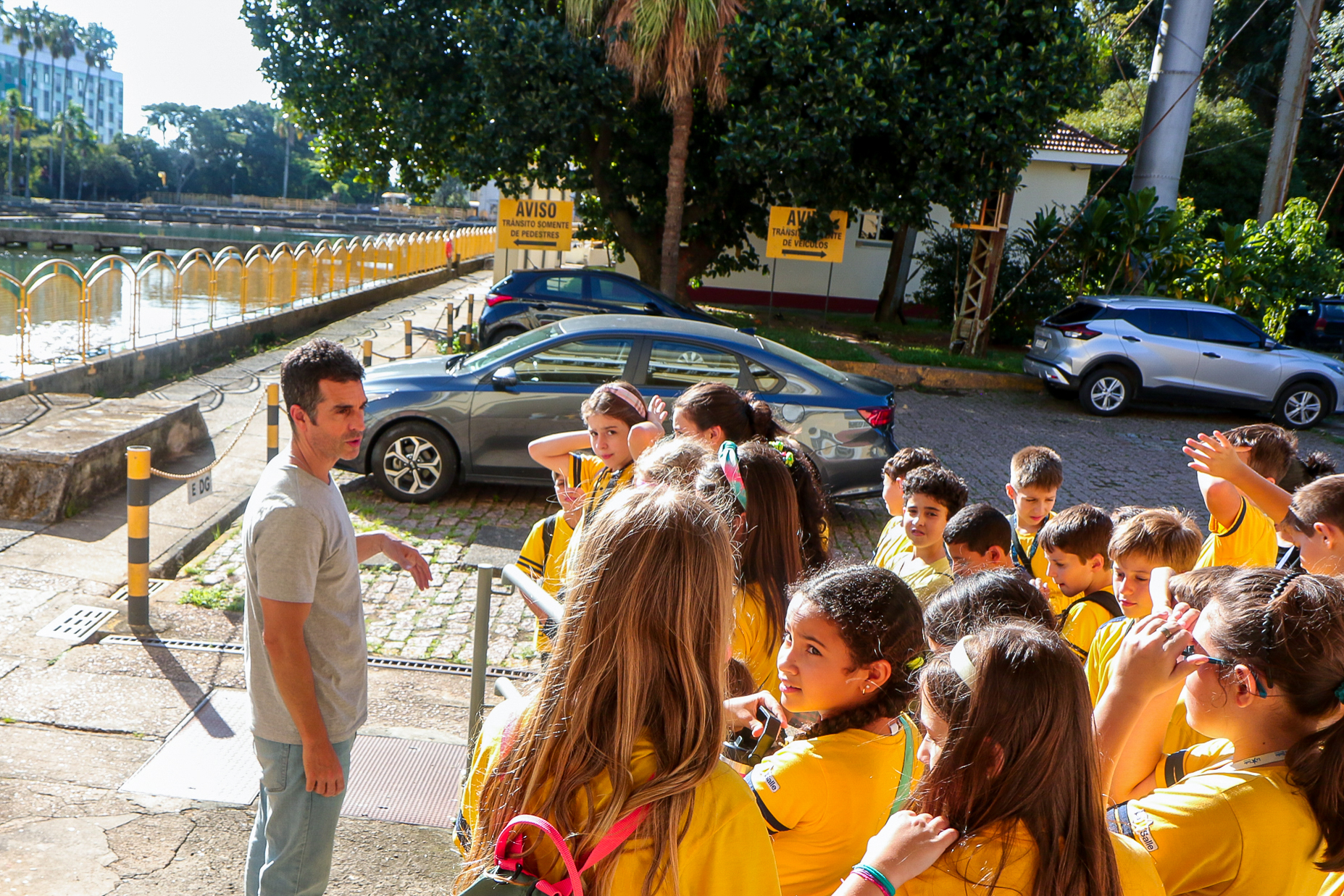
Escolares participando o programa de educação ambiental do DMAE, 2025

Os serviços de saneamento básico de Porto Alegre ainda têm várias deficiências mas estão em níveis muito superiores às outras capitais nacionais. Dados do Departamento Municipal de Água e Esgotos (DMAE) indicam que em 2025 Porto Alegre tinha mais de 99,5% da população atendida com abastecimento de água, contando com 6 estações de tratamento, 6 estações de bombeamento de água bruta, 88 estações de bombeamento de água tratada (EBATs), 104 reservatórios, com uma capacidade total de 202 mil metros cúbicos, e mais de 4,2 mil quilômetros de redes de coleta e distribuição. Mais de 200 milhões de m³ de água eram tratados por ano, cerca de 88% destinados ao uso residencial. O Lago Guaíba é o principal manancial de coleta de água bruta, entretanto ele recebe poluição de várias naturezas, incluindo esgotos domésticos in natura ou parcialmente tratados, além de efluentes industriais e agrícolas. Outros pontos de captação estão no Rio Jacuí e na Represa da Lomba do Sabão, localizada dentro do Parque Saint-Hilaire, constituindo uma reserva estratégica de água caso algum acidente ambiental impeça temporariamente a utilização da água do Guaíba.
Ainda segundo o DMAE, em 2025 havia 2 mil km de rede de coleta do esgoto cloacal, contemplando 91,30% da população em mais de 650 mil domicílios, com 10 estações de tratamento e 36 estações de bombeamento. Havia capacidade de tratamento de 80% do volume coletado, mas apenas 57% era tratado. O DMAE também realiza um programa de educação ambiental sobre o correto uso da água e disposição do esgoto.
A coleta de lixo é supervisionada pelo Departamento Municipal de Limpeza Urbana (DMLU), atendendo a 100% dos domicílios. O sistema de coleta seletiva foi inaugurado em 1990, sendo um dos pioneiros no Brasil. Contudo, há muitos anos os serviços de coleta são terceirizados e o atendimento nem sempre está dentro dos parâmetros exigidos. Em 2020 uma nova licitação de concessão foi suspensa pelo Tribunal de Contas para investigação por possível risco para a qualidade do serviço prestado. Em 2021 a Câmara aprovou a Política de Gerenciamento Integrado de Resíduos Sólidos, normatizando e prevendo ações para uma série de aspectos, incluindo limpeza urbana, coleta de resíduos, triagem, destinação, tratamento, compostagem, reciclagem, embalagem, incentivos, contratos, fiscalização, proteção ambiental e outros. No fim de 2023, obedecendo ao determinado na Política, a Prefeitura publicou o Plano de Gestão Integrada de Resíduos Sólidos, elaborado com base na Política Nacional de Resíduos Sólidos, contando com a colaboração de 41 contribuições vindas de consulta pública e de uma audiência.

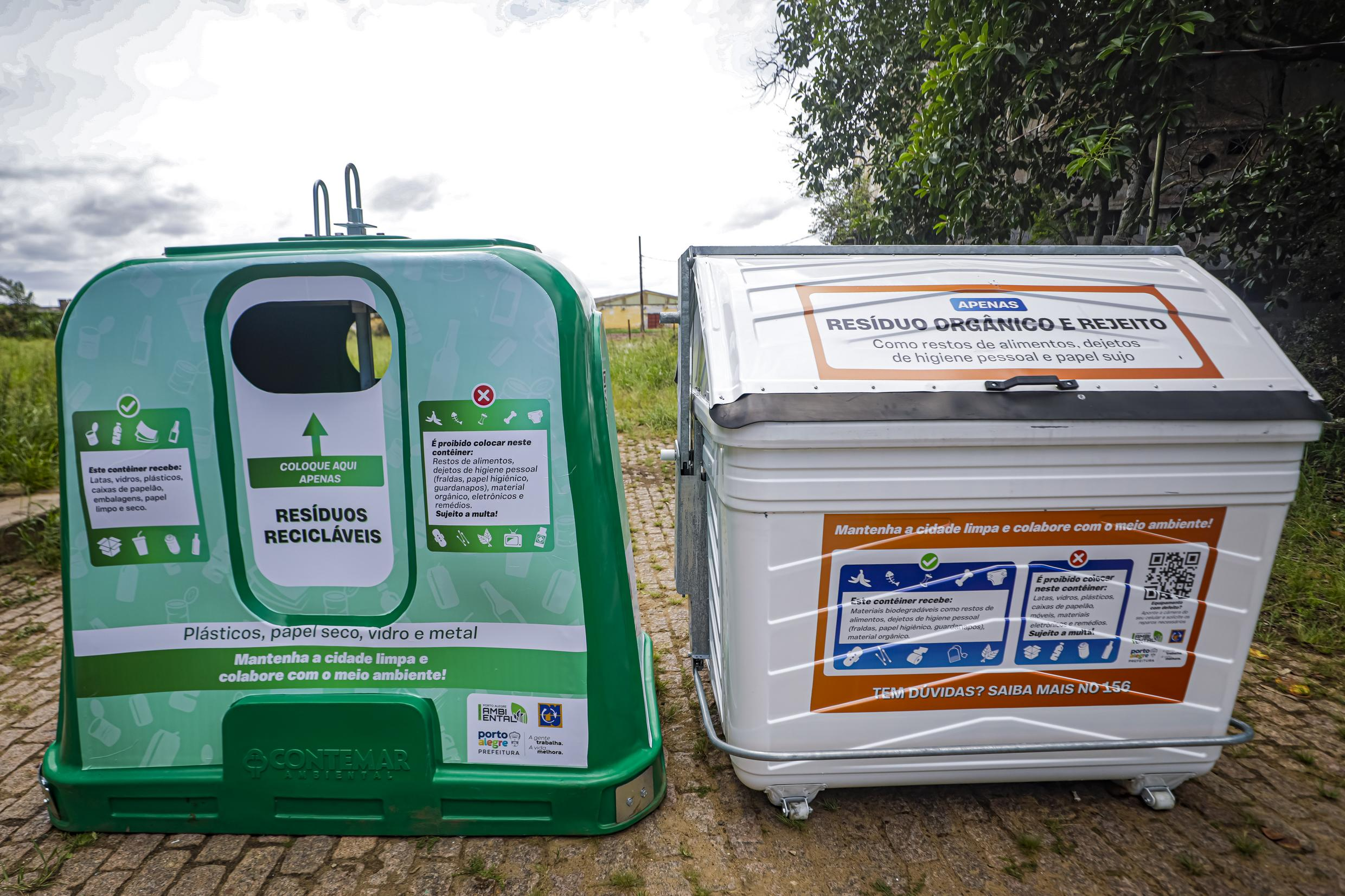
Lixeiras para coleta seletiva

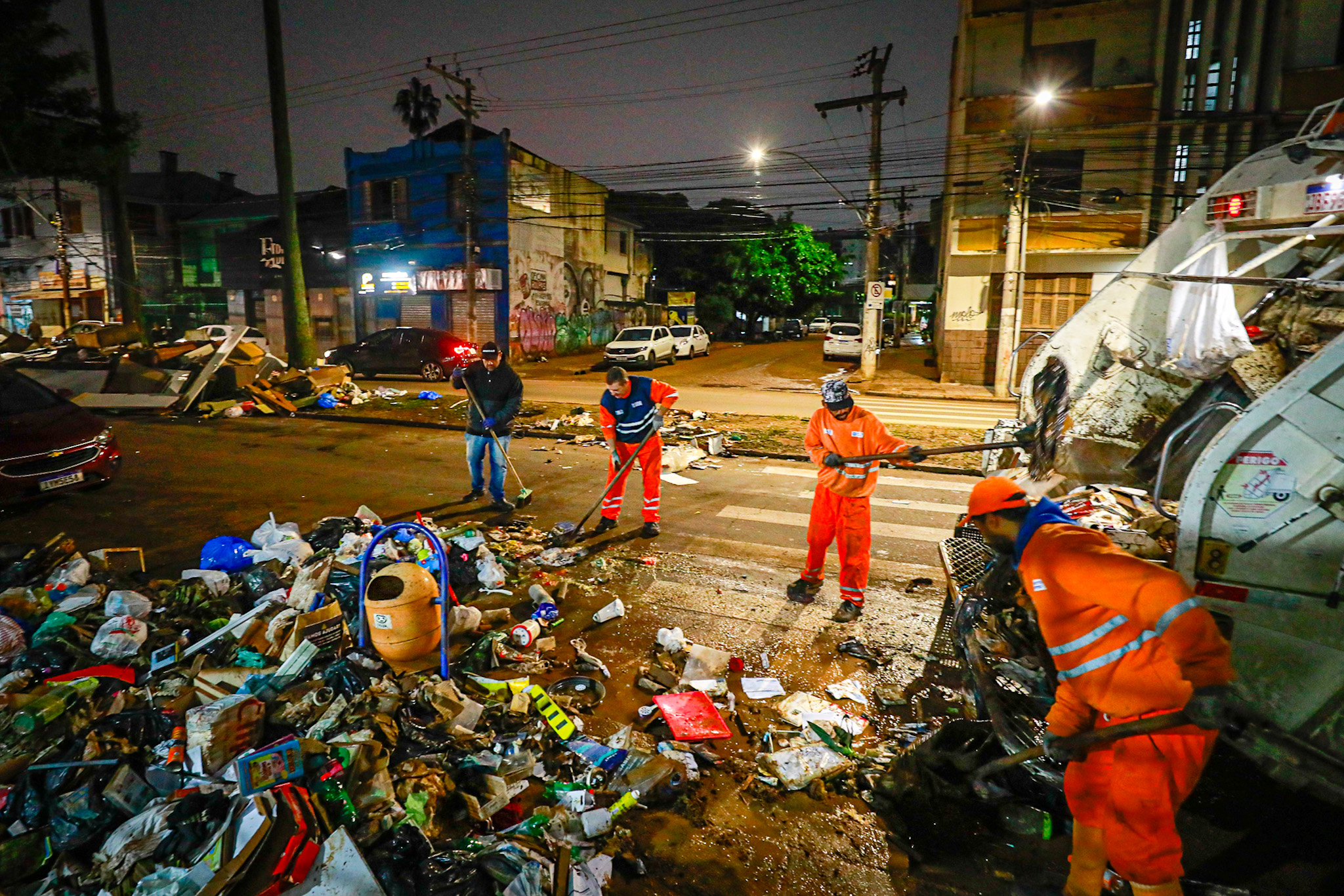
Equipes do DMLU trabalhando na limpeza da cidade depois da enchente de 2024, quando as ruas ficaram tomadas de montanhas de lixo e material descartado

Contudo, a situação do lixo continuou complicada. Em 2023 um grupo de ONGs, o coletivo dos catadores de lixo e pesquisadores de várias universidades desenvolveram uma proposta de melhoria no sistema e se reuniram para debater a situação do lixo, que consideraram crítica, acusando a Prefeitura de sucatear o sistema que existia e não dar a devida assistência e pagamento justo aos catadores de lixo. Neste ano apenas cerca de 4% dos resíduos sólidos eram reciclados e muito lixo ficava acumulado nas ruas. Em 2024 foi concluído um projeto de parceria público-privada para uma ampla reorganização do sistema do lixo, prevendo entregar por 35 anos toda a gestão para uma única empresa (antes eram cerca de 70 envolvidas na coleta e tratamento), exceto a triagem, que poderá ser realizada por cooperativas e associações contratadas. O projeto foi proposto com o objetivo de desburocratizar e modernizar a coleta, facilitar a fiscalização, aumentar a arrecadação da Taxa do Lixo, ampliar a coleta seletiva e os índices de reciclagem e reforçar a proteção ao meio ambiente. O investimento previsto é de 1,26 bilhão de reais, proveniente da Taxa do Lixo e da venda de material reciclável.
O projeto estava sendo equacionado desde 2021 e foi envolto em uma polêmica desde o início. Recebeu muitas críticas dos catadores, que se viram sem garantias de trabalho dentro do novo sistema, potencialmente prejudicando o sustento de milhares de famílias que já vivem na pobreza. No fim de dezembro de 2024 a Prefeitura abriu uma consulta pública, e em janeiro de 2025 a Frente pela Gestão de Resíduos Sólidos Participativa, composta por professores universitários, o Movimento dos Catadores, ONGs e outras entidades, apresentou uma análise técnica e entrou com uma ação judicial para revisão do projeto. A Frente reconheceu a validade de alguns argumentos da Prefeitura, como a necessidade urgente de reforma, a confusão gerada pela grande quantidade de empresas envolvidas, e a baixa qualidade dos serviços, mas fez críticas pela alegada falta de transparência, pouco debate, rejeição de projetos alternativos, possíveis riscos para o meio ambiente, demora nos prazos previstos para a implementação de certas ações, risco para a fiscalização, que será em parte entregue para a própria empresa, e os riscos envolvidos num monopólio e no fato de que certos aspectos do funcionamento da parceria serão definidos apenas após a contratação da empresa. Também foi criticado o longo prazo do contrato, que segundo a Frente daria pouca agilidade para um serviço que precisa ser flexível e adaptável. Em fevereiro a Defensoria Pública do Estado interveio, recomendando a reabertura da consulta pública e a adoção de medidas para ampliar a participação popular, garantir a inclusão dos catadores em todas as etapas do gerenciamento, estabelecer mecanismos de contratação digna, fomento e custeio para cooperativas e associações, bem como alternativas de garantia de renda para os catadores, a fim de que os princípios da gestão democrática e da participação popular fossem respeitados.

### Sistema de proteção contra cheias

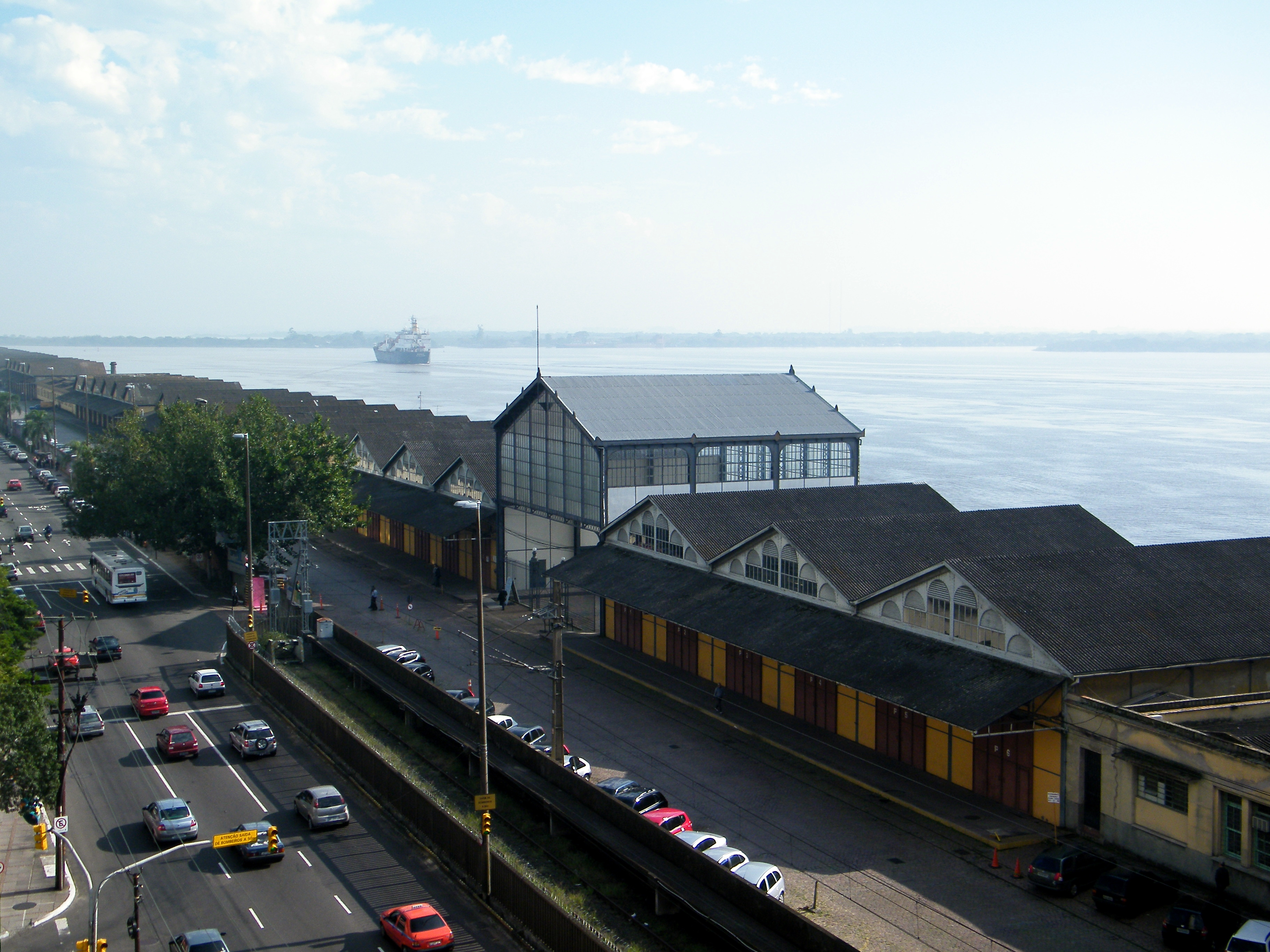
Muro da Mauá, estrutura de proteção contra enchentes na cidade, entre o cais do porto e a Avenida Mauá

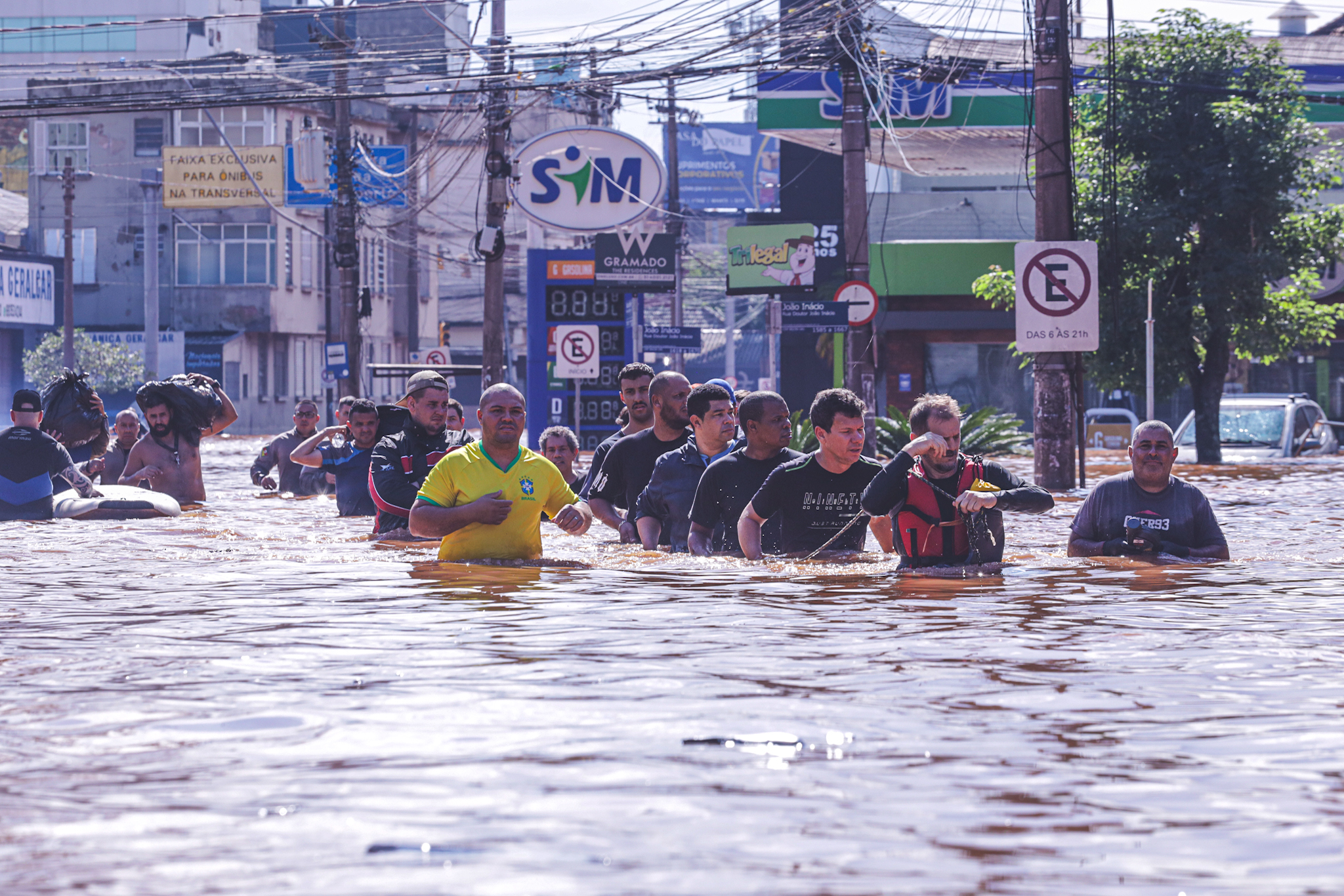
Equipe de resgate trabalhando na inundação da Zona Norte, 2024

A cidade de Porto Alegre está protegida por um sistema de diques externos, diques internos e por uma cortina de proteção (Muro da Mauá), totalizando uma extensão de 68 quilômetros. O sistema protege partes urbanizadas do município contra a eventual inundação da cidade causada pelas cheias extraordinárias dos rios da região hidrográfica do Lago Guaíba (Rio Jacuí, Rio Gravataí, Rio dos Sinos, Rio Caí e Rio Taquari). O sistema de proteção faz com que as partes mais baixas da cidade durante as cheias extraordinárias funcionem como um pôlder, que precisa ser drenado por um conjunto de 19 casas de bombas para se evitar o alagamento interno causado pelo refluxo através do sistema de escoamento urbano de águas pluviais. Além da operação das casas de bombas, o sistema de proteção apresenta um total de 14 comportas que precisam ser manobradas durante os eventos de cheia para se fechar as aberturas no Muro da Mauá e nos diques externos.
Esse sistema na década de 2020 não recebeu manutenção adequada, e na grande enchente de 2024, a maior que a cidade já experimentou, o sistema falhou, e como consequência, o Centro Histórico e vários outros bairros sofreram extenso alagamento, obrigando à evacuação das áreas mais afetadas. Os impactos foram vastos, com cerca de 40 mil edificações e cerca de 158 mil pessoas atingidas diretamente, e mais de 14 mil desabrigados. O descarte de mobília, equipamentos e outros objetos destruídos em residências e estabelecimentos transformaram as ruas dos bairros inundados em um lixão a céu aberto.

### Energia
A energia elétrica é fornecida pela Companhia Estadual de Distribuição de Energia Elétrica (CEEE), do Grupo CEEE, concessionária dos serviços de distribuição de energia elétrica na região sul-sudeste do estado. Em 1991 99,5% dos domicílios eram servidos de eletricidade, e a empresa em anos recentes tem feito diversos investimentos para melhorar o atendimento e expandir a rede. A voltagem da rede é de 110 V. Desde 1999 Porto Alegre dispõe de fornecimento de gás natural, vindo por gasodutos desde a Bolívia e Argentina.

### Urbanismo e habitação

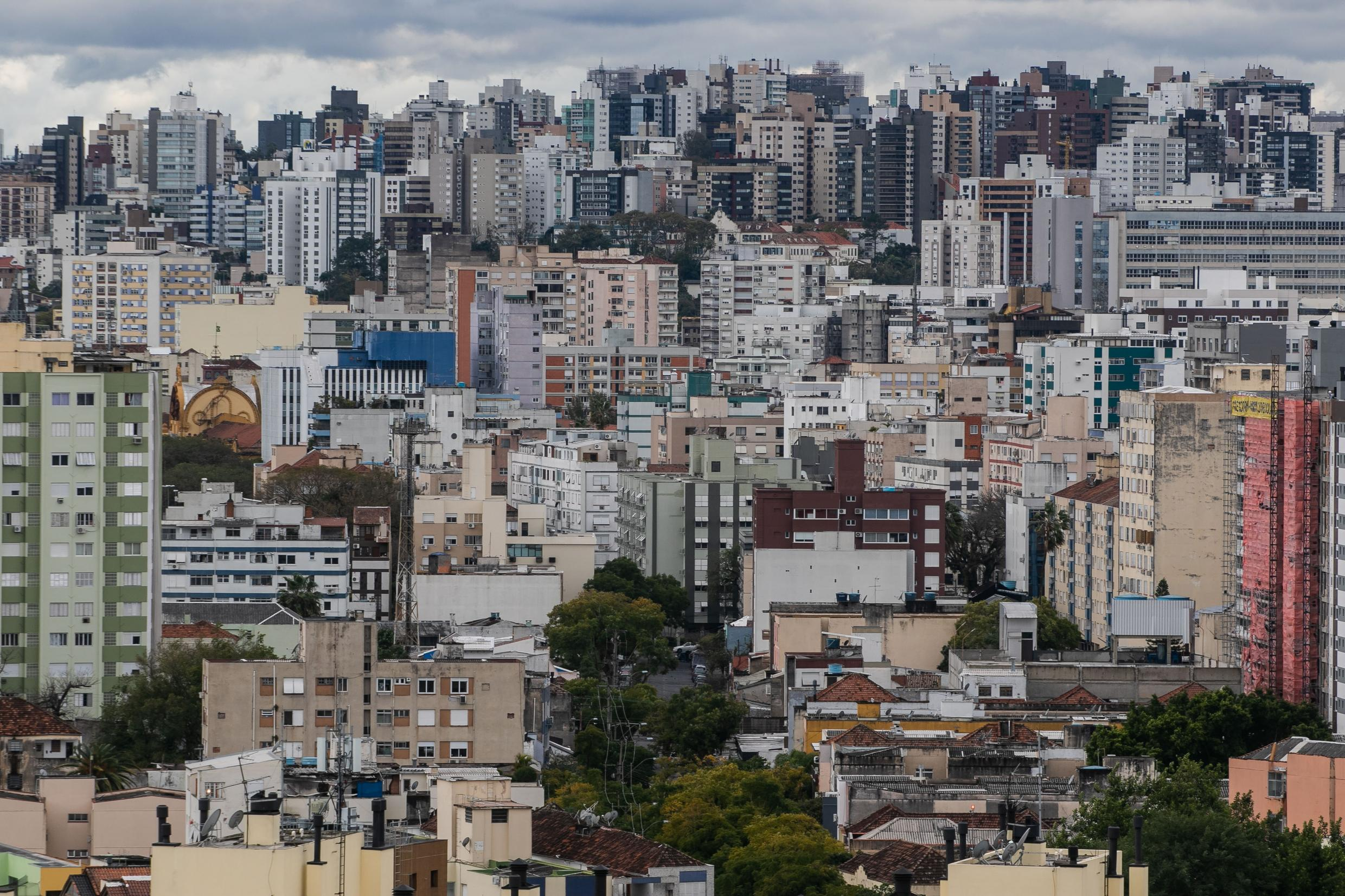
Detalhe do Centro Histórico

Entre as décadas de 1950 e 1960 a cidade experimentou um acelerado crescimento populacional, acentuando a conurbação com municípios vizinhos no eixo norte, consolidando seu perfil metropolitano, e como consequência, o ritmo da construção civil disparou, caracterizando-se ainda pela alta taxa de adensamento e verticalização em suas construções. O padrão anterior nas zonas mais urbanizadas (Centro e ao longo das principais avenidas), de edifícios de até seis pavimentos, passou para onze a doze pavimentos, surgindo também muitos arranha-céus ainda mais altos. Este processo progrediu e se difundiu para bairros mais afastados. A partir da década de 1990 a instalação de diversos shopping centers nas periferias incentivou o adensamento construtivo nessas áreas. Em 2025 Porto Alegre era uma das cinco cidades mais verticalizadas do país, mas isso se refere às suas zonas centrais, local de maior aglomeração de pessoas, comércio e serviços, com uma paisagem previsivelmente marcada por uma ocupação intensiva do solo. Embora tenha havido significativa expansão para as periferias, as zonas sul e leste ainda são bem menos habitadas e verticalizadas. Nas visão de Diego Altafini, Porto Alegre tem uma história de "fortes contrastes com relação à sua dinâmica de evolução urbana". Ao mesmo tempo, o processo de expansão urbana se caracterizou por uma sistemática expulsão das populações pobre e negra das zonas centrais para periferias cada vez mais distantes, onde permanecem até o presente largamente desassistidas.
Os empreendimentos se concentram maciçamente no setor residencial, com apenas cerca de 7% no setor comercial. Acompanhando uma tendência entre as grandes cidades brasileiras, em Porto Alegre o volume construído cresce mais do que cresce a população, pouco afetado pelas periódicas crises financeiras. Segundo Lahorgue, Soares & Campos, "essa dinâmica crescente e autônoma evidencia que a produção de habitação consiste em um vetor importante de investimento imobiliário, sendo fortemente relacionada com o mercado financeiro e com o suporte do próprio Estado". Porto Alegre, aliás, tem tido um baixo crescimento demográfico nas últimas décadas, e na última sua população experimentou redução, mas os empreendimentos continuam crescendo. Além disso, a ocupação dos imóveis é incompleta. Em 2022 havia 558.151 domicílios particulares em uso permanente, mas 101.013 outros estavam vagos e 27.250 eram de uso ocasional. Na última década, o número de imóveis vagos mais que dobrou.

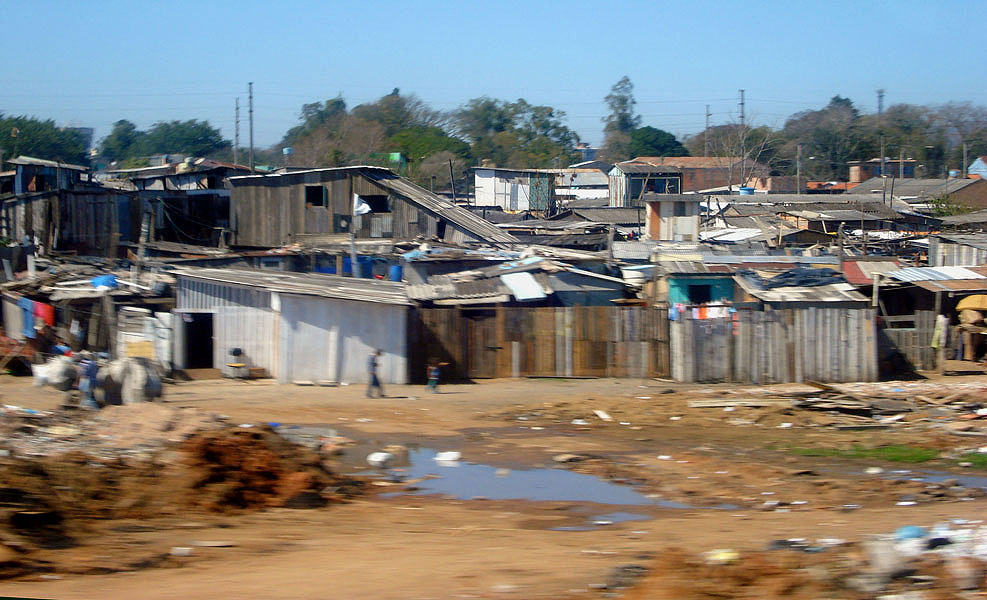
Favela na entrada norte da cidade

A maioria dos projetos imobiliários favorece a população de renda média ou alta e se localiza em zonas bem estruturadas, há também a nova tendência dos condomínios fechados, empreendimentos de luxo em zonas distantes do Centro, mas os investimentos na moradia popular são baixos, e são poucas as empresas que se interessam por este segmento, deixando uma significativa população a viver em favelas ou em loteamentos periféricos precários, muitas vezes sem energia, saneamento ou água. Dados de 2010 indicavam que havia 200 mil moradores de favelas (13,7% da população) e um total de 62 mil domicílios pobres e indigentes (12% dos domicílios). Não há dados consolidados mais recentes, mas na estimativa de 2020 do Observatório das Metrópoles, os índices podem ter piorado. Na última década, dos 90 empreendimentos habitacionais que foram iniciados, apenas 30 se destinaram à habitação social, incluídos no programa federal Minha Casa, Minha Vida, mas mesmo tendo contribuído para aliviar a pressão habitacional, sua execução tem experimentado dificuldades, e apenas sete projetos foram concluídos até 2023, havendo um déficit habitacional que tem sido estimado entre 30 e 90 mil moradias.
Grandes empreendimentos às vezes exigem a expulsão de população já residente no local, tendo se verificado diversos casos conflitivos. Há várias áreas que sofrem invasões e ocupação irregular, incluindo terras indígenas e quilombolas, às vezes gerando conflitos violentos.De acordo com o Mapeamento Nacional de Conflitos pela Terra e Moradia, 3.119 famílias estavam ameaçadas de despejo em 2023, ou por pedidos de reintegração de posse, ou afetadas por obras públicas que precisam de espaço, e ao menos um terço delas vivia no Centro e no 4º Distrito, duas áreas degradadas que foram priorizadas para revitalização pela Prefeitura. A grande enchente de 2024 causou extensa destruição em diversos bairros da capital, amplificando o problema habitacional, aumentando o número de ocupações irregulares e elevando o preço dos imóveis nas zonas não afetadas. Um ano depois, haviam sido aplicados 599 milhões de reais do Município e 228,5 milhões da União em obras de recuperação, mas havia muito ainda por fazer, e as soluções propostas não ficaram livres de conflitos e polêmicas. Em 2025 o Departamento Municipal de Habitação anunciou a futura construção de 2,2 mil moradias populares.
As últimas administrações municipais têm recebido múltiplas críticas por alegadamente desmontar as estruturas de gestão democrática da cidade, suprimir o debate transparente, alterar legislação, flexibilizar os licenciamentos e favorecer as empresas e a especulação imobiliária, em detrimento dos interesses comunitários. O setor imobiliário exerce grande influência política, e segundo Lahorgue, Soares & Campos, "sozinho, o setor de construção responde por mais de 45% do total das contribuições aos partidos e candidatos". Na análise de Martins & Carrion, "existe um grupo de atores, composto pelo poder público e por empresas privadas, que controla as ações por meio de símbolos de poder e capital financeiro em função de um bem-estar restrito, enquanto, de outro lado, existe um grupo que pode ser metaforicamente chamado de coadjuvante, o qual é destituído de poder econômico e não consegue ser ouvido". Para Sanches & Soares, "cercado por uma disputa de poder, o planejamento urbano tornou-se cada vez mais antidemocrático nos últimos anos, fator ainda não superado nas instâncias oficiais do poder público. O discurso tecnicista impera, assim como a adoção de soluções mais voltadas para a economia do que para a garantia de direitos sociais".

### Comunicações

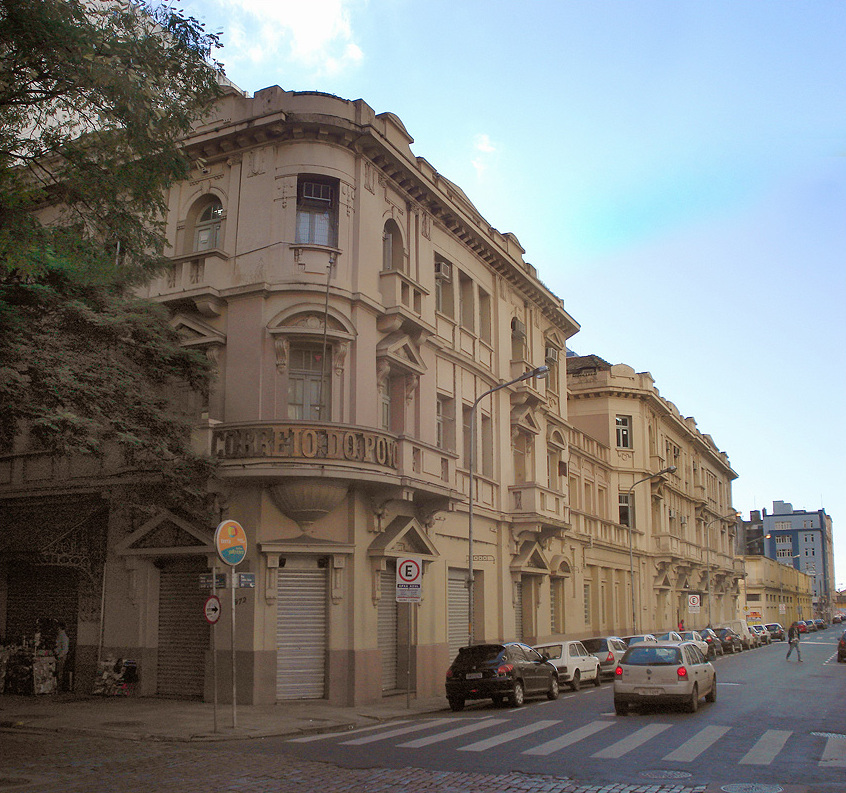
Sede do jornal Correio do Povo, um dos mais tradicionais da cidade

Porto Alegre possui vários jornais, destacando-se a Zero Hora, o Correio do Povo, O Sul, o Diário Gaúcho e o Jornal do Comércio. Três deles estavam em 2008 entre os dez de maior circulação no país, segundo dados do Instituto Verificador de Circulação, ocupando respectivamente a 7ª, 8ª e 9ª colocações: Zero Hora (187 220 exemplares/dia), Diário Gaúcho (167 125) e Correio do Povo (157 543). Existem diversas rádios, como a Rádio Gaúcha, a Rede Atlântida, a 102.3 FM, a Rádio Liberdade, a Mix FM Porto Alegre, a Rádio Guaíba, a Rádio Pampa, a FM Cultura, a Rádio Grenal e muitas outras.
Em dados da ANATEL, em julho de 2010 Porto Alegre possuía 393 607 telefones fixos (referentes apenas às concessionárias do STFC) e, em 2008, um índice por área de DDD (051) de 90,34 aparelhos celulares a cada 100 habitantes. Há fácil acesso à internet na cidade, e como disse André Kulczynski, diretor da Procempa, pode ser considerada, entre as capitais brasileiras, privilegiada nesse aspecto. A cidade possui uma infovia própria e está inteiramente coberta por uma rede wireless (sem fio), a administração do município tem uma rede de fibra óptica de 400 km de extensão, todas as escolas do município dispõem de banda larga e em 2010 os postos de saúde iniciaram sua integração ao sistema. Centros de capacitação digital oferecem cursos gratuitos, inclusive para pessoas com deficiências, idosos e adolescentes, e o Poder Público já abriu em ambientes públicos o acesso livre e gratuito à internet. O uso institucional da internet pela Prefeitura gerou economia de 8 milhões de reais em telefonia em 2008. Recentemente entrou em teste um sistema de internet via rede elétrica. O serviço postal é atendido por 62 agências da Empresa Brasileira de Correios e Telégrafos na cidade.
Entre os canais de TV operando na cidade estão a RBS TV, a Band RS, o SBT RS, a Record Guaíba e a TV Pampa. O maior conglomerado de comunicações de Porto Alegre é o Grupo RBS, filiado à Rede Globo, que possui 18 emissoras de TV associadas no estado, mais 15 emissoras de rádio, 3 jornais diários, 4 portais na internet, uma editora, uma gráfica, uma gravadora, uma empresa de logística, uma empresa de marketing e relacionamento com o público jovem e participação em uma empresa de mobile marketing. Porto Alegre também é sede da Associação Gaúcha de Emissoras de Rádio e Televisão (AGERT), uma entidade que congrega 296 filiados, entre emissoras de rádio, televisão e representantes comerciais.

### Ciência e tecnologia

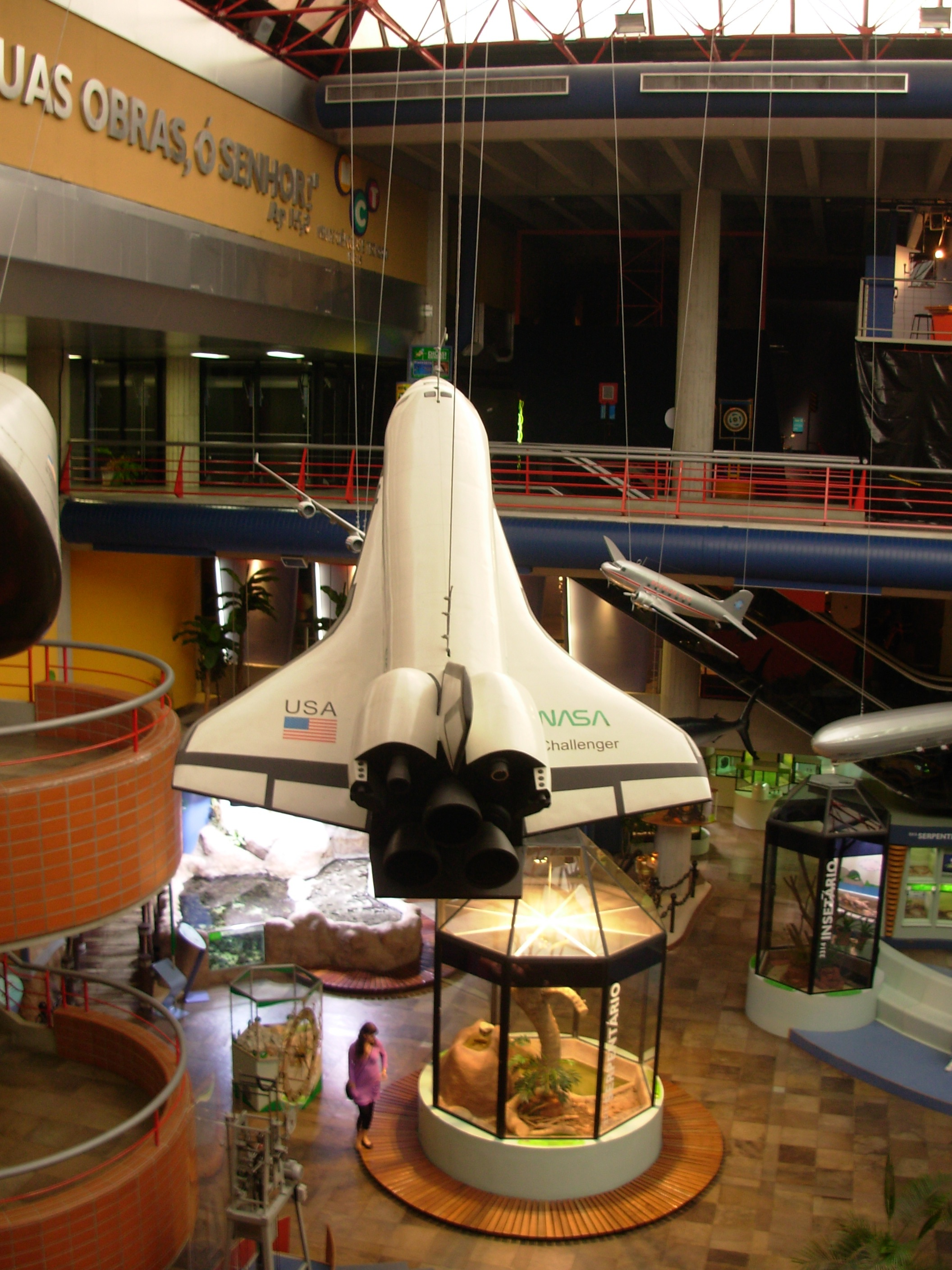
Interior do Museu de Ciências e Tecnologia da Pontifícia Universidade Católica do Rio Grande do Sul (PUC-RS).

Em nível municipal o campo da ciência e tecnologia é administrado pelo Conselho Municipal de Ciência e Tecnologia, que elabora e discute as políticas públicas para o setor em Conferências Municipais com periodicidade bienal. Outras instâncias oficiais também se dedicam ao fomento do setor, como o Instituto Federal de Educação, Ciência e Tecnologia do Rio Grande do Sul, desenvolvendo uma série de atividades em pesquisa, ensino e qualificação técnica, de nível elementar a superior, e a Fundação de Ciência e Tecnologia, vinculada ao Governo do Estado. Porto Alegre já sediou várias edições da Feira de Ciência, Tecnologia e Inovação Globaltech e é a sede permanente do Fórum Internacional Software Livre, o maior encontro de comunidades de software livre da América Latina e um dos maiores do mundo.
Também as universidades locais têm grande empenho na área. A PUC-RS mantém o Museu de Ciências e Tecnologia, dispondo de uma grande área de exposição permanente com mais de 10 mil m² e cerca de 750 equipamentos interativos, além de atuar na pesquisa e ensino científico de maneira destacada, sendo escolhida em 2010, com a UNICAMP, como as melhores em Ciências Exatas e Informática. A UFRGS também mantém vários núcleos que são referência nacional em ensino e produção científica. Diversos pesquisadores ativos na capital já receberam premiações e desenvolvem projetos pioneiros em suas especialidades.

### Segurança e criminalidade
Em 2007 foi a capital brasileira, entre as 13 maiores do país, onde o homicídio mais cresceu, o número de mortes por agressão aumentou quase 60% em relação a 2006 e os homicídios aumentaram em 57,5%, metade do número das ocorrências em todo o estado. As principais causas apontadas foram o sucateamento do sistema de segurança, o acirramento da rivalidade entre as polícias Civil e Militar, e o aumento do tráfico de drogas e de bolsões de pobreza. Por outro lado, em 2009, com o reforço no policiamento ostensivo, os números caíram em várias áreas do crime. Conforme os dados da Brigada Militar, no Centro o roubo a estabelecimentos comerciais caiu em 52% e os furtos 40%. Nos casos de furtos e roubos a pedestres e veículos, a redução dos índices ficou entre 13% e 44%. Em 2010 foi instalado um sistema de mapeamento do crime via internet, com resultados significativos: em apenas seis meses de uso verificou-se a redução nos índices de criminalidade, conforme o tipo, de 4,6% a 37,9%. Os bons resultados também são consequência do aumento do efetivo, que teve neste ano um acréscimo de mil soldados. O delegado Bolívar Llantada disse que a taxa de homicídios vem caindo nos últimos três anos: em 2007 foram registrados 485; em 2008, 482 e, em 2009, 411. Até julho de 2010 foram registrados 232. Segundo o delegado, de 80 a 90% dos homicídios da capital estão ligados ao tráfico de drogas.

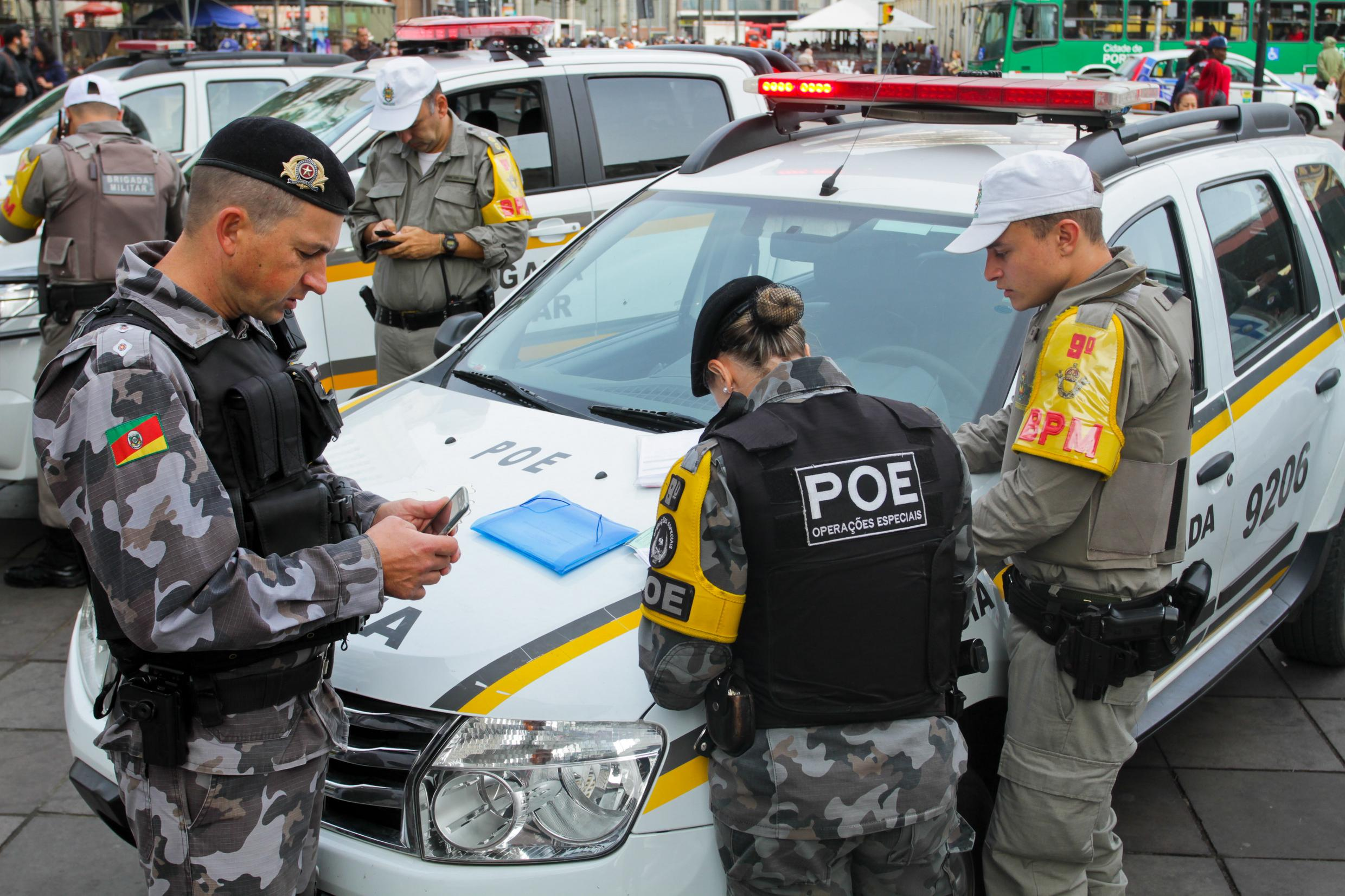
Operação conjunta da Guarda Municipal e Brigada Militar no centro de Porto Alegre, 2017

A ocorrência de crimes violentos por 100.000 habitantes quase dobrou de 2011 a 2015, posicionando-se como a cidade mais violenta do estado. Quanto à quantidade de crimes registrados, a cidade tinha o maior número de casos de homicídios dolosos, furtos, furtos de veículo, roubos, roubos de veículos, latrocínios, extorsões, extorsões mediante sequestros, estelionatos, crimes relacionados à corrupção, à armas de fogo e munições, e posse e tráfico de entorpecentes do estado. Em 2015 foram 1.479 homicídios, uma taxa de 34,73 a cada 100 mil habitantes. Nos últimos anos, após o fim de uma longa guerra entre duas facções do crime organizado, que fez a taxa de homicídios disparar entre 2013 e 2016, e com a introdução do programa RS Seguro em 2019, a situação melhorou bastante, e embora haja oscilações importantes, a tendência geral é de queda na criminalidade em várias categorias, como homicídios, roubo de pedestres e roubo de carros, acompanhando a tendência estadual.
| 2011  | 2012  | 2013  | 2014  | 2015  |
| ----- | ----- | ----- | ----- | ----- |
| 14,18 | 15,83 | 17,82 | 21,66 | 27,81 |

| 2010 | 2011 | 2012 | 2013 | 2014 | 2015 | 2016 | 2017 | 2018 | 2019 | 2020 | 2021 | 2022 |
| ---- | ---- | ---- | ---- | ---- | ---- | ---- | ---- | ---- | ---- | ---- | ---- | ---- |
| 28.3 | 29.5 | 35.3 | 33.0 | 43.1 | 44.8 | 53.5 | 45.5 | 36.2 | 21.7 | 17.6 | 24.1 | 30.0 |
| 1801 | 1852 | 2110 | 2059 | 2527 | 2662 | 2885 | 2990 | 2368 | 1811 | 1694 | 322  | 400  |

Apesar das melhoras, ainda há sérios problemas a resolver. Entre 2021 e 2022 a violência policial aumentou 41%, em 2023 Porto Alegre foi avaliada pelo Anuário Brasileiro de Segurança Pública como a capital mais violenta das regiões Sul, Sudeste e Centro-Oeste, em 2024 foram registrados 7.714 casos de violência contra a mulher, a população negra continua sendo proporcionalmente mais afetada pela violência do que a branca, e permanece uma alta porcentagem de homicídios de adolescentes e jovens, havendo também uma relação direta entre mortalidade juvenil e desigualdade social, sendo em sua maioria jovens do sexo masculino, negros e moradores de territórios com acesso precário às políticas públicas.

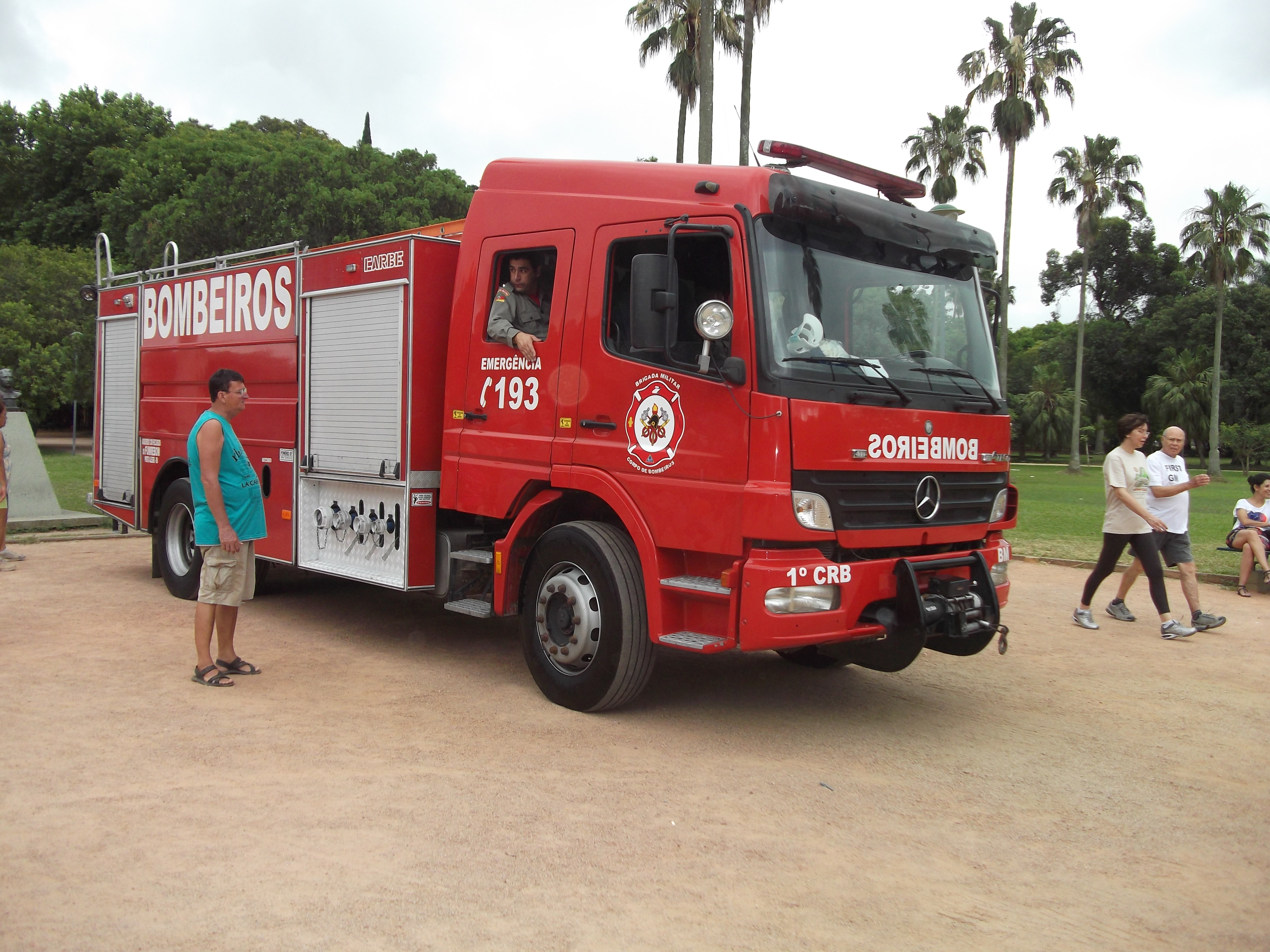
Viatura do Corpo de Bombeiros da Brigada Militar do Estado do Rio Grande do Sul.

A segurança pública é oferecida por vários corpos especializados mantidos pela Prefeitura Municipal. A Guarda Municipal patrulha prédios e espaços públicos, faz a segurança de pessoas públicas e eventos oficiais, e atende à população de várias maneiras, como em reintegrações de posse, vigilância motorizada, socorro em incêndios e desabamentos e combate à pichação. O Centro de Referência às Vítimas de Violência presta informações e orientações às vítimas de violações de direitos, abuso de autoridade, exploração sexual e qualquer tipo de discriminação. O Programa Nacional de Segurança com Cidadania foi implantado em Porto Alegre para atender ao jovem que se encontra em situação infracional ou a caminho dela. O Sistema de Defesa Civil municipal se dirige a ações preventivas, de socorro, assistenciais e recuperativas, com o propósito de evitar ou minimizar desastres, procurando ao mesmo tempo, preservar o moral da população e restabelecer a normalidade do convívio social.
Outro corpo de segurança presente na capital é a Polícia Civil, com funções principais de polícia judiciária. Finalmente, a Brigada Militar, mantida pelo Governo do Estado, tem múltiplas atribuições para integração e proteção da população, como policiamento preventivo e ostensivo, patrulha ambiental, defesa civil, auxílio às Forças Armadas, combate às drogas, busca e salvamento, profissionalização de adolescentes em situação de risco, promoção da cidadania e instrução sobre higiene básica, além de providenciar os serviços de bombeiros e, durante o verão, o de salva-vidas.

## Cultura

### Música

#### Música popular

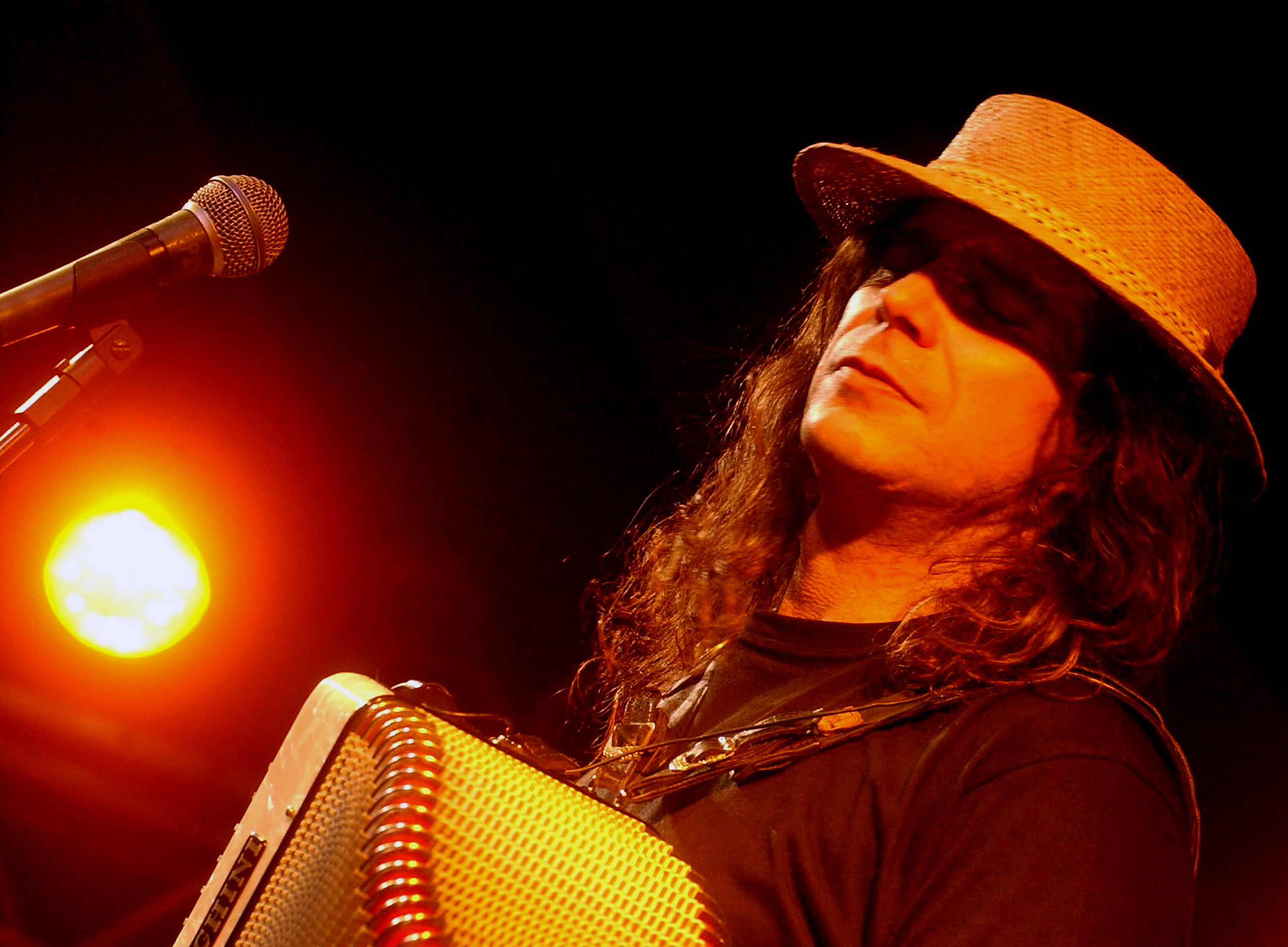
Show de Renato Borghetti em 2006

Desde os anos 1980 Porto Alegre se caracteriza por ter um circuito de música popular muito diversificado, com a música de inspiração gauchesca ocupando um papel destacado, alavancada pelo apoio recebido do Movimento Tradicionalista Gaúcho e os vários CTGs, mas contando também com vários grupos e cantores de música pop que, incorporando estéticas internacionais e locais, muitas vezes adicionando fortes traços de irreverência e contestação social, deram uma feição original à música popular da cidade, tipificada na produção de, por exemplo, Bebeto Alves, Nelson Coelho de Castro, Nei Lisboa, Júlio Reny, Raul Ellwanger e Kleiton e Kledir. Entre as décadas de 1980 e 1990 a cidade também chamou a atenção nacional pelo seu rock, articulando uma vertente diferenciada do mainstream que foi chamada de rock gaúcho, na qual se destacaram bandas como Os Replicantes, DeFalla, Cascavelletes, TNT, Engenheiros do Hawaii e Graforréia Xilarmônica, apoiadas por diversos selos independentes e pela Rádio Ipanema. Para Nicole dos Reis, o cenário foi desde então marcado pelo profissionalismo.
Na atualidade a movimentação continua grande, com uma série de ações de instituições oficiais e privadas apoiando a produção local e trazendo artistas de fora, enquanto se multiplicam festivais, apresentações ao vivo e grupos dos mais variados gêneros, passando pelo rock, o samba, a MPB, o hip hop, o nativismo, o jazz, a bossa nova e outros. São nomes e grupos bem conhecidos na música popular de Porto Alegre, além dos já citados e entre uma multidão de outros: Zé Caradípia, Cachorro Grande, Gelson Oliveira, Renato Borghetti, Geraldo Flach, Zilah Machado, Os The Darma Lóvers, Karine Cunha, Arthur de Faria, Wander Wildner. e Da Guedes.

#### Música erudita

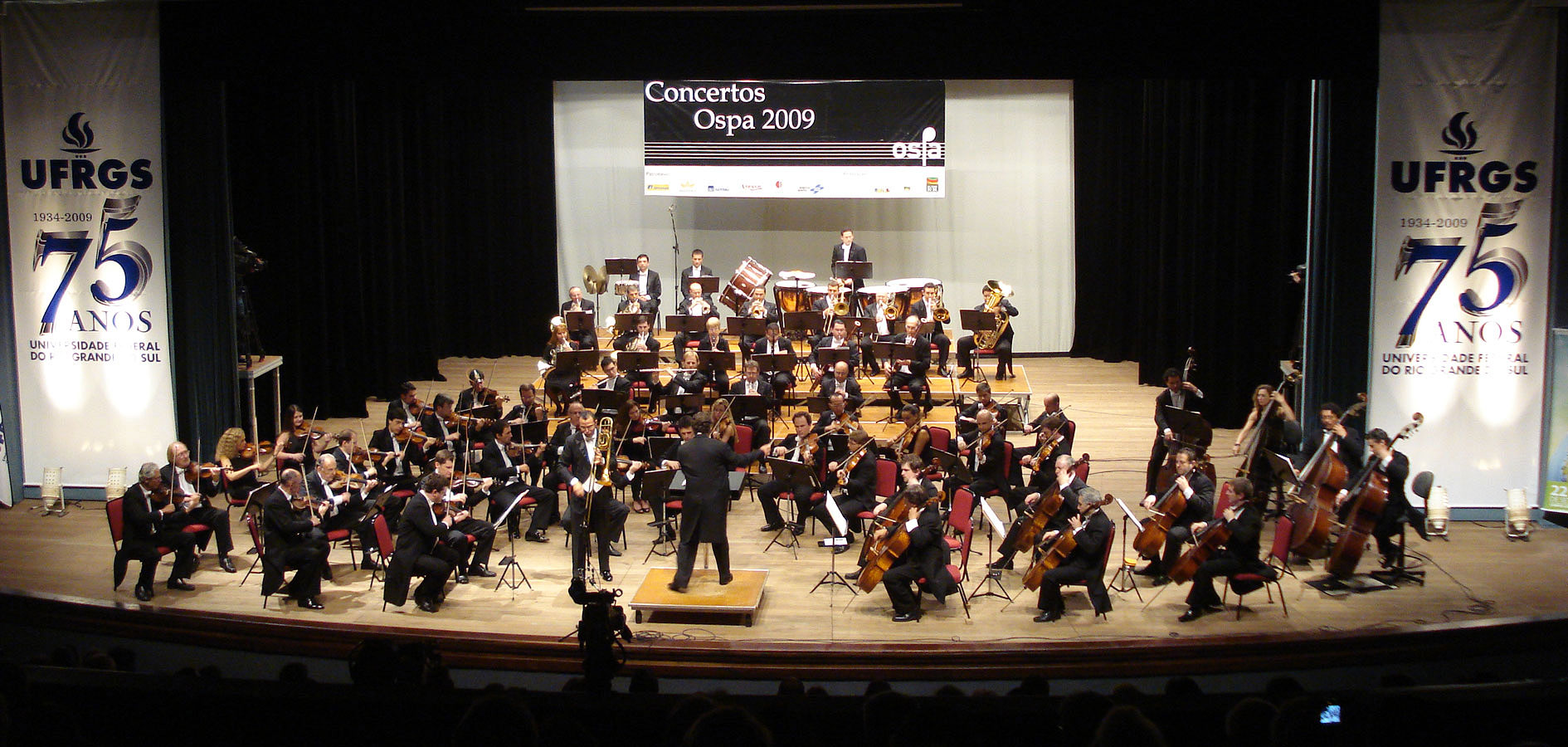
A Orquestra Sinfônica de Porto Alegre, concerto em 2009

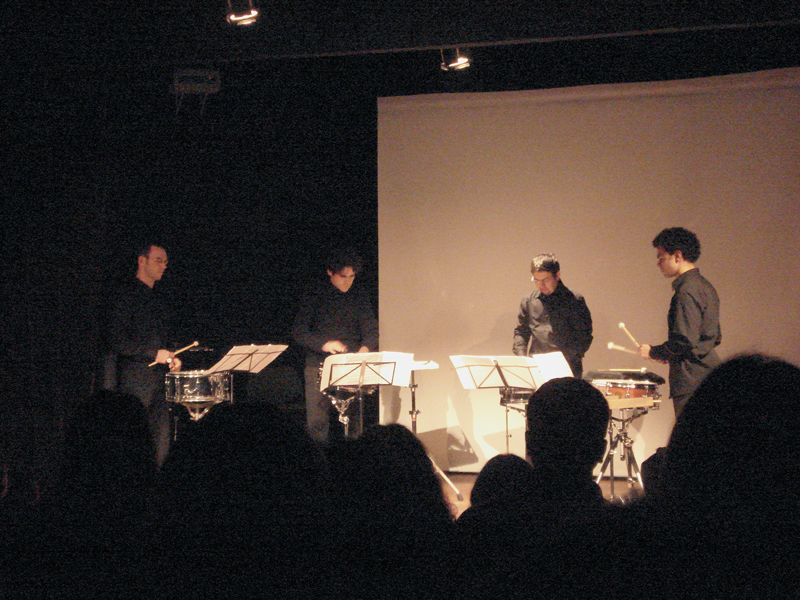
Recital do Grupo de Música Contemporânea de Porto Alegre no Instituto Goethe, 2008

A cidade é uma referência para todo o estado em termos de música erudita, como o principal polo produtor e irradiador de influência. Possui quatro orquestras estáveis: a Orquestra Sinfônica de Porto Alegre, a Orquestra Theatro São Pedro, a Orquestra Villa-Lobos, e a orquestra da Bach Society Brasil, além inúmeros grupos menores de câmara e solistas vocais e instrumentais, bem como grande número de escolas de música e espaços de apresentação.
A pesquisa acadêmica e a qualificação profissional avançada ocorrem nos cursos de graduação e pós-graduação em música da UFRGS. Além de ter dado origem a um já significativo acervo de textos e publicações de musicologia e preparado uma grande quantidade de profissionais da música e novos professores, é parte inerente do funcionamento dos cursos a organização de recitais públicos. A UFRGS mantém a Rádio da Universidade, a primeira emissora universitária do Brasil e a única emissora local com uma programação voltada primariamente para a produção erudita.
Além desses organismos, a música erudita porto-alegrense conta com um grande número de outros espaços de cultivo em museus, centros culturais, nos vários teatros da cidade e até mesmo no ambiente das empresas. Entre os projetos plurianuais com programação regular podem ser citados Música no Museu mantido pelo Museu de Arte do Rio Grande do Sul, Recitais na Biblioteca, da Biblioteca Pública do Estado, Clássicos na Pinacoteca, mantido pela Pinacoteca Ruben Berta, Concertos Capitólio, da Cinemateca Capitólio, e os tradicionais Concertos Comunitários promovidos pela rede de supermercados Zaffari.

### Cinema

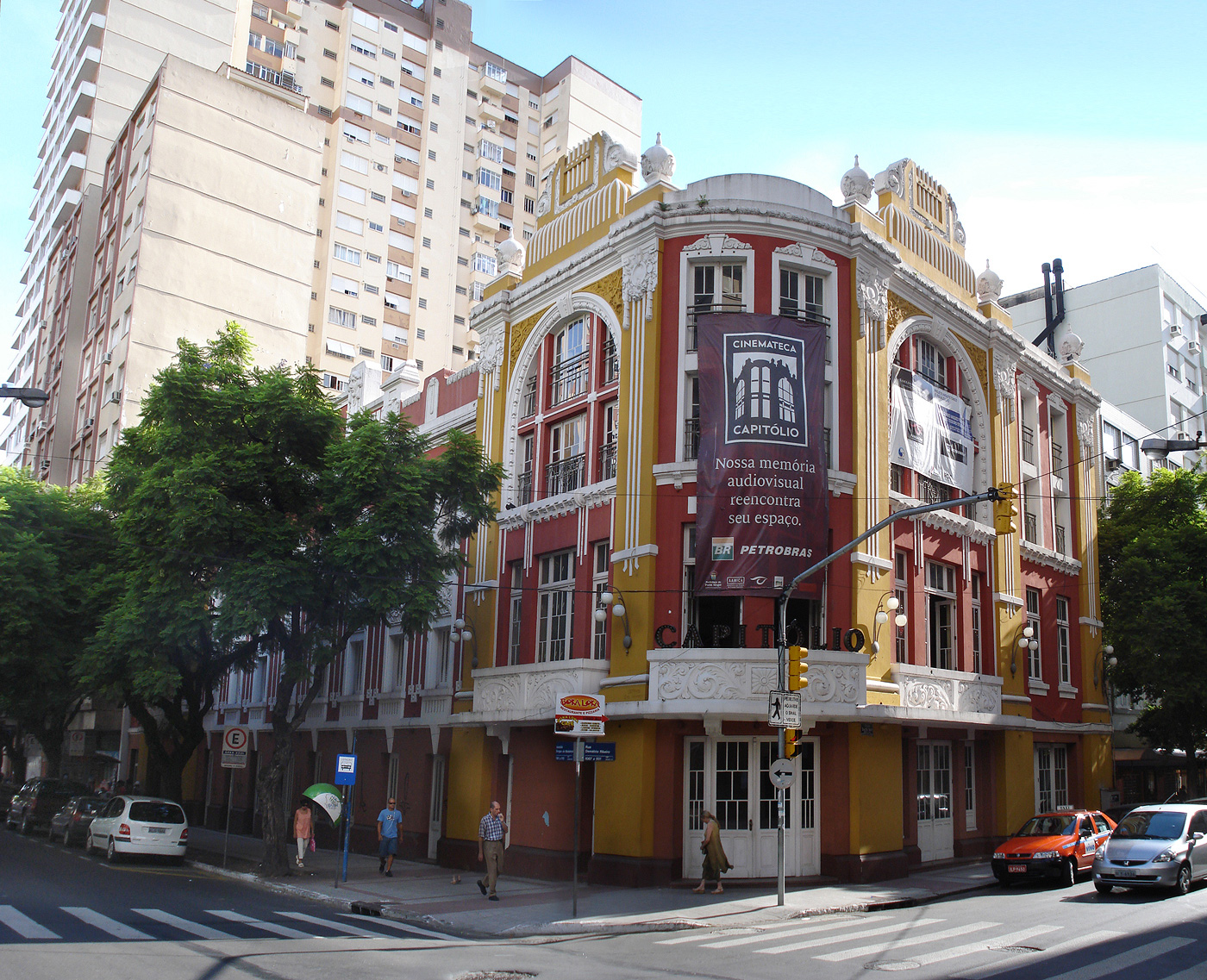
O antigo Cine-Teatro Capitólio, sede da atual Cinemateca Capitólio

A popularidade do cinema se estabeleceu em Porto Alegre desde que foi o gênero criado no fim do século XIX, passando a contar com vários espaços de exibição. Atualmente a cidade tem mais de 70 salas, tornando-a a 3ª capital melhor servida em salas de cinema por habitante, atrás apenas de Vitória e Florianópolis. Mas a cidade não só possui muitos espaços de apresentação como tem significativa discussão, crítica e produção cinematográfica, com um grupo de cineastas de voz própria.
Em 1984 se produziu Verdes Anos, de Carlos Gerbase e Giba Assis Brasil, um marco no cinema local, e pouco mais tarde o movimento cinematográfico se estruturou numa cooperativa, a Casa de Cinema, reunindo onze realizadores que já tinham experiências em comum. Ainda em atividade, a Casa de Cinema já produziu dezenas de filmes, vídeos, especiais e séries de televisão, exibidos no Brasil e exterior, além de organizar fóruns de debate e cursos de introdução à arte do cinema e de formação de roteiristas.
Ilha das Flores, O Dia em que Dorival Encarou a Guarda, O Homem que Copiava, Tolerância e Saneamento Básico, o Filme são alguns dos títulos que receberam boa atenção do público e prêmios da crítica em anos recentes. Além disso se realizam em Porto Alegre festivais como o Festival de Cinema Fantástico e o Festival de Cinema de Porto Alegre; o Clube de Cinema de Porto Alegre e salas institucionais como a Cinemateca Paulo Amorim continuam promovendo suas sessões comentadas. Em março de 2015, o projeto de restauração do Cine Theatro Capitólio e instalação da Cinemateca Capitólio foi concluído. Além de servir como sala de exibição de filmes, o espaço também é um local destinado à preservação da memória audiovisual do Rio Grande do Sul.

### Literatura e teatro

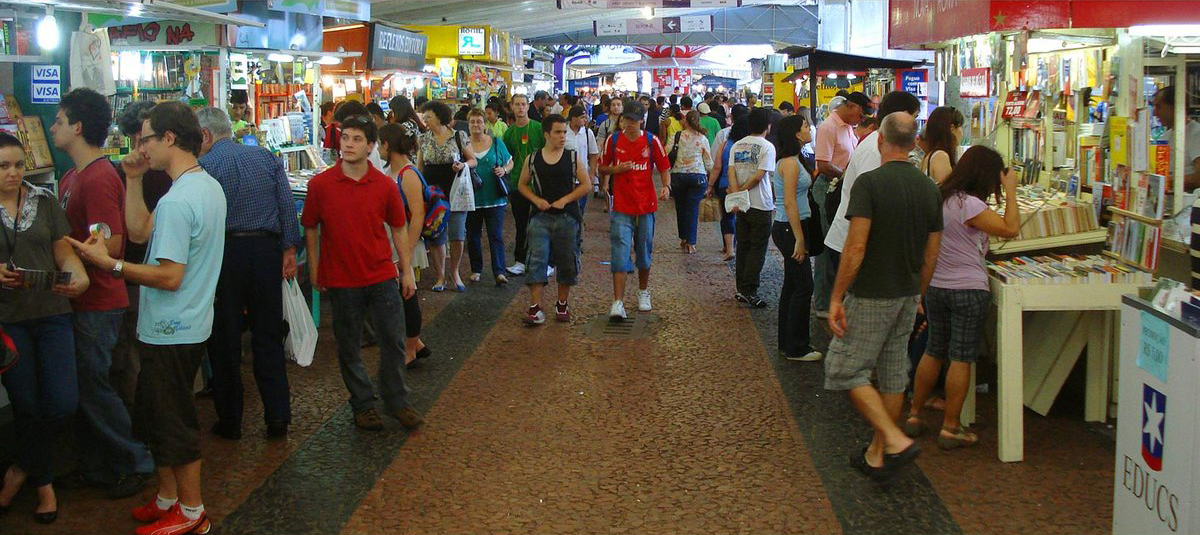
Feira do Livro de 2008

Há importante movimentação também na literatura e teatro da capital. Seguindo uma tradição consolidada entre outros pelos falecidos Mario Quintana e Érico Veríssimo, que tornaram Porto Alegre uma referência como centro produtor e até a tomaram como sujeito de suas obras, vários outros escritores ganharam renome na cidade, como Luís Fernando Veríssimo, Lya Luft, João Gilberto Noll, Moacyr Scliar e Luiz Antonio de Assis Brasil. Instituições e órgãos dos poderes públicos, bem como privados, desenvolvem significativa atividade de fomento, divulgação e publicação, há uma quantidade de bibliotecas em atividade, de oficinas, conferências, seminários e encontros ocorrendo regularmente, o campo é estudado em nível superior e de pós-graduação nas universidades locais, mas o evento maior da literatura porto-alegrense é a Feira do Livro, que acontece anualmente em outubro na Praça da Alfândega, atraindo multidões e constituindo um importante elemento dinamizador no mercado literário brasileiro, atraindo interessados até do exterior e sendo declarada Patrimônio Imaterial da cidade.

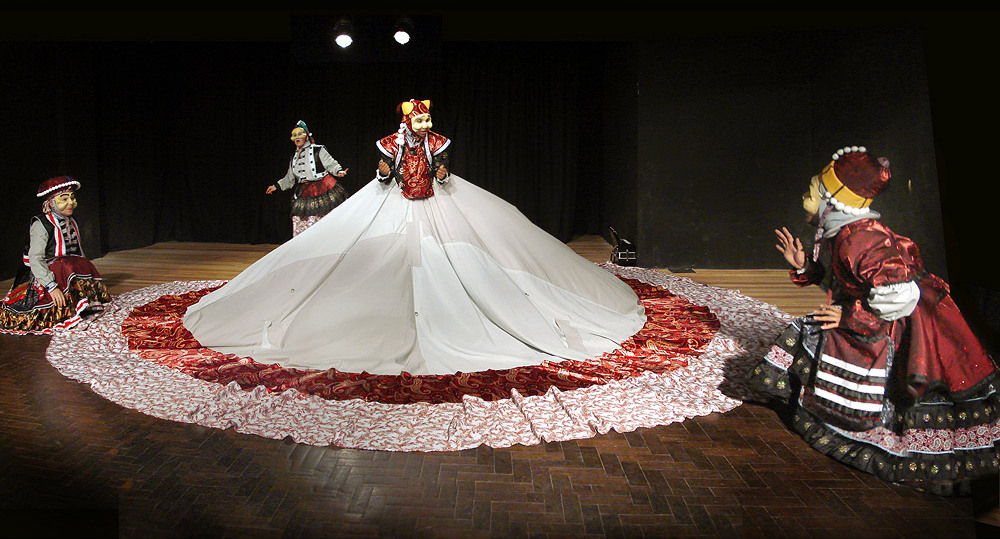
Cena da peça A Mulher que Comeu o Mundo, do grupo de teatro Usina do Trabalho do Ator. Apresentação na Companhia de Arte, 2008.

O teatro igualmente tem uma longa tradição, cujas raízes estão no século XIX, que chegou a um ponto de destaque nacional na década de 1970 com a ação do Teatro de Arena, um reduto da resistência política durante a ditadura militar, e pela ação de dramaturgos como Carlos Carvalho e Ivo Bender. Também merece destaque a Tribo de Atuadores Ói Nóis Aqui Traveiz, um grupo de teatro experimental fundado em 1977 por Julio Zanotta e Paulo Flores e ainda ativo, de trajetória reconhecida nacionalmente. Mais recentemente, tem sido aclamado o Projeto Gompa, fundado em 2014 e também voltado principalmente para o teatro experimental.
Atualmente Porto Alegre possui mais de quarenta espaços para o teatro, destacando-se entre os maiores o Theatro São Pedro, o Teatro FIERGS e o teatros do Centro de Integração Empresa Escola, da PUC-RS e da UFRGS (Salão de Atos), equipados com tecnologia moderna. Há um sem-número de grupos profissionais e amadores em atividade, a programação de peças é contínua pelas várias casas da cidade, oferecendo representações de todos os gêneros e para todas as idades, vários grupos se dedicam ao teatro de rua e a Prefeitura, além de oferecer vários prêmios para a categoria, mantém um grande festival, o Porto Alegre em Cena, que já conquistou projeção internacional.

### Tradições e folclore

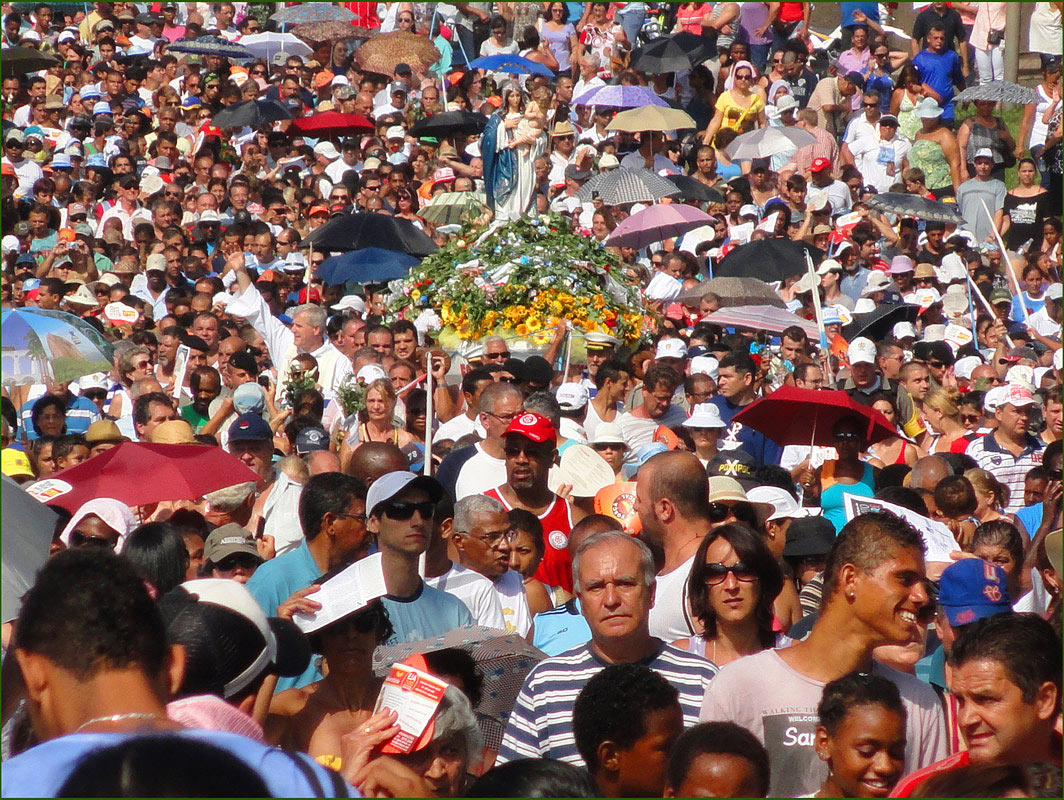
Procissão de Nossa Senhora dos Navegantes em Porto Alegre

O folclore de Porto Alegre é o resultado da mistura de tradições muito diversificadas, trazidas pelos imigrantes de variadas procedências que formaram a população local, bem como aquelas legadas pelos povos indígenas autóctones e pelos descendentes de escravos africanos. Esse diversificado folclore, que abrange expressões na dança, na literatura, na música, no teatro, na religião, na culinária e nos jogos infantis, é transmitido em salas de aula e em outras atividades, como oficinas e recitação de histórias, voltadas para o público jovem. Por décadas Porto Alegre se beneficiou das múltiplas atividades do Instituto Gaúcho de Tradição e Folclore, entidade do Governo do Estado, fundado em 1974 e extinto em 2017. Seu rico acervo — composto de indumentárias, fitas VHS, vídeos, áudios, livros, fotografias, negativos e slides, recortes de revistas e jornais e documentos de pesquisa, além de 2,4 mil volumes de monografias de conclusão do Curso de Especialização em Folclore da antiga Faculdade de Música Palestrina — foi disperso entre várias instituições, perdendo visibilidade, prejudicando a acessibilidade e dificultando seu uso pelos pesquisadores contemporâneos. Memórias, artes e tradições negras são cultivadas nos quilombos urbanos e em vários outros centros espalhados pela capital.
Dentre as celebrações e festas tradicionais na cidade se encontram a Festa de Nossa Senhora dos Navegantes, o maior evento religioso da capital, que reúne um público de 100 mil pessoas em sua procissão, e o carnaval, um dos mais importantes do país, que lidera a audiência local em transmissão de televisão, gera mais de 1,5 mil empregos diretos, e atrai cerca de 60 mil pessoas. O início oficial das comemorações ocorre com o Prefeito entregando a chave da cidade para o Rei Momo, seguindo-se a tradicional "Descida da Borges", quando as escolas de samba vencedoras dos grupos Ouro e Prata do ano anterior desfilam pela avenida Borges de Medeiros, no Centro Histórico. O desfile geral das escolas ocorre no Complexo Cultural do Porto Seco, conhecido como Sambódromo, na Zona Norte, com transmissão ao vivo pela TVE e pelo YouTube. Há ainda muitos blocos menores que fazem carnaval de rua em outros bairros.

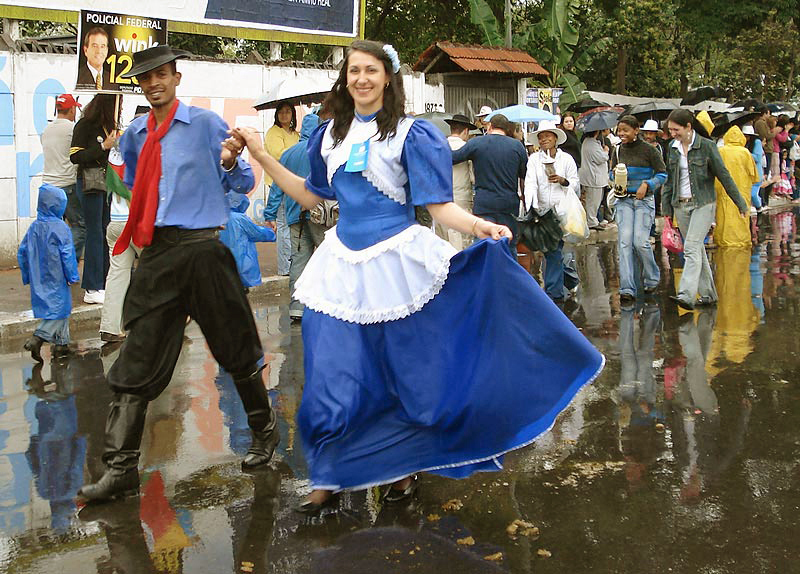
Um gaúcho e uma prenda vestidos a caráter em desfile comemorativo da Semana Farroupilha

No folclore urbano várias histórias se tornaram conhecidas, entre elas os crimes da Rua do Arvoredo, a maldição do escravo da Igreja das Dores, a história da prisioneira do Castelinho do Alto da Bronze e a da Maria Degolada, prostituta que virou uma santa popular.
Com tantas manifestações diferentes, entretanto, ocupa um lugar privilegiado no cenário do folclore porto-alegrense o tradicionalismo gauchesco, que tem representação maior no Movimento Tradicionalista Gaúcho, sediado na cidade, o qual se dedica à preservação, resgate e desenvolvimento da cultura do gaúcho e associa mais de 1400 Centros de Tradições Gaúchas legalmente constituídos. Após perdido na cidade no início do século XX, numa fase de intensa urbanização e internacionalização, o tradicionalismo gauchesco foi ressuscitado nos anos 1940 por Barbosa Lessa e Paixão Cortes, e hoje se tornou tão popular que foi absorvido por descendentes de imigrantes que não tinham nenhuma ligação com as origens históricas, étnicas e campeiras do gaúcho do pampa, passando a se tornar um verdadeiro estilo de vida para muitos habitantes urbanos. Esta expressão folclórica encontra um momento alto nas comemorações da Semana Farroupilha, que lembra a Guerra dos Farrapos e tem fortes associações cívicas e históricas.

### Artes visuais

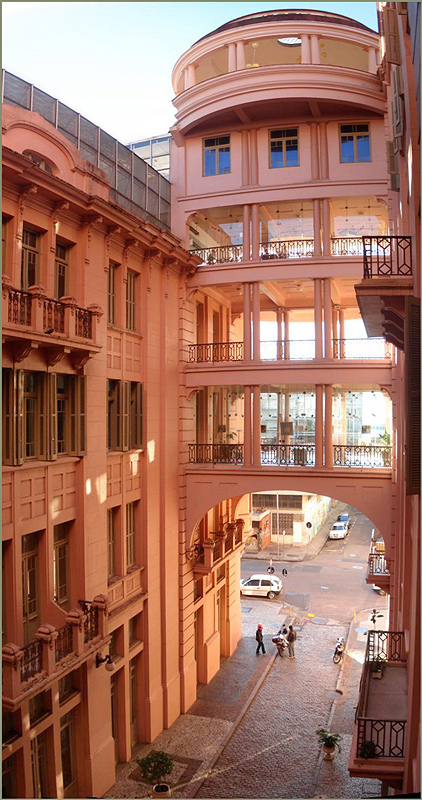
Casa de Cultura Mario Quintana

Desde que o Instituto Livre de Belas Artes (IA) foi fundado, em 1908, ele assumiu a posição de principal centro de ensino, crítica e produção em artes visuais na cidade e no estado. Do Instituto Livre (hoje uma unidade da UFRGS), onde lecionaram muitos nomes eminentes, emergiu uma contínua sequência de artistas importantes. Nas últimas décadas, trabalhando ao lado de artistas de renome internacional como Vasco Prado, Francisco Stockinger e Iberê Camargo, outros mestres tiveram suas contribuições reconhecidas, como Henrique Fuhro, Danúbio Gonçalves, Zoravia Bettiol, Mário Röhnelt, Milton Kurtz, Romanita Disconzi, Carlos Tenius, Carlos Carrion de Britto Velho, Maria Tomaselli Cirne Lima, Karin Lambrecht, Anico Herskovits e Alfredo Nicolaiewsky, e ampararam, já como professores, o surgimento de uma promissora nova geração de jovens talentos. Esses jovens levam adiante questionamentos levantados nos anos 1970 e 1980 por grupos conceitualistas como o Nervo Óptico e o Espaço N.O., além de trabalharem em direções próprias atualizadas.
O mercado, porém, vem mostrando retração e a produção artística em meios tradicionais sofre a competição das novas mídias. Por outro lado, nos últimos anos vêm sendo apresentadas grandes exposições de figuras históricas locais, com mostras retrospectivas entre outros de Carlos Petrucci, Oscar Boeira, Libindo Ferrás, Edgar Koetz, Pedro Weingärtner e Ado Malagoli. O Museu de Arte do Rio Grande do Sul, além das exposições de seu acervo, que é a maior coleção pública de artes visuais do estado, organiza mostras importantes com acervos de colecionadores privados e outras instituições. A pesquisa acadêmica chega a níveis superiores com a consolidação dos cursos de pós-graduação em Artes Visuais no Instituto de Artes e do curso de Especialização em Artes Plásticas da PUC, e desde 1997 Porto Alegre é sede da Bienal do Mercosul, que já ganhou respeito no estrangeiro.
Ao lado do IA e das instituições já citadas, outros centros de produção/divulgação artística e associações de artistas também assumiram um papel de relevo no circuito local, como a Associação Riograndense de Artes Plásticas Francisco Lisboa, que desde sua fundação em 1938 mantém, com poucas interrupções, um salão de arte dos mais importantes no estado, e o Centro Municipal de Cultura, Arte e Lazer Lupicínio Rodrigues, da Prefeitura, formando gerações de artistas por meio de vários cursos teóricos e práticos e realizando uma infinidade de eventos. A Prefeitura Municipal também contribui, entre outras ações, reservando para as artes visuais uma categoria no seu prestigiado Prêmio Açorianos, organizando um Salão Internacional de Desenho para a Imprensa, dando vários espaços para exposições, especialmente na Usina do Gasômetro, e oferecendo cursos e oficinas para a população em projetos descentralizados e comunitários. A Casa de Cultura Mario Quintana, administrada pelo governo estadual, possui numerosos espaços de produção, acervamento e divulgação de arte, dos quais se destacam suas oficinas, sua galerias e o Museu de Arte Contemporânea do Rio Grande do Sul. Na área privada, são ativos e influentes o Santander Cultural e a Fundação Iberê Camargo, ambos promovendo exposições e outros eventos de alta qualidade, com grande repercussão na cultura local.

### Arquitetura e patrimônio histórico

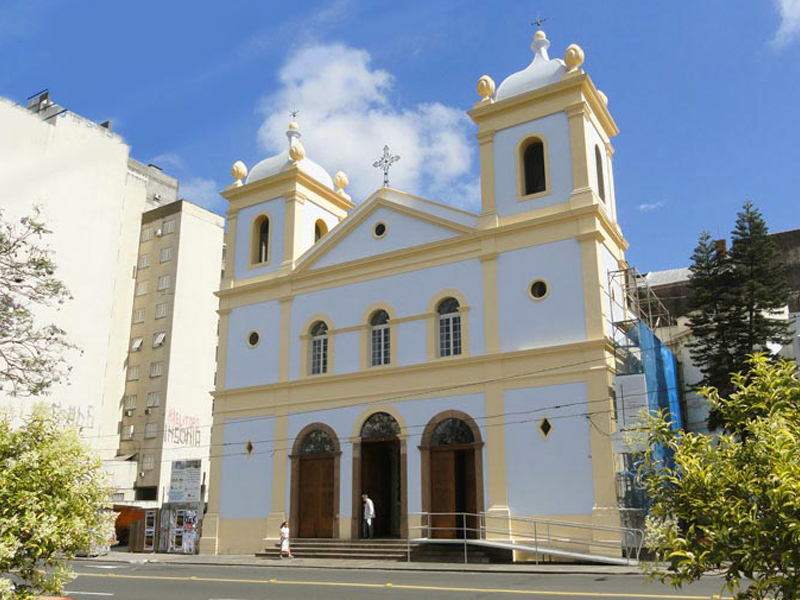
Igreja de Nossa Senhora da Conceição

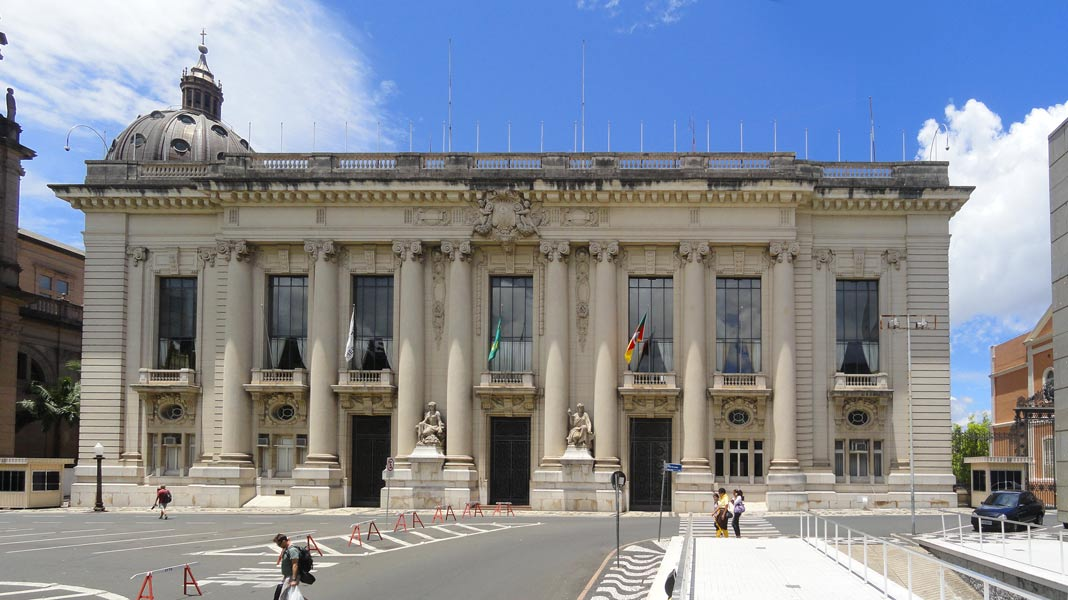
O Palácio Piratini

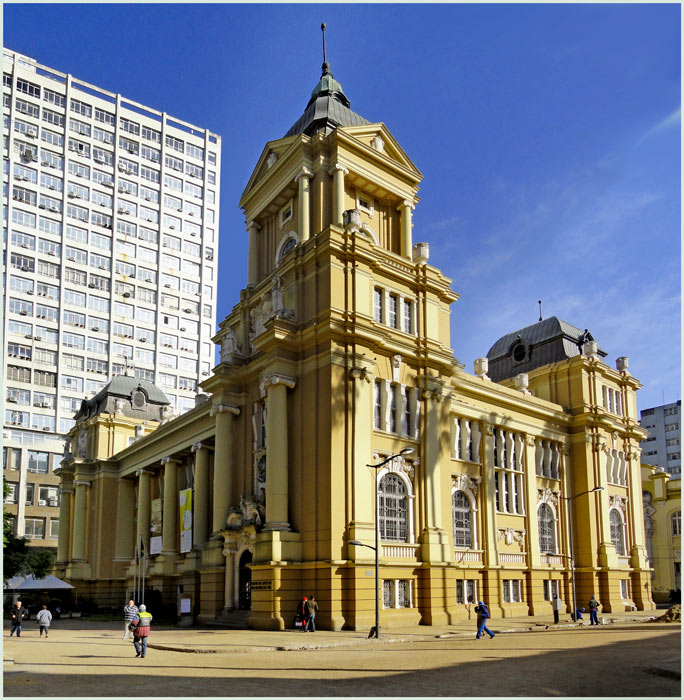
Antiga Delegacia Fiscal, hoje o Museu de Arte do Rio Grande do Sul

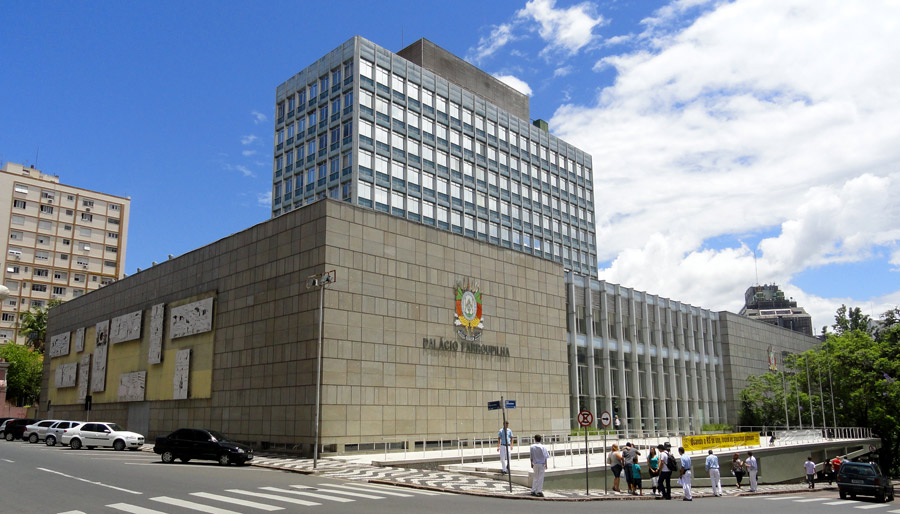
Palácio Farroupilha, sede da Assembleia Legislativa

A arquitetura de Porto Alegre se apresenta hoje como um mosaico de estilos antigos e modernos. Essa característica se mostra mais visível no centro da cidade, o núcleo urbano histórico, onde sobrevivem alguns exemplares de edificações do século XIX e do chamado "período áureo" da arquitetura porto-alegrense, entre 1900 e 1930, aproximadamente. Entretanto, muito das edificações mais antigas desapareceu ao longo do século XX para dar lugar a uma urbanização de linhas modernistas.
Entre seus prédios mais significativos do século XIX estão o Solar Lopo Gonçalves, bom exemplo de arquitetura senhorial de zona rural, e o Solar dos Câmara, a mais antiga construção residencial da cidade ainda de pé. No campo religioso, são importantes a Basílica Menor de Nossa Senhora das Dores, a mais antiga igreja de Porto Alegre ainda existente, declarada Patrimônio Nacional pelo IPHAN, e a Igreja da Conceição, a única igreja em estilo colonial que se conservou íntegra em seu estado primitivo. Ainda do século XIX são notáveis o Theatro São Pedro, o mais antigo teatro da cidade, e o conjunto dos pavilhões históricos do Hospital Psiquiátrico São Pedro, que segundo os técnicos do IPHAE é a maior área edificada de interesse social que o século XIX legou à Província, com uma estrutura de perfil neoclássico.
Da "fase áurea", quando predominou o ecletismo, se destacam, entre muitos outros, o Palácio Piratini, residência oficial do Governador do Estado; o Paço Municipal, um dos primeiros exemplos arquitetônicos a exibir a influência do Positivismo na sua decoração de fachada; e o grande conjunto de edifícios construídos pela parceria estabelecida entre o arquiteto Theodor Wiederspahn, o engenheiro-construtor Rudolf Ahrons e o decorador João Vicente Friedrichs, que deixaram obras como o edifício da antiga Cervejaria Bopp, o prédio dos antigos Correios e Telegraphos, a Faculdade de Medicina da UFRGS e o edifício da antiga Delegacia Fiscal. Os prédios históricos da Universidade Federal do Rio Grande do Sul também são dignos de nota, um conjunto declarado Patrimônio Cultural do estado, com dois tombados pelo IPHAN. Alguns deles foram projeto de Manoel Itaqui, um dos introdutores da Art Nouveau na cidade.
Da geração seguinte, seguindo em linhas gerais a estética Art Déco, são obras importantes o Clube do Comércio e o Palácio do Comércio. Finalmente, entre as construções modernistas são de lembrar o Palácio Farroupilha, sede da Assembleia Legislativa, o Palácio da Justiça e o Centro Administrativo do Estado. Nos últimos decênios se verificou o declínio da escola modernista e sua substituição pelos valores do Pós-Modernismo, fazendo a releitura de estilos históricos pré-modernistas e criando um senso de ecletismo, liberdade e democracia formal. Os exemplos mais paradigmáticos dessa tendência são os shopping centers que nos últimos anos têm pontuado a paisagem, mas cujo gosto e pertinência para a paisagem urbana local às vezes são postos sob suspeita.
Com a criação em 1981 da Equipe do Patrimônio Histórico e Cultural iniciou-se um processo de estudo e resgate dos bens culturais de propriedade do Município de especial interesse histórico, social e arquitetônico, sistematizando os tombamentos municipais, que haviam se iniciado poucos anos antes, em 1979. Na mesma época foram instalados o escritório regional do IPHAN e a Coordenadoria do Patrimônio Histórico e Artístico do Estado, antecessora do IPHAE, instituições que vêm realizando na cidade vários tombamentos e ações de preservação em nível federal e estadual. Até 2010 o município já tombou 67 bens históricos e 21 foram tombados em nível estadual pelo IPHAE. Destacam-se entre as ações de preservação na capital o Programa Monumenta, do Ministério da Cultura, que delimitou no Centro Histórico uma área de 24,5 hectares de interesse patrimonial, com 170 imóveis a serem preservados, e o Projeto Viva o Centro, da Prefeitura, buscando a reabilitação do Centro Histórico para valorizar o seu patrimônio cultural e ambiental.
A cidade possui muitos museus em várias categorias, e entre os mais destacados estão o Museu de Arte do Rio Grande do Sul, o Museu Júlio de Castilhos, o Museu Joaquim Felizardo, a Pinacoteca Barão de Santo Ângelo, o Memorial do Rio Grande do Sul, o Museu de Comunicação Social Hipólito José da Costa e a Fundação Iberê Camargo. É importante ainda o Arquivo Público do Estado. Desde 1990 Porto Alegre sedia a seção regional do Sistema Brasileiro de Museus, desenvolvendo importante trabalho de intercâmbio e divulgação cultural, além de oferecer cursos, seminários e palestras.
Com a inauguração do Memorial Luiz Carlos Prestes, em outubro de 2017, Porto Alegre entrou para o hall de cidades a abrigar obras do renomado arquiteto, Oscar Niemeyer.

### Vida noturna e culinária

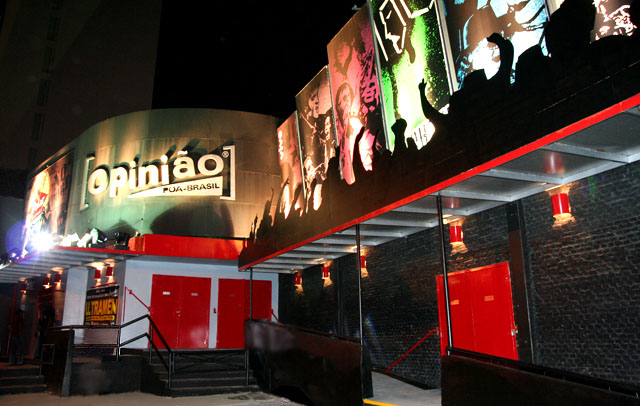
Fachada do Opinião

As diversas casas noturnas de Porto Alegre atendem aos mais diversos públicos, dos mais conservadores aos mais vanguardistas e irreverentes, possuindo uma grande quantidade de bares, pubs, cafés, casas de espetáculo e danceterias. São bem conhecidos o Bar do Beto, o Chalé da Praça XV (bar e restaurante), o Opinião (shows) e a microcervejaria DadoPub. Seus restaurantes também são diversificados e numerosos, contando-se mais de 3 500 onde se podem saborear pratos locais e de todas as partes do mundo, com preços em geral acessíveis.
O Gambrinus, instalado no Mercado Público de Porto Alegre, é o mais antigo restaurante da cidade, com mais de 120 anos de funcionamento, onde o Bacalhau à Gomes de Sá é o prato mais solicitado. Na culinária local, porém, a maior atração é o churrasco, prato tradicional da cozinha campeira, com diversos cortes de carne assada sobre brasas e servida com fartura. O 35 CTG, o primeiro CTG a ser fundado, ainda funciona e tem uma famosa churrascaria, a Roda de Carreta, com dezesseis tipos de carne, além de oferecer o carreteiro de charque como um destaque à parte e sobremesas caseiras, como a ambrosia e o sagu. Nos domingos acontecem também apresentações ao vivo de dança e músicas típicas gaúchas.

### Esportes
A cidade se destaca em diversos esportes. O futebol é popular entre os porto-alegrenses, que se orgulham de terem lançado nomes importantes do futebol brasileiro, como Falcão, Renato Portaluppi, Ronaldinho Gaúcho, Dunga e Pato, por exemplo, e de contar com dois campeões mundiais de clubes, o Grêmio Foot-Ball Porto Alegrense e o Sport Club Internacional. Os dois protagonizam uma das mais clássicas rivalidades do futebol mundial, disputada no chamado Clássico Grenal. A qualidade de seus grandes estádios, a Arena do Grêmio e o Beira-Rio, respectivamente, foi reconhecida internacionalmente e possibilitou que a cidade fosse escolhida como uma das sedes da Copa do Mundo de 2014. Geralmente o Campeonato Gaúcho de Futebol é vencido por um desses dois times. Outros times tradicionais de futebol incluem o Esporte Clube São José, jogando no Estádio Passo d'Areia, e o Esporte Clube Cruzeiro, que foi sediado em Porto Alegre de 1913 até 2019 quando transferiu-se e inaugurou um novo estádio em Cachoeirinha, na região metropolitana de Porto Alegre.
Na ginástica olímpica, Daiane dos Santos se tornou uma estrela internacional, com 110 medalhas e 18 troféus. No judô, João Derly se tornou bicampeão mundial. Também são famosos Tiago Camilo, eleito o melhor judoca do mundo em 2007, e Mayra Aguiar, medalha de prata no Mundial de Judô de Tóquio em 2010. Anualmente ocorre a Maratona Internacional de Porto Alegre, com um dos percursos mais bonitos do país.
Nos esportes aquáticos a vela tem um papel também importante, com clubes tradicionais como o Veleiros do Sul e o Clube dos Jangadeiros, onde se formaram medalhistas em várias competições, incluindo olímpicas, como Fernanda Oliveira, Isabel Swan e Alexandre Paradeda. Na natação, têm obtido bons resultados Michelle Lenhardt, Betina Lorscheitter e Samuel de Bona. Outros clubes tradicionais da cidade que contam com equipamentos esportivos, equipes oficiais e escolas de esporte são a Associação Leopoldina Juvenil, o Grêmio Náutico União e a Sociedade de Ginástica Porto Alegre (SOGIPA).
Nas Artes Marciais Mistas (MMA), Porto Alegre sediou seu primeiro evento do Ultimate Fighting Championship (UFC) no Gigantinho. UFC Fight Night: Pezão vs. Mir em fevereiro de 2015, encabeçado pelo ex-campeão dos pesos pesados Frank Mir fazendo sua estreia no Brasil e nocauteando o brasileiro Antônio "Pezão" Silva. O ex-campeão peso-pesado do UFC Fabrício Werdum é porto-alegrense.

### Feriados
O único feriado municipal fixo é 2 de fevereiro, dia de Nossa Senhora dos Navegantes. Também é observado o feriado estadual de 20 de setembro, celebrando a Revolução Farroupilha. Os pontos facultativos municipais fixos são 28 de outubro, dia do funcionário público; 24 de dezembro, véspera de Natal, e 31 de dezembro, véspera de Ano Novo, os dois últimos a partir do meio-dia. Pontos facultativos móveis são a segunda e terça-feira de Carnaval e a Quarta-feira de Cinzas, pela manhã, reiniciando às 12h, e a Quinta-feira Santa, a partir das 12 horas.